# Héra
Pour les articles homonymes, voir Héra (homonymie).
Héra ou Héré (en grec ancien attique Ἥρα / Hêra ou en ionien Ἥρη / Hêrê) est une déesse grecque antique et une des principales divinités des panthéons grecs. Sœur et épouse de Zeus, elle est la reine des dieux et la déesse du mariage. 
Son rôle dans les cultes et la mythologie se définit en grande partie en relation avec son époux. Depuis Homère, les poètes ont développé son image d'épouse jalouse et colérique, se disputant régulièrement avec son mari à la suite des infidélités de celui-ci, ou exerçant sa vengeance sur ses autres épouses et ses enfants, notamment Héraclès. Dans le culte, elle est une déesse majeure dès les débuts de l'histoire grecque, par sa place dans deux cités de premier plan, Argos et Samos, et aussi dans des cités d'Italie. Plusieurs rituels commémorent son union avec Zeus ou leur séparation temporaire, avant un retour à l'ordre établi. Héra a par ce biais un rôle majeur dans la stabilisation de l'ordre divin dominé par son frère et époux. Au quotidien, elle est invoquée parmi les divinités patronnant les rites de mariage et protégeant les épouses légitimes.
Son équivalent dans la religion romaine est Junon, qui a des attributions similaires. À l'époque moderne, elle est connue par le biais de sa contrepartie romaine, et comme la déesse irascible des mythes grecs.

## Nom et épithètes

### Étymologie
L'étymologie de Ἥρα / Hêra reste discutée : certains recherchent son origine dans le lexique des langues indo-européennes, d'autres dans la composante « préhellénique »/« minoenne », dont la langue est inconnue. La recherche moderne après Franz Rolf Schröder a notamment rapproché ce nom divin (théonyme) d’ὥρα « saison, printemps », « année ». Le nom d’Héra est ainsi interprété à partir du nom indo-européen de l’année *yērā-, présent dans l'anglais year et l'allemand Jahr. Il serait à interpréter comme « déesse de l'année ». Mais d'autres interprétations traduisent ce nom par « la femme mûre pour le mariage », « jeune vache »/« génisse », ou encore « Maîtresse », féminin de Héros qui signifierait « Maître »,.

### Épithètes

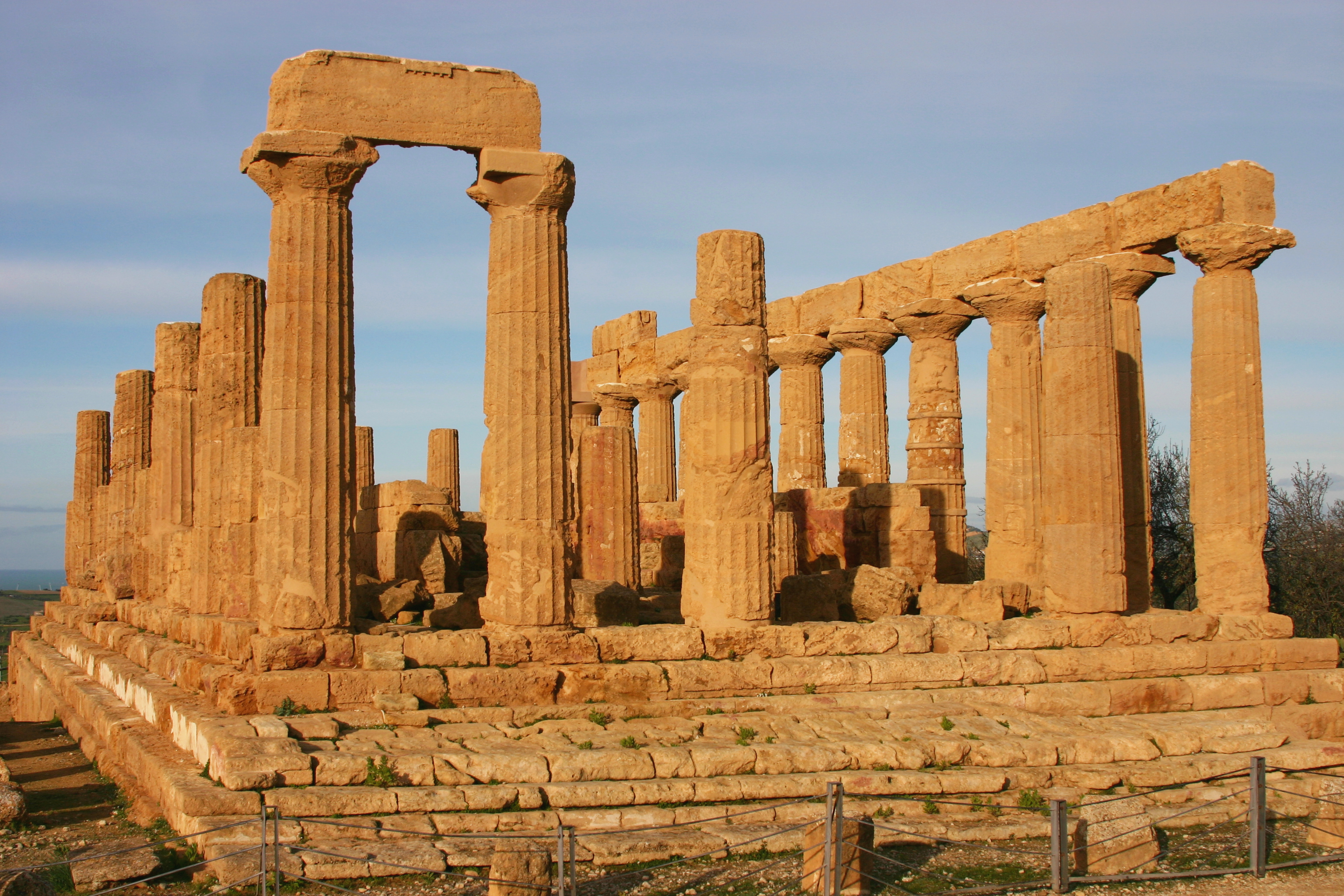
Temple d'Héra à Agrigente.

Les épithètes homériques d'Héra sont Thea leukôlenos « déesse aux bras blancs » (la blancheur de peau étant symbole de beauté), qui est également employée pour des mortelles (Andromaque, Hélène, Nausicaa),, Boôpis « aux yeux de vache » ou « aux grands yeux » (un regard intense ?), Potnia « dame », « maîtresse » et, moins souvent, Khrusothronos/Chrysothronos « au trône d'or » (voire « drapée d'or » ; ou un sens renvoyant aux fleurs, throna). Elle est également appelée deux fois Argeia, « d'Argos »/« Argienne », référence à un de ses principaux sanctuaires.
Dans le culte, ses épithètes (ou épiclèses) les plus courantes sont Teleia « l'accomplie », lié à son rôle de déesse du mariage (la complétude du mariage),, et Basileia « royale », « la reine », qui renvoie à son statut de reine de l'Olympe. D'autres épithètes cultuelles moins courantes voire isolées renvoient à la sphère du mariage : Zygia « celle qui unit », Gamostolos « celle qui prépare les noces », Nympheuomene « fiancée conduite au mariage ». 
D'autres épithètes attestées localement sont, par exemple : à Pérachora Akraia, « de la hauteur », « de l'éperon rocheux » et Limenia « du rivage », « du port », liées à la topographie du sanctuaire de la déesse ; à Argos on trouve Anthéia « la fleurie », dans la ville basse, et à nouveau Akraia, dans la ville haute ; à Crotone Hoplosmia « armée », qui renvoie manifestement à une fonction martiale.

## Hypothèses sur les origines
Héra est souvent considérée comme dérivée d'une « Grande Déesse », ou de l'amalgame de plusieurs déesses puissantes des temps préhelléniques (minoens ?), qui aurait été adoptée par les Mycéniens et associée au grand dieu européen du Ciel diurne, Zeus,. 

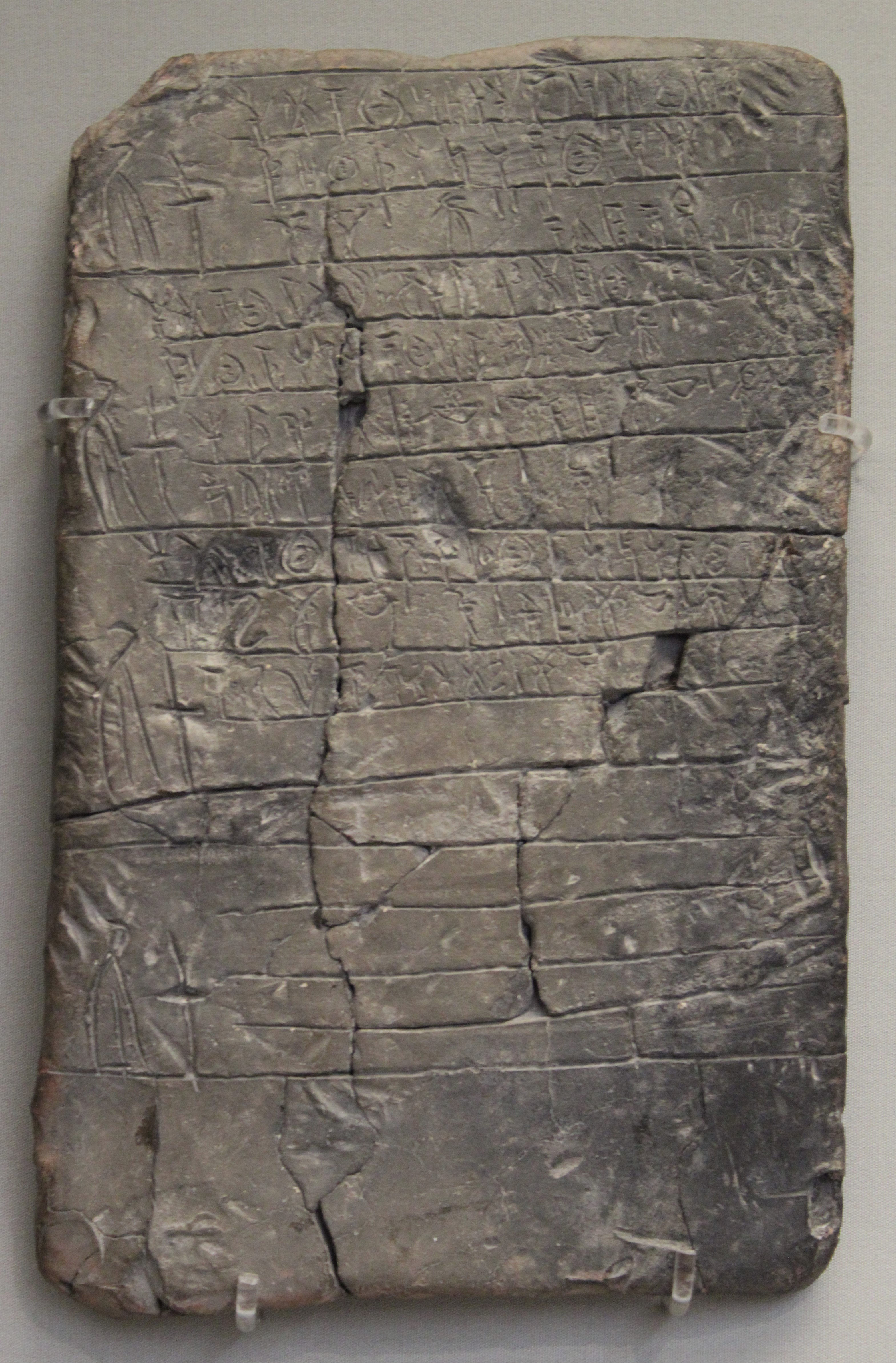
Tablette de Pylos enregistrant les offrandes à Zeus, Héra et Drimios., Musée national archéologique d'Athènes.
Traduction partielle : Pylos accomplit une cérémonie au sanctuaire de Zeus, et apporte des cadeaux, et mène des « porteurs » : pour Zeus, 1 BOL en ARGENT (?), 1 HOMME ; pour Héra, 1 BOL en ARGENT (?), 1 FEMME ; pour Drimios, fils de Zeus, 1 BOL en ARGENT (?).

Le couple apparaît en tout cas déjà dans les tablettes mycéniennes du XIIIe siècle av. J.-C. (son nom est alors écrit de manière syllabique E-ra), notamment en association dans un sanctuaire de Pylos, avec aussi un dieu nommé Dirimijo/Drimios qui semble être leur fils. Héra pourrait alors connaître une affirmation au détriment d'une autre déesse qui est elle aussi mise en couple avec Zeus dans une autre tablette mycénienne, Diwjai/Dia, qui est éclipsée par la suite. Cette progression serait liée au fait qu'Héra est une déesse majeure de la région de Mycènes (la future Argolide), qui semble alors avoir une position politique dominante. 
La recherche du rôle « originel » d'Héra a suscité de nombreuses propositions, qui restent très hypothétiques. Károly Kerényi l'interprète dans sa relation à Zeus, comme l'archétype de la femme et de l'épouse. D'autres ont en revanche cherché à la détacher de Zeus, en supposant que son association à ce dernier n'est intervenue qu'après sa prise en importance et qu'elle en était donc initialement indépendante. Certains y voient une déesse de la fertilité voire une figure chthonienne, ou encore une donneuse de vie. Joan V. O'Brien, qui retient l'idée que la déesse est originellement associée à l'année et au printemps, a proposé qu'Héra soit une ancienne divinité majeure de l'âge du bronze, une figure complexe liée au cycle des saisons et aux forces de la nature, avec des aspects chthoniens, garante de la fertilité et de la protection des communautés, qui aurait été progressivement transformée en épouse et sœur de Zeus de la religion grecque classique, « domestiquée » et moins puissante. José L. García Ramón soutient que l'Héra originelle, avant son intégration dans le panthéon grec en tant qu'épouse de Zeus, représente l'individualisation divine d'au moins trois propriétés impliquées dans l'étymologie qu'il retient pour son nom : la jeunesse, (une période de) l'année (à savoir la bonne et florissante saison : ὥρα), et possède des liens avec les bovins. Le lien d'Héra avec la jeunesse se reflète dans sa fille Hébé en tant que personnification de l'« (âge de) la jeunesse ». 
D'autres spécialistes soulignent que ces propositions sont très conjecturales et ne servent pas à comprendre les fonctions d'Héra aux époques pour lesquelles elle est bien documentée, quand elle apparait essentiellement comme une déesse de la souveraineté et du mariage intimement liée à Zeus.

## Pouvoirs et fonctions
Quoi qu'il en soit de ses origines, aux époques historiques les principales attributions d'Héra découlent de son lien avec son frère et époux, Zeus. 
En raison de son statut de roi des dieux, elle est elle-même la reine des dieux et une figure souveraine. Épouse du plus grand des dieux, elle est la déesse du mariage par excellence. Enfin, sa relation houleuse envers son mari volage se traduit par sa jalousie et ses colères qui font le bonheur des poètes grecs, les crises dans sa relation avec Zeus servant à réaffirmer le statut dominant de celui-ci.
Une partie des spécialistes de la religion grecque ont réduit la déesse au statut d'épouse (colérique) de Zeus, à l'image de M. Nilsson. Parmi les actuels, V. Pirenne-Delforge et G. Pironti s'intéressent principalement à l'« Héra de Zeus », cette relation étant vue comme essentielle pour définir sa place dans le monde divin en tant que souveraine et épouse, ses domaines d'intervention, en cherchant aussi à donner une interprétation plus complexe de ses colères et des disputes avec Zeus, souvent réduites dans la recherche moderne à des crises de jalousie et des scènes de ménage,,,. Cela s'oppose à d'autres interprétations qui ont cherché à dresser l'image d'une déesse moins dépendante de son époux, au profil diversifié et aux attributs multiples en plus du mariage (la fertilité, les bovins, les forces chtoniennes, la navigation, etc.),.

### La souveraineté

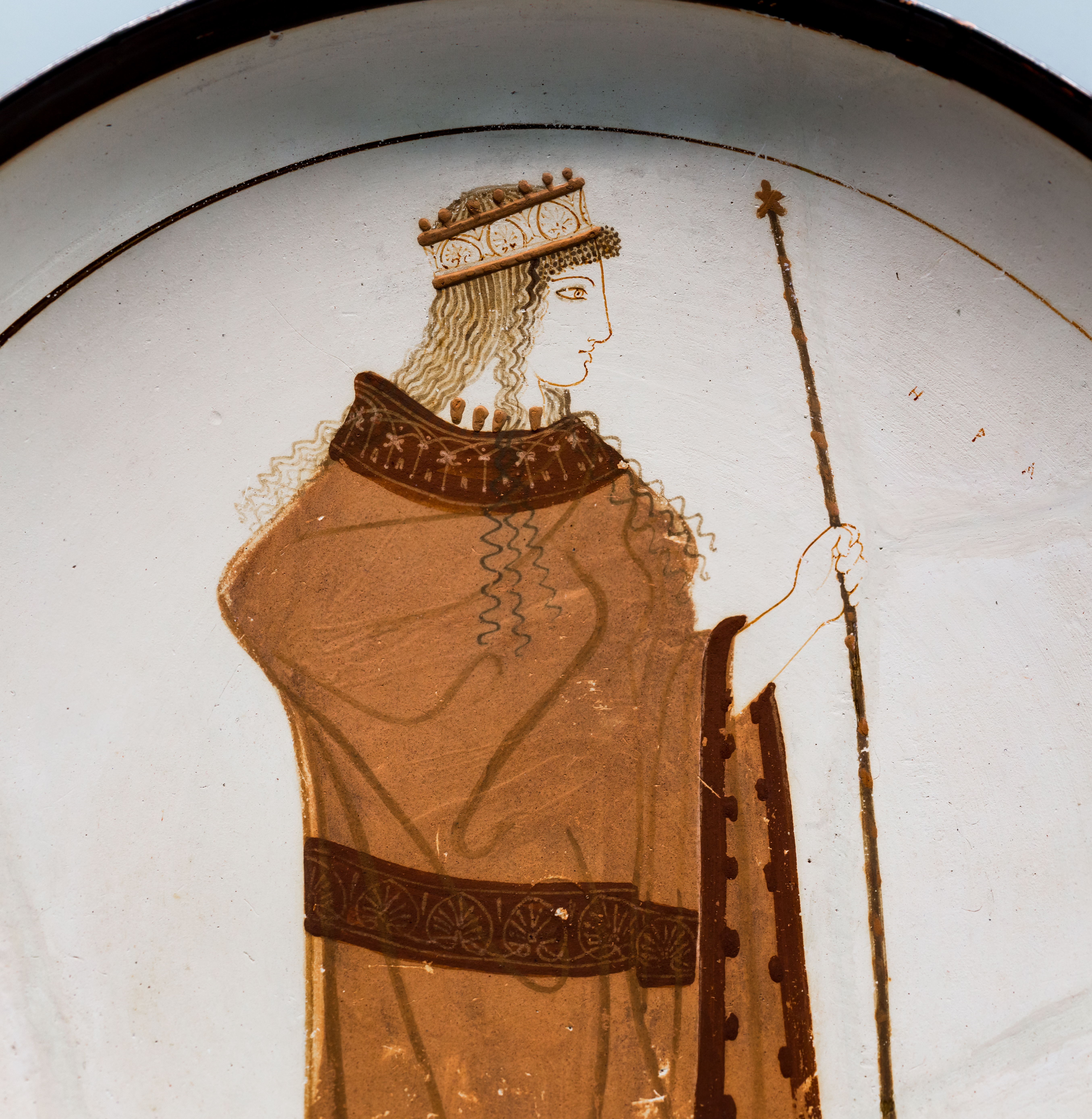
Héra coiffée d'un diadème et tenant un sceptre. Détail du médaillon d'un kylix à fond blanc du Peintre de Sabouroff, v. 470 av. J.-C. Staatliche Antikensammlungen de Munich.

Héra est une déesse souveraine, la reine de l'Olympe et des divinités grecques. Le poète lyrique Pindare la définit comme la « reine des dieux » (Néméennes I, 37-39). Cela est évidemment lié à son statut d'épouse du roi des dieux, Zeus. Une de ses épithètes les plus communes est Basileia (aussi Basilis), « Royale », « la Reine », contrepartie féminine de Basileus, « Royal » « Roi », surtout employé pour Zeus. La mythologie, en premier lieu l’Iliade, la présente comme une déesse très puissante, dominatrice, capable d'être une conseillère comme une adversaire de Zeus, certaine de sa position et de ses prérogatives, qui s'impose aux autres par son ascendant et si besoin par sa force physique (Artémis), commande à d'autres dieux (sa messagère Iris, les Heures, Hélios, Hypnos).
Selon J.-P. Vernant, « comme épouse de Zeus, Héra ne patronne pas seulement l’union légitime ; par l’intermédiaire du roi des dieux, elle est associée au pouvoir souverain qu’elle peut octroyer, en quelque sorte indirectement, par le biais de cette couche royale qu’elle partage avec son mari. » Cela explique pourquoi le présent qu'elle propose à Pâris lors de son jugement est la souveraineté : « Héra seule s’engage à lui assurer ce qu’elle ne possède pas en propre mais dont elle participe par son union avec Zeus : la souveraineté. Comme le formule très clairement Euripide (Iphigénie à Aulis, 900) : « Cypris (Aphrodite) se prévalait des désirs, Athéna de sa lance, Héra du lit royal de Zeus souverain. » »,
Les différentes tensions qui émaillent les relations entre Héra et Zeus dans la mythologie ont également un lien avec son rôle de déesse souveraine, car ils permettent à la déesse de constamment réaffirmer sa position de reine et de partenaire incontournable de Zeus. En lien avec cette position, elle a une beauté majestueuse et royale, qui est reprise dans l'art. Platon dans son Phèdre (253b) prétend que ceux qui vénèrent Héra cherchent l'amour sous une forme royale.
Elle est associée au trône, symbole de la royauté. Elle est dite Chrysothronos, « au trône d'or ». Son fils Héphaïstos réalise pour elle un trône d'or, qu'il lui offre. Pindare la surnomme Homothronos, « qui partage le trône (de Zeus) » (Néméennes XI, 1-2), ce qui prolonge le fait qu'ils partagent le lit nuptial. Son sanctuaire de Délos a livré des statuettes de femmes trônant. Dans l'art, elle est souvent représentée assise sur un trône, notamment dans sa statue de culte d'un de ses principaux sanctuaires, à Argos, où elle tient également un sceptre surmonté par Zeus sous la forme d'un coucou (car il l'aurait séduite sous cette forme selon une légende locale). Ce sont d'ailleurs en premier lieu ses attributs royaux qui permettent de la distinguer des autres déesses dans des scènes mythologiques telles que le jugement de Pâris.

### Le mariage
L'épouse de Zeus est aussi la déesse du mariage, son principal champ de compétence dans le culte. Elle est la protectrice du mariage, de la vie maritale et des épouses légitimes,. C'est de son lien avec Zeus qu'elle tient son statut de souveraine et de maîtresse de maison de l'Olympe, ce qui est en particulier évoqué dans la poésie grecque par le fait qu'elle partage la couche de Zeus (koite, lechos) : un commentaire à l’Iliade dit ainsi qu'« elle est appelée Teleia et Syzigos (épithètes liées au mariage) dans la mesure où, seule parmi ses sœurs, elle a obtenu pareil mari. »
Selon M. Detienne, « dans la perspective d'Héra, l'épousée ne peut connaître de plus sûr accomplissement que de se voir identifiée à la couche d'où vont naître les enfants légitimes et où va prendre racine la semence d'une maison d'hommes. ». Héra est donc l'incarnation d'un des fondements des sociétés grecques, en particulier à destination de leur composante féminine. Illustration de ce rôle, sa représentation sur un vase peint dans une scène nuptiale « signifierait la consécration des liens conjugaux sur lesquels est fondé l'ordre de la cité et l'allusion à sa chaste beauté garantirait la promesse d’une belle progéniture » (A. Kauffmann Samaras).
Une de ses épithètes les plus courantes, Teleia, l'« Accomplie », renvoie à la complétude du mariage, au fait qu'une femme ne peut s'accomplir que dans le mariage, peut-être aussi à la maturité physique (par opposition à la jeune fille). Elle est également appliquée au masculin à son époux Zeus, Teleios, notamment dans des rituels où ils sont invoqués conjointement en lien avec le mariages,,. Elle est également connue sous les épithètes Zygia « celle qui unit », ou encore Gamostolos « celle qui prépare les noces ».
Les rituels dédiés à Héra font à plusieurs reprises référence à son mariage avec Zeus. Elle est plus particulièrement vénérée lors du mois du mariage, Gamelion,,. Les spécialistes de la religion grecque parlent souvent à ce propos de « mariage sacré », hieros gamos,, d'après le nom d'un rituel de ce type attesté à Athènes pour le mois de Gamelion (qu'une source isolée désigne par l'expression de sens voisin Theogamia). Ce rite semble particulièrement populaire, se déroule au niveau des dèmes et probablement aussi dans le cadre domestique, et voit les deux divinités être associées et célébrées comme les « magistrats (prytanes) du mariage » (Scholie à Aristophane, Les Thesmophories, 973-976). Autrement, Héra Teleia fait partie des divinités invoquées par les Athéniens lors des rites de mariage. Une épigramme conservée dans l’Anthologie palatine (VI, 133) rapporte que juste après son mariage une certaine Alkibia offre à la déesse le voile qui couvrait ses cheveux lors de la cérémonie :

« Alkibia a consacré à Héra le voile qui enveloppait ses cheveux, après la célébration de son mariage légitime. »

— Anthologie palatine, VI, 133.
D'autres rituels dessinent un cycle de la déesse, qui associent la jeune fille non encore mariée à l'épouse. Pausanias (VIII, 22, 2-3) évoque ainsi un ancien culte de la déesse, disparu au moment où il écrit (au IIe siècle), dans la cité de Stymphale, un des lieux qui revendique d'avoir été l'endroit où la déesse a grandi avec son union avec Zeus. Selon ce qu'il rapporte, il y aurait eu là trois sanctuaires dédiés chacun à un aspect spécifique identifié par un nom révélateur du rôle de la déesse, renvoyant à différentes étapes de la vie féminine : Pais quand elle est encore jeune fille (vierge, parthenos), Teleia quand elle est mariée et Chera après sa brouille avec Zeus. Ce dernier terme, souvent traduit par « veuve », renvoie en fait à la notion de vacuité et signifierait plutôt « séparée ». À Platées, elle se dédouble entre la Nympheuomene « fiancée conduite au mariage » et l'habituelle Teleia, et ce lieu voit le déroulement de grandes fêtes, les Daidala, évoquant une dispute et une séparation d'Héra et de Zeus. Divers autres rituels et les mythes qui les expliquent évoquent une période de séparation d'Héra et de Zeus, suivant le topos qui veut que leur relation soit traversée de crises, et visent à aboutir à leur réconciliation,,. 

« Dans l’ancienne Stymphale habita, dit-on, Téménos, fils de Pélasgos ; Héra aurait été élevée par ce Téménos, et il aurait fondé trois sanctuaires pour la déesse ; il lui aurait donné trois épiclèses : quand elle était encore vierge, Pais ; quand elle eut épousé Zeus, il l’appela Teleia ; et quand elle se fut, pour une raison ou une autre, brouillée avec Zeus et qu’elle fut revenue à Stymphale, Téménos la surnomma Chèra. Tels sont les récits des Stymphaliens dont j’ai eu connaissance sur la déesse. La ville, à notre époque, ne contenait rien des monuments cités »

— Pausanias (trad. M. Jost), Description de la Grèce, VIII, 22, 2-3.
La déesse a aussi par là une compétence « intégrative » selon V. Pirenne-Delforge et G. Pironti, visible dans ses différentes épithètes, donnant une place aux femmes dans la cité des hommes : « il s’agit de transformer à chaque fois, d’une génération à l’autre, une parthenos (jeune fille vierge) en « épouse accomplie » (Teleia). Il s’agit d’intégrer à l’oikos (maison(née)) du mari un élément « exogène » et critique : une numpheuomènè. La prise en charge de ce processus délicat est précisément l’œuvre de la Teleia. Et c’est d’une telle intégration que parle « le cycle d’Héra ». »

### La colère et les conflits structurants
Héra est souvent représentée comme une déesse en colère, impliquée dans des conflits motivés par la vengeance de son honneur bafoué. Si son mariage avec Zeus est essentiel pour ses fonctions de déesse royale et du mariage, il est loin d'être tranquille et est émaillé de disputes, de tensions voire de conflits et de séparations qui sont une autre caractéristique de la déesse. Dans les mythes, elle apparaît principalement comme une épouse jalouse, ciblant son époux, ses conquêtes féminines et la progéniture qui en est issue. 
L'association des incartades de Zeus et de la colère d'Héra est un lieu commun de la mythologie grecque, mais la colère d'Héra ne se limite pas à la protection de son ménage et de sa position d'épouse du roi des dieux. À plusieurs reprises sa colère s'abat sur d'autres personnes qui ont porté atteinte à sa dignité, comme les filles de Proétos qui l'ont moqué ou Sidè qui prétend être aussi belle qu'elle. Il peut donc être considéré que la colère est un élément constitutif du profil divin d'Héra, que c'est une déesse dont le mode d'action est la colère et le conflit. Elle suscite des monstres contre les objets de sa fureur, notamment Zeus avec Typhon (dans une des variantes de ce mythe), Héraclès avec l'Hydre de Lerne et le Lion de Némée. Les textes grecs qualifient cet aspect d'Héra avec des termes tels que cholos, la « colère », issu de chole « bile », « fiel », aussi neikos et eris « dispute », « conflit ».
Mais il ne s'agit pas d'une colère destructrice et chaotique, puisqu'en fin de compte elle joue un rôle dans la recomposition du monde divin, du rapport avec Zeus et sa souveraineté. Selon W. Burkert, « les difficultés conjugales de Zeus et d'Héra, qui font le plaisir des poètes, sont le reflet de la tension interne propre à un ordre patriarcal qui sans cesse se réaffirme lui-même à travers son opposé. » Plusieurs rites du culte d'Héra (comme les Daidala de Platées) ont pour point de départ et justification mythologique des crises profondes où l'ordre établi est abattu, et ont pour fonction d'apaiser la déesse afin de permettre le retour à l'ordre normal des choses. 
La colère d'Héra se manifeste principalement en lien avec ses deux prérogatives principales, la souveraineté et le mariage, voire la fonction « intégrative » qu'elle aurait selon certains historiens (voir plus bas). La figure de la déesse ne peut donc être réduite à celle d'une femme jalouse et aigrie. Elle intervient quand elle doit protéger son foyer de potentielles rivales féminines et d'enfants illégitimes, mais sert aussi à donner une légitimité à certains des enfants de Zeus qui en fin de compte parviennent à intégrer la société olympienne une fois réconciliés avec sa reine (Héraclès et Dionysos, aussi son propre fils Héphaïstos). Selon V. Pirenne-Delforge et G. Pironti, l’eris d'Héra intervient dans une crise qui contribue finalement à consolider l'ordre en place : « Héra est une figure emblématique de cette eris structurante, dont l'action contribue au renouvellement périodique de l'ordre de Zeus. »

### Autres domaines
Les compétences d'Héra s'étendent à d'autres domaines, souvent dans le prolongement de ses attributions principales, la souveraineté et le mariage. Certains de ces aspects, notamment ceux qui débordent de ce périmètre, font l'objet de discussions. Ils pourraient dériver du fait qu'elle est originellement une « grande déesse » préhellénique indépendante de Zeus ou bien une divinité tutélaire très puissante en certains endroits, où elle protège les communautés dans divers domaines (prospérité économique, victoires militaires, initiations, etc.), sans forcément dépendre de Zeus.
Si elle est l'incarnation du mariage et des épouses légitimes, le corolaire de cette fonction, la maternité, est peu affirmée chez Héra,. Dans les mythes, elle ne témoigne pas d'un attachement à ses fils Arès et Héphaïstos, c'est même plutôt l'inverse. Selon W. Burkert, « sa féminité se limite en fait à la relation avec son mari : la consommation physique de l'amour, son avant et son après, le mariage et la séparation. » En quelques endroits, elle semblerait cependant jouer un rôle dans la mise au monde des enfants, au moins en relation avec sa fille Ilithyie, protectrice des femmes qui accouchent, aussi une fonction de courotrophe, protectrice des enfants et de leur développement (notamment les filles),. Ainsi des concours de beauté de jeunes filles (Kallisteia) ont lieu en son honneur à Lesbos (évoqués par le poète Alcée).
Les rituels célébrant Héra en tant que déesse du mariage et son union avec Zeus présentent aussi un symbolisme végétal et animal qui semble avoir un lien avec la fertilité, qui se retrouve aussi dans le passage de l’Iliade (XIV, 347-349) narrant leur union sexuelle,. Si on retient l'étymologie qui la relie aux saisons, elle pourrait plus spécifiquement être reliée à la période de l'année de la fleuraison (cf. son épiclèse Anthéia « la fleurie » à Argos), donc le printemps. Un lien avec la terre et les forces chthoniennes a aussi été proposé.
Elle a un lien avec les bovins : sa sphère d'influence concerne souvent les plaine fertiles où broute le bétail, on lui sacrifie des vaches, et une de ses épithètes homériques est Boopis « aux yeux de vache »,.
Héra joue un rôle majeur localement dès l'époque archaïque, dans les cités d'Argos et de Samos, aussi en Italie méridionale (Métaponte, Crotone, Paestum) où, en plus de son association habituelle au mariage, elle apparaît comme la déesse protectrice de la communauté, en particulier de ses jeunes hommes, qui octroie prospérité et succès militaires,. À Lesbos où elle a également une position souveraine (associée à Zeus et à Dionysos), Héra est appelée par le poète Alcée panton genethla, « génitrice de tous ». Elle dispose d'un sanctuaire situé au centre de l'île, commun à ses différentes cités.
Héra prend aussi par endroits des aspects de déesse guerrière armée, notamment à Poseidonia où elle prend l'épiclèse Hoplosmia (« en armes »), à Crotone où on lui offre des flèches en bronze, peut-être aussi dans des rituels de courses et processions en armes attestés à Argos et à Samos,,. Elle pourrait avoir eu un rôle guerrier plus affirmé en Argolide, notamment en lien avec la protection qu'elle accorde aux héros dans les récits épiques et son statut de mère du dieu martial Arès.
Selon F. de Polignac, en tant que figure d'épouse souveraine, elle joue à ces époques un rôle dans l'intégration des éléments extérieurs, et plus largement la régulation des échanges entre les communautés grecques et l'étranger, ce qui expliquerait aussi son rôle important dans les fondations coloniales italiennes. C'est à cette compétence que renverraient les offrandes de maquettes de maisons (le domestique, l'intérieur) et de navires (l'étranger, l'extérieur) qui se retrouvent dans plusieurs de ses sanctuaires archaïques extra-urbains (Argos, Samos, Pérachora). Ce rôle « intégratif » d'Héra pourrait également se retrouver au niveau de la maisonnée, l’oikos, pour les femmes venues d'autres familles par un mariage.

## Héra dans la société divine
Comme toute divinité d’une religion polythéiste, Héra est loin d’être un être divin isolé, que ce soit dans les cultes, dans l'art ou dans la littérature. Ses compétences et attributions s'éclairent particulièrement par l'analyse de ses rapports avec certaines divinités avec lesquelles elle est le plus souvent mise en rapport, que ce soit en complémentarité ou en opposition, en premier lieu Zeus, son statut d'épouse de ce dernier définissant sa place dans la société divine et dans les panthéons grecs. Son rôle de déesse du mariage s'éclaire également par sa confrontation avec les autres divinités agissant dans ce domaine.

### Généalogie
Héra fait partie de la première génération des grandes divinités grecques. Elle est la fille de Cronos et de Rhéa, et la sœur de Zeus, Poséidon, Hadès, Déméter et Hestia. Comme ces derniers, à l'exception de Zeus, elle est avalée par Cronos à sa naissance, avant d'être libérée par Zeus,. Cette généalogie est en soi un gage de puissance et d'autorité, et elle est rappelée par Homère qui la présente comme la « fille du grand Cronos » (Iliade, V, 721), et son hymne homérique comme la fille de Rhéa. Cela lui confère aussi un rang égal à son frère Zeus et conforte sa position dans le couple. Dans l’Iliade (IV, 58-61), elle se présente comme la fille aînée de Cronos et de Rhéa, mais dans la Théogonie d'Hésiode (454) elle naît après Hestia et Déméter.

### Sœur, épouse et reine de Zeus

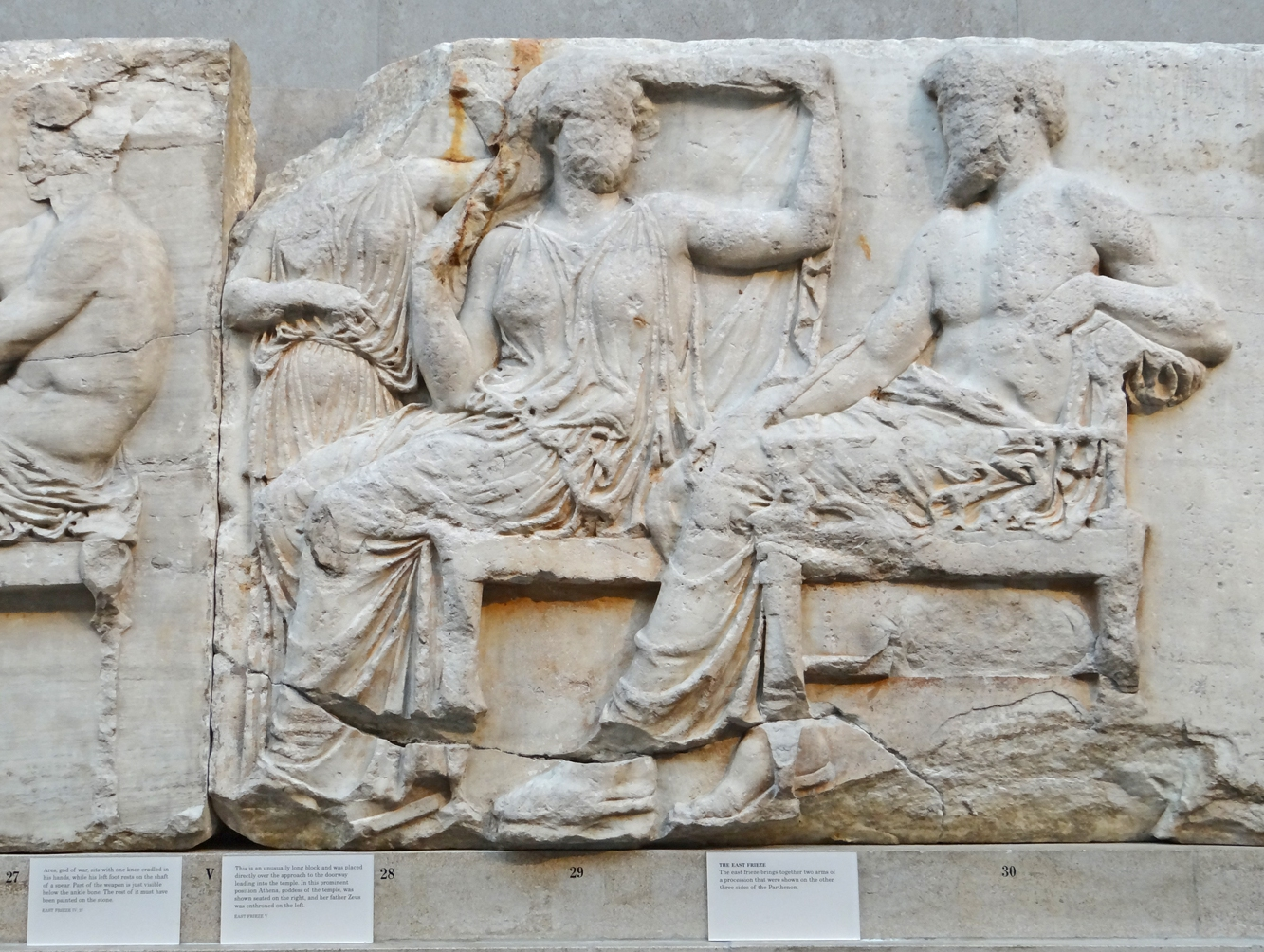
Frise du Parthénon : Héra et Zeus assis, accompagnés de leur messagère Iris, debout. La déesse lève son voile, symbole matrimonial. British Museum.

Dans la religion et la mythologie, Héra est avant tout définie par sa relation à Zeus, dont elle est à la fois la sœur, l'épouse et la reine. Ils forment le couple central de la famille divine grecque, et peuvent être vus comme l'archétype du couple marié.

« Une fois les Titans vaincus et Kronos emprisonné dans le Tartare, Zeus et Héra ont reçu la souveraineté sur le ciel et, liés comme ils sont l'un à l'autre, ils règnent encore aujourd'hui sur les dieux et les hommes »

— Scholie à l'Iliade AD I, 609 (trad. V. Pirenne-Delforge et G. Pironti).
Héra est invariablement présentée comme l'épouse de Zeus, statut dont découle sa fonction de déesse du mariage. Hésiode dans sa Théogonie (886-923) dit que Zeus s'unit à d'autres femmes avant elle, : Métis, Thémis, Eurynomé, Déméter, Mnémosyne, Létô. Héra est la toute dernière épouse (921), celle à qui revient la place d'honneur dans le début de l’œuvre (10-12), l'« épouse définitive », une union qui permet de stabiliser la société divine,. À la différence de son époux elle lui est fidèle, en tant que « protectrice des mariages et des convenances. »
Homère (Iliade XIV, 293-296) et des traditions locales narrent les amours secrètes de jeunesse de Zeus et d'Héra, faisant remonter leur relation amoureuse bien avant leur mariage,,. Le fait qu'ils soient frère et sœur ne fait pas obstacle à leur union, le tabou de l'inceste n'existant pas pour les dieux. Au contraire, cela conforte la position d'Héra qui, en tant que sœur et fille aînée de Cronos, est son égale par la naissance et n'a aucun mal à s'opposer à lui s'il le faut. L’Hymne homérique à Aphrodite la présente comme :

« son épouse et sœur, celle qui par sa beauté l'emporte de beaucoup parmi les déesses immortelles, la glorieuse fille du subtil Cronos et de Rhéa la mère, la divinité vénérée dont Zeus aux desseins éternels fit son épouse accomplie et respectée »

— Hymne homérique à Aphrodite (trad. J. Humbert).
Le statut d'épouse du roi des dieux, le fait qu'elle partage la couche de Zeus et dorme dans ses bras (Iliade XIV, 213), est donc une source du pouvoir d'Héra. Elle est la reine des dieux, et, suivant l'organisation sociale grecque, la maîtresse de l’oikos dirigé par Zeus, la famille des Olympiens. Il est donc logique que l’Iliade (XIV, 166-169) la fasse résider sur l'Olympe, dans la demeure de Zeus, où elle dispose de sa propre chambre, avec une serrure secrète. Sa position n'est jamais sérieusement concurrencée : « si Zeus s'unit à de nombreuses femmes, seule Héra a le droit de s'asseoir sur son trône d'or et de tenir le sceptre. » Si elle est souvent présentée dans la littérature comme l'épouse de Zeus, lui aussi est défini à plusieurs reprises chez Homère comme l'« époux d'Héra » (Iliade, VII, 411 ; X, 5, 329 ; XIII, 154 ; XVI, 88 ; Odyssée, VIII, 465 ; XV, 112, 180). 
Ce statut d'épouse légitime du patriarche et roi et de maîtresse de sa maison expliquent une grande part de ses actions dans la mythologie : elle protège son statut et ses prérogatives contre ses potentielles concurrentes, s'oppose aux enfants non légitimes et les admet après leur avoir fait passer des sortes d'épreuves. Elle apparaît alors comme la farouche gardienne de la légitimité et de l’intégrité de la famille olympienne, quand bien même il faut pour cela qu'elle s'oppose à Zeus. Selon V. Pirenne-Delforge et G. Pironti, qui se sont plus spécifiquement intéressées à la figure de l'« Héra de Zeus », son « ennemie intime » : « force est de constater chez Héra, dans les récits qui la montrent aux prises avec Zeus, une tension vers le plein exercice du pouvoir et une revendication constante de son rôle de souveraine face à son divin époux. Les Grecs n'ont pas choisi de représenter l'épouse de Zeus face à l'ombre du roi. Ils ont privilégié l'image d'un contre-pouvoir qui ne cesse de lancer des défis à son partenaire, mais des défis dont la fonction, en dernière instance, est de réaffirmer la souveraineté de Zeus. »
Les textes grecs célèbrent à plusieurs reprises la beauté d'Héra, de même que les artistes qui la représentent, « un charme noble et sévère », différent de celui d'Aphrodite, selon P. Lévêque et L. Séchan. L'épithète homérique Leukolenos, « aux bras blancs », renvoie à cela, peut-être aussi Boôpis « aux grands yeux »/« aux yeux de vache ». Elle est à ce titre une des trois déesses qui concourt au jugement de Pâris, quand bien même elle perd face à Aphrodite. Son hymne homérique (XII, 2-3) évoque sa beauté « rayonnante » (kydre) et « suprême » (hypeirochon). Elle est décrite d'une manière semblable dans l'hymne homérique consacré à Aphrodite (V, 41-42). Elle suscite le désir de son époux Zeus (en premier lieu dans l’Iliade XIV, 153-360), mais aussi du Géant Eurymédon et du mortel Ixion.

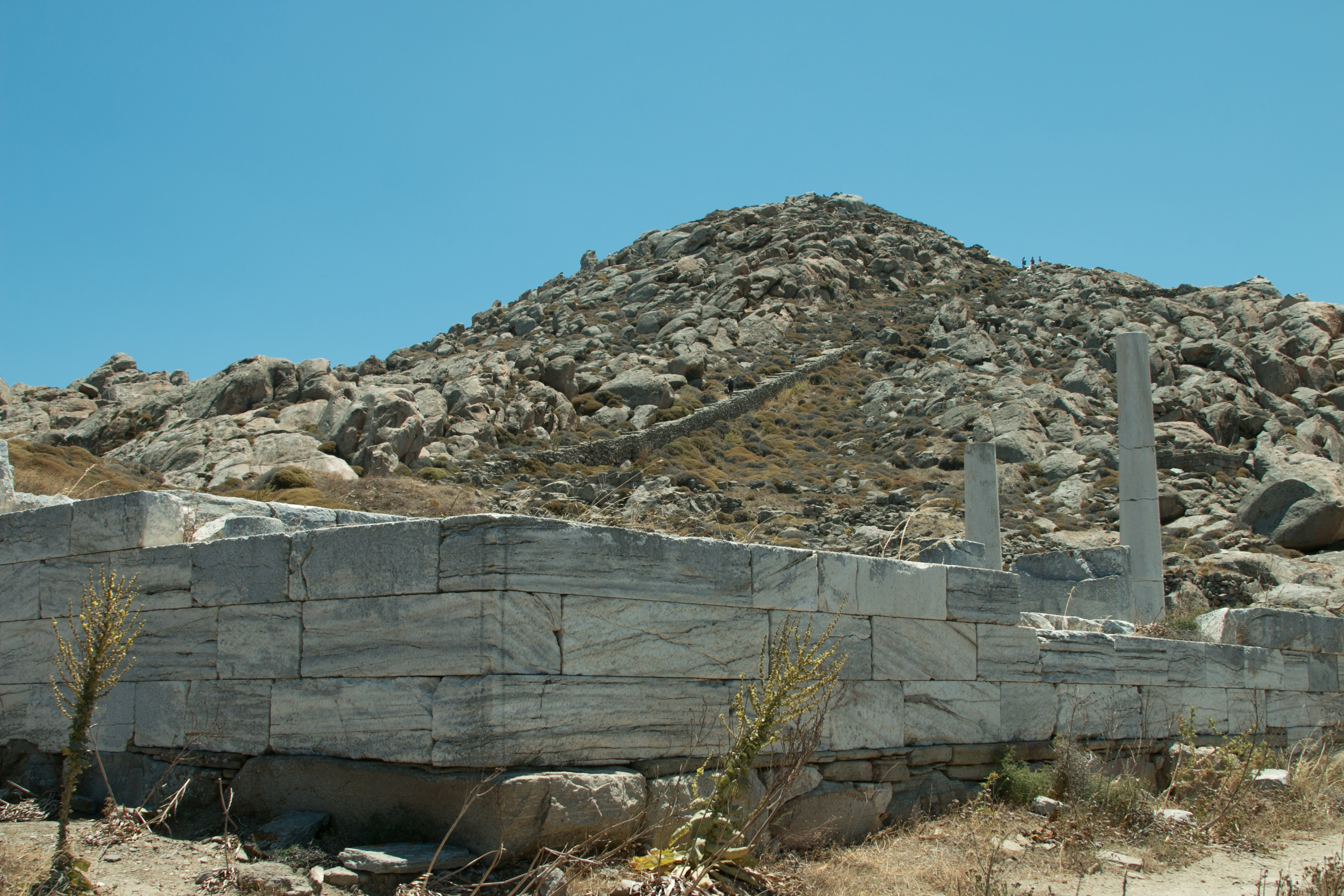
Vestiges du temple d'Héra de Délos, au pied du mont Cynthe.

Le culte l'associe souvent à son époux Zeus. Elle possède un temple dans le grand sanctuaire de son mari à Olympie, lui apparaît dans ses grandes fêtes à Samos et à Argos, où sont notamment relocalisées les grandes fêtes de Zeus de Némée. À Délos le temple d'Héra se trouve au pied du mont Cynthe, au sommet duquel se trouve un lieu de culte à Zeus (et à sa fille Athéna). Plusieurs rituels ont pour sujet leur mariage et ses soubresauts, notamment leur séparation temporaire. En Crète on célèbre leur mariage et il semble aussi qu'on le reproduise, alors qu'à Platées on conjure leur séparation et on célèbre leur réconciliation lors des Daidala. En Attique, Zeus est associé aux sacrifices adressés à Héra lors du mois des mariages, Gamelion, et porte alors l'épithète Heraios, qui en fait le « Zeus d'Héra ».

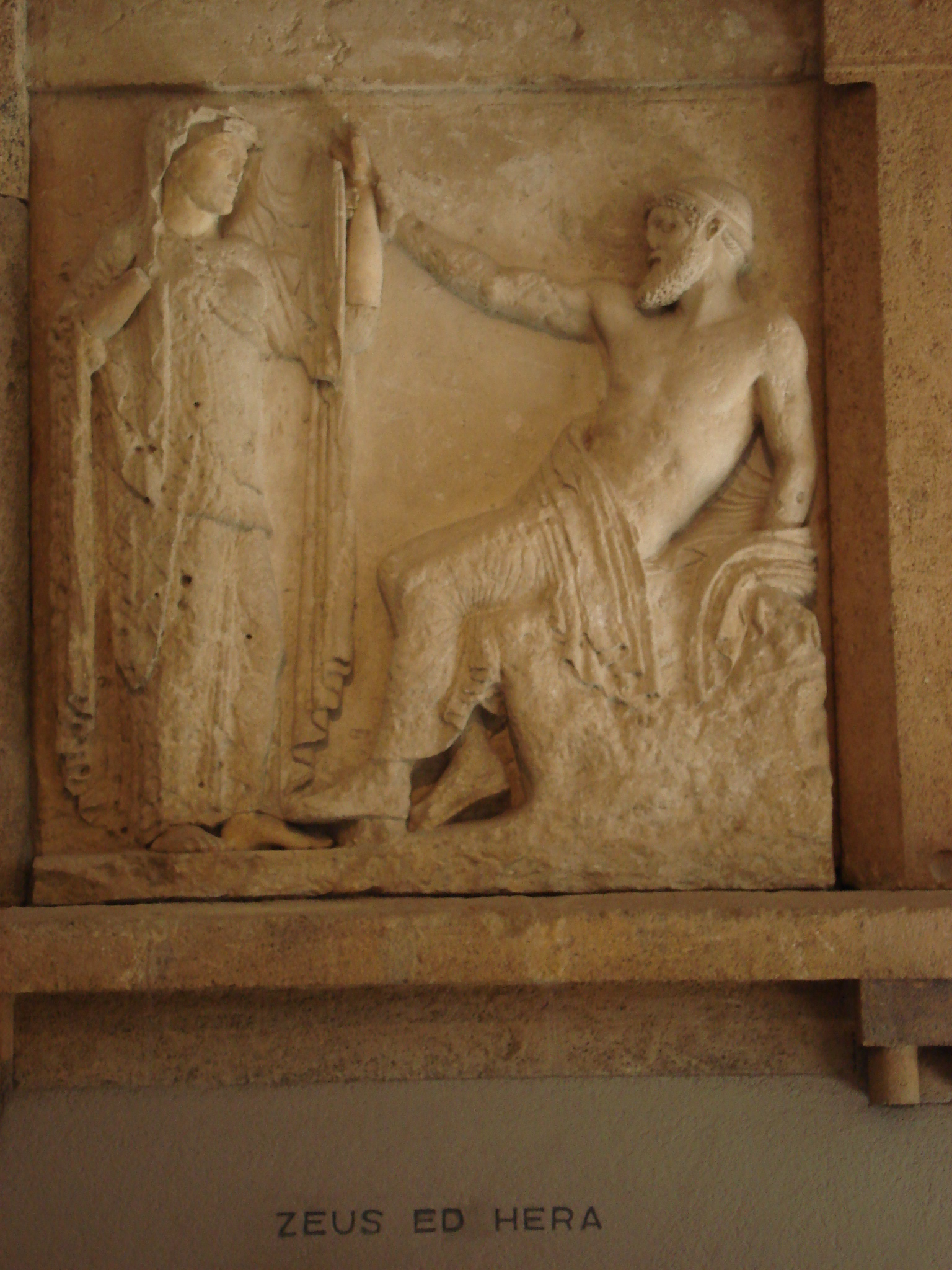
Scène de hiérogamie entre Zeus et Héra, relief du temple E de Sélinonte. Milieu Musée archéologique régional Antonino-Salinas (Palerme).

Dans l'art, plusieurs représentations figurent Héra et Zeus côte à côte, notamment dans des scènes célébrant leur union, un « mariage sacré », hiérogamie, selon l'expression consacrée. Ils sont notamment représentés conjointement sur les reliefs du temple E de Sélinonte, du trésor de Siphnos à Delphes, du Parthénon d'Athènes, sur des vases attiques et italiques peints,.

### Héra et ses enfants
Les sources grecques antiques donnent au couple royal olympien plusieurs enfants, mais comme bien souvent elles ne sont pas toutes en accord,,. 
Le dieu guerrier Arès est invariablement présenté comme leur fils. Il reprend d'Héra son inclination à la colère et la fureur : dans l’Iliade (V, 889), Zeus qui l'apprécie peu lui reproche d'avoir le caractère irascible de sa mère. 
C'est aussi le cas d'Hébé la déesse de la jeunesse éternelle. Cette déesse peu présente dans le culte et les mythes est associée à la jeunesse mais aussi à la libération de prisonniers, ce qui renverrait aux prérogatives d'Héra. Dans la maisonnée de Zeus et d'Héra, elle a le rôle de la jeune fille de la maison, voire d'une servante. Elle est mariée à Héraclès lorsque celui-ci devient immortel et est définitivement accepté dans la famille divine,,,.
La déesse de l'accouchement Ilithyie est associée à Héra par Homère, mais il ne dit pas qu'elle est sa fille. Ce statut apparaît en revanche chez Hésiode. La situation est complexifiée par le fait que cette figure apparaît parfois comme un groupe de divinités les Ilithyies. En tout cas Héra entretient une relation étroite avec cette dernière, dont elle contrôle l'action dans plusieurs mythes (accouchements d'Apollon et d'Artémis, d'Héraclès et d'Eurysthée),,,.
Le statut d'Héphaïstos est plus ambigu : il peut être présenté, notamment chez Homère (Iliade, I, 578 ; XIV, 338 ; XVIII, 396 ; XXI, 332 et Odyssée, VIII, 312), comme le fils des deux divinités, mais dans la Théogonie d'Hésiode (927-929) elle le conçoit seule pour défier son mari après qu'il eut mis au monde Athéna, et lui montrer qu'elle pourrait enfanter sans lui. La version hésiodique de la conception par Héra seule est citée par Chrysippe, mais chez lui l'origine est une dispute entre Héra et Zeus pour un motif indéfini, Athéna naissant après. Dans un passage de l’Iliade (XVIII, 395-405), Héphaïstos raconte comment sa mère l'a fait tomber du ciel pour tenter de cacher son infirmité. Mais dans un autre passage de la même œuvre (I, 590-594) la chute d'Héphaïstos (à moins qu'il ne s'agisse d'une autre) est causée par Zeus, parce que le dieu boiteux est intervenu en faveur de sa mère lors d'une dispute entre le couple royal,,. La première version de l'histoire est à l'origine d'une autre, rapportant la revanche d'Héphaïstos contre Héra, qui se trouve dans quelques fragments de textes archaïques isolés, aussi sur des céramiques à figures noires, mais est rapportée de manière complète par des auteurs d'époque romaine, dont Pausanias (I, 20, 3). Le dieu artisan, toujours tenu à l'écart de l'Olympe, offre à sa mère un trône d'or, mais lorsqu'elle s'y assoit elle est retenue prisonnière, et il est le seul à pouvoir la délivrer, ce qu'il fait en échange de sa réintégration dans l'Olympe,.
Héra ne se définit donc pas par la maternité et les mythes ne la présentent pas comme une bonne mère, alors qu'elle est obnubilée par son statut d'épouse de Zeus et de reine des dieux,. Cela s'inscrit dans une dynamique générale qui fait qu'Héra ne concurrence pas Zeus mais au contraire participe à conforter sa position de roi, et ainsi son propre rang de reine. Même si on intègre la tradition isolée selon laquelle elle est la mère de Typhon, elle ne lui donne pas un fils aussi puissant que lui, un héritier qui menace sa souveraineté comme il l'avait fait en s'élevant contre Cronos, participant ainsi à la pérennité de son pouvoir. À la différence de ses prédécesseuses Gaia et Rhéa, elle ne se soulève pas contre son mari pour défendre la place de ses enfants lorsqu'ils sont lésés.
Les traditions post-hésiodiques attribuent à Zeus et Héra de nombreux autres enfants absents des catalogues « traditionnels ». Quintus de Smyrne, dans ses Posthomériques, leur reconnaît ainsi trois filles supplémentaires : la Charite Pasithée et les déesses guerrières Ényo (les Batailles) et Éris (la Discorde). Le pseudo-Hygin, dans la préface de ses Fables, mentionne également parmi leurs enfants Éleutheria (la Liberté). Par ailleurs, les scholies à Théocrite citent le mimographe Sophron, qui dans un écrit intitulé Angélos nomme ainsi une fille méconnue de Zeus et d'Héra, qui est plus ou moins identique à Hécate. Enfin, bien qu'Homère ne le précise pas explicitement, la déesse Até, personnification de la fatalité et de l'égarement, telle qu'elle apparaît dans l’Iliade, où elle est nommée « la fille aînée de Zeus », a très probablement Héra pour mère, dont elle se montre la redoutable alliée au moment de la naissance d'Héraclès (Iliade, XIX).[réf. nécessaire]

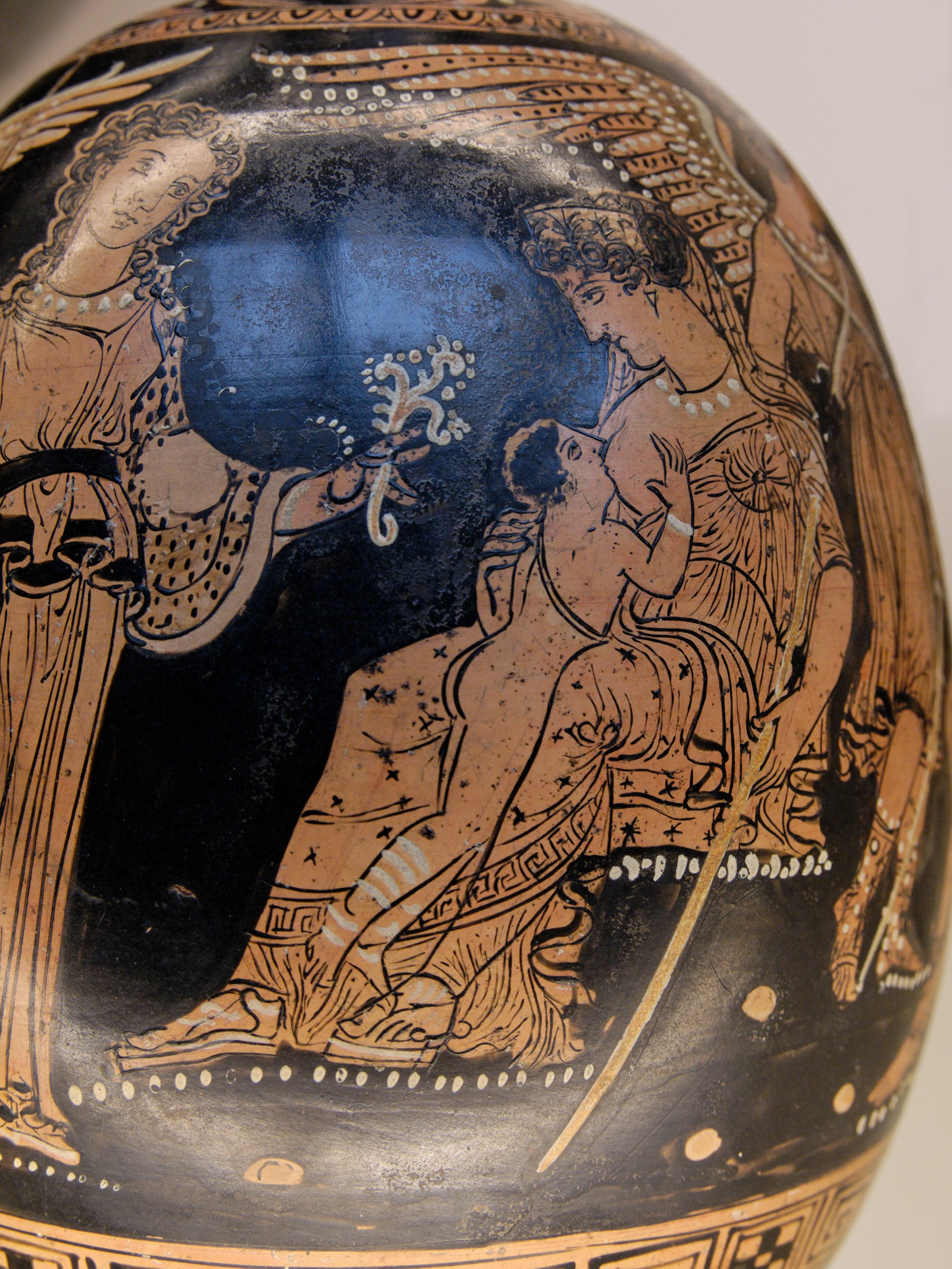
Héra allaitant Héraclès. Détail d'un lécythe aryballisque apulien à figures rouges d'Anzi, v. 360-350 av. J.-C. Musée du Louvre.

Quant à son rapport aux enfants de Zeus qu'elle n'a pas enfanté, ils sont variables. Son animosité envers Héraclès et Dionysos a certes fait l'objet de divers récits, mais après les avoir tourmenté elle joue un rôle central dans leur acceptation dans la famille olympienne, en tant que maîtresse de celle-ci. Selon V. Pirenne-Delforge et G. Pironti, son animosité fonctionne comme une épreuve débouchant sur leur intégration. Elles soulignent le rôle symbolique de l'allaitement par Héra, qui devient en quelque sorte la mère de lait ou mère adoptive de dieux intégrés à l'Olympe. La mythologie rapporte cela pour Héraclès, et l'art représente à plusieurs reprises ce dernier allaité par Héra, ce qui participerait à sa divinisation,. D'un autre côté, il n'y a pas d'opposition entre Héra et Athéna, qui sont au contraire souvent complices dans l’Iliade, en tant que soutien des Achéens contre les Troyens. Héra semble représentée sur des vases attiques de la naissance d'Athéna (mais il y a une possible confusion avec Ilithyie), et des textes mentionnant qu'elle se réjouit de sa naissance (Philostrate, Im, II, 27).

### Les divinités du mariage
Héra est la divinité qui patronne le mariage et la vie conjugale, mais elle n'est pas la seule dont les compétences s'étendent dans ce champ, le polythéisme grec ne réservant pas l'exclusivité de ce domaine à une divinité en particulier. Les divinités du mariage sont invoquées  de manière collective. Plutarque indique ainsi que les nouveaux mariés demandent protection à Zeus Teleios, Héra Teleia, Aphrodite, Peitho (la Persuasion) et Artémis (Questions romaines, 264 B). Julius Pollux évoque des sacrifices pré-maritaux (protelia) adressés par des jeunes filles à Héra Teleia, Artémis et aux Moires (Onomasticon, 3, 38). Selon d'autres sources encore, les Nymphes, Déméter, les Charites et Hermès peuvent aussi intervenir, et à Athènes les Tritopatores, protégeant la continuité de la famille, et aussi Athéna, en tant que représentante de la communauté civique, pour laquelle le mariage est une affaire majeure. Les attributions de ces divinités ne se chevauchent pas forcément, et chacune semble invoquée pour jouer un rôle spécifique en lien avec le mariage. Héra, en particulier sous son épiclèse Teleia, est la figure centrale protégeant l'institution qu'est le mariage et son accomplissement. Artémis, déesse vierge qui patronne la vie des jeunes filles non mariées, est logiquement plutôt associée à ce qui précède le mariage, et sa compétence prend fin le jour des noces (pour revenir au moment de l'accouchement). Aphrodite, déesse de l'amour physique et de la passion, est associée à la sexualité entre les époux, l'accomplissement sensuel du mariage, domaine dans lequel Héra est moins présente,. Lorsque des femmes de Sparte font des offrandes à Aphrodite pour le mariage de leurs filles, la déesse porte l'épithète Héra, qui la relie au mariage (Pausanias, Description de la Grèce III, 13, 9). Mais il arrive que dans des contextes isolés une autre divinité prenne la place d'Héra : à Locres Epizéphyrienne, c'est Perséphone qui est la déesse du mariage (mais aussi de l'enfance et du développement des jeunes filles, qui relèvent en général des prérogatives d'Artémis) et son union avec Hadès est vue comme un mariage modèle.

## Héra dans l'art grec antique
Dans les représentations artistiques, Héra (souvent difficile à différencier de la romaine Junon qui reprend ses traits) est distinguée des autres divinités par des attributs permettant de l'identifier (quoi qu'on puisse la confondre avec d'autres, notamment Déméter), qui sont également attestés dans la littérature. Son apparence a pu être définie comme royale, hiératique, archaïsante ou matronale. Elle est souvent coiffée d'une chignon, porte une tunique, peplos, et un châle/manteau, himation, qui peut être rabattu sur sa tête comme un voile. Elle dispose de symboles royaux : diadème ou couronne (polos), le sceptre, elle est assise sur un trône. Ses autres attributs courants sont une grenade et une phiale,, aussi l'hélichrysum et le lis, et le paon.
Les plus célèbres représentations de la déesse, ses statues de cultes d'Argos, de Samos et d'Olympie, ont disparu et ne sont connues que de manière indirecte, par des copies sur des pièces de monnaie ou des descriptions littéraires (notamment Pausanias). Elle peut être représentée sur un trône, ou debout. Il est possible qu'il faille retrouver Héra dans des types de statues que les historiens de l'art considèrent traditionnellement comme être celles d'autres déesses, comme l'Hestia Giustiniani et la Déméter de Cherchel. Dans l'autre sens, le type statuaire dit de l'Héra Borghese pourrait en fait représenter Aphrodite,. Comme d'autres divinités, dans le culte elle semble aussi avoir été figurée autrement que sous forme humaine (pilier, planche), représentations considérées comme archaïques. Dans les représentations de divinités en groupe, des scènes mythologiques, elle apparaît principalement aux côtés de Zeus, dans des scènes dites de « mariage sacré » (hieros gamos), ou dans des images de la Gigantomachie et du jugement de Pâris.

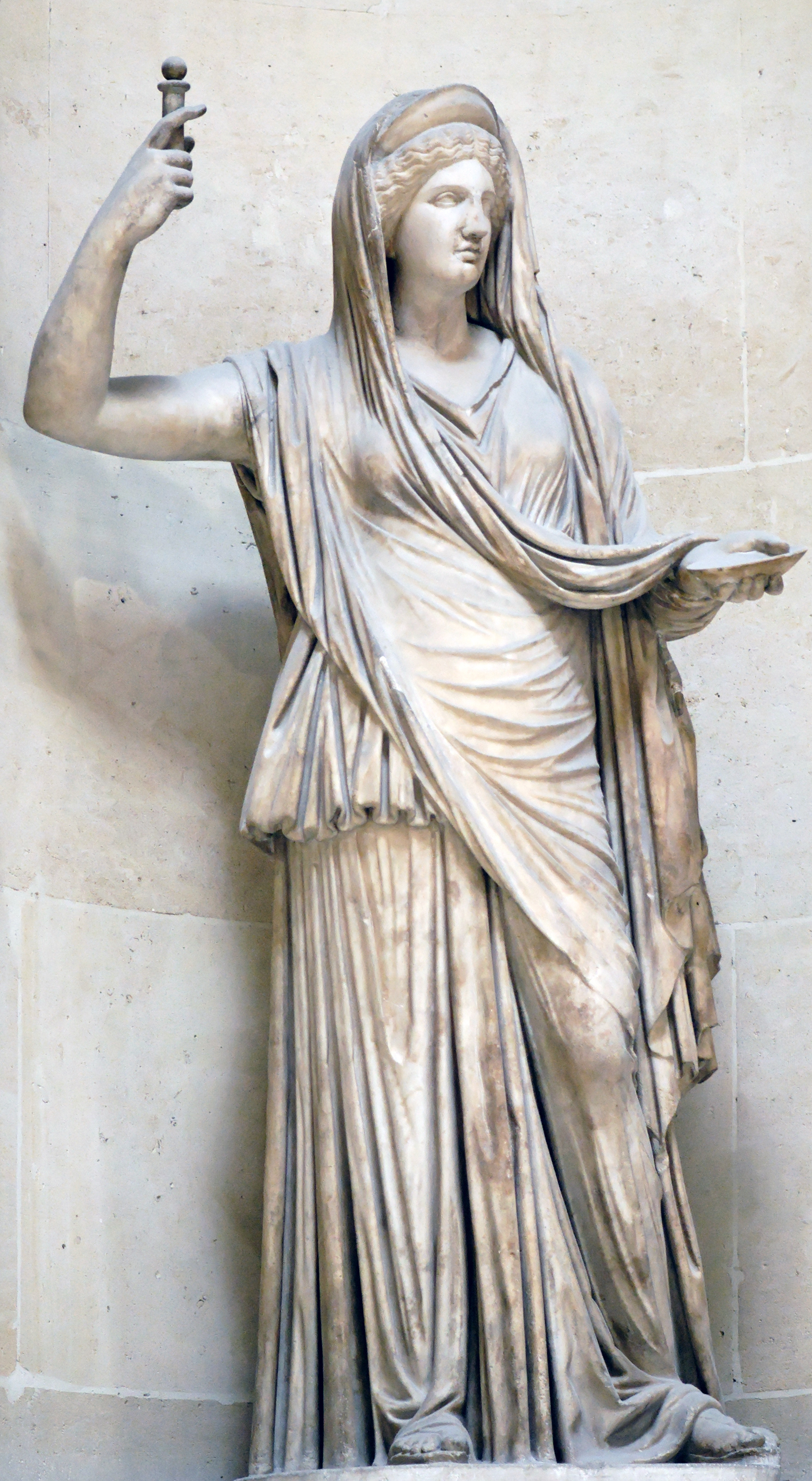
Statue d'Héra du type dit d'Héra Campana. Copie romaine d'un original grec du IIIe siècle av. J.-C. Musée du Louvre.
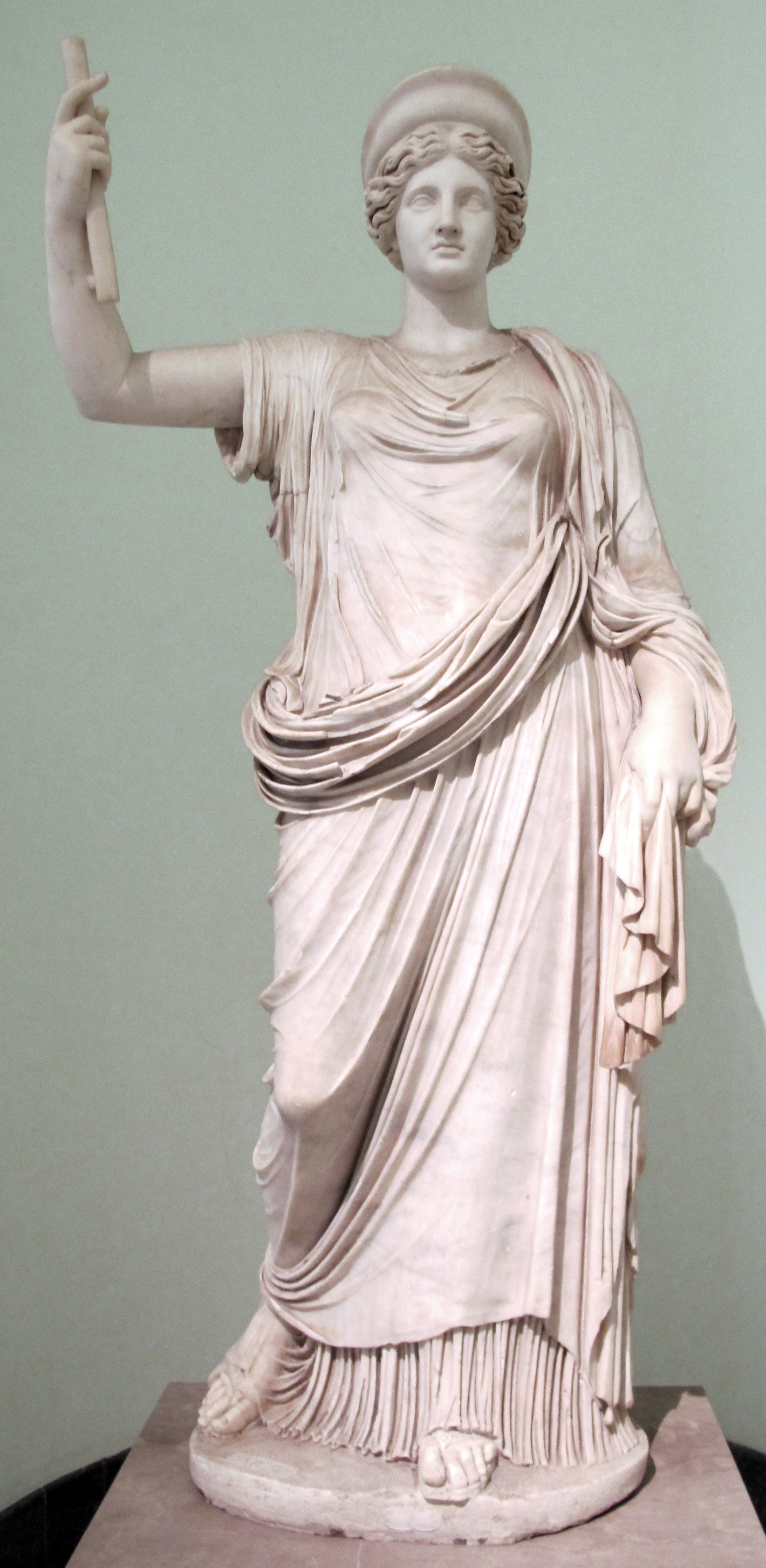
Statue d'Héra du type dit d'Héra Farnèse. Copie romaine d'un original grec du IVe siècle av. J.-C. Musée archéologique de Naples.

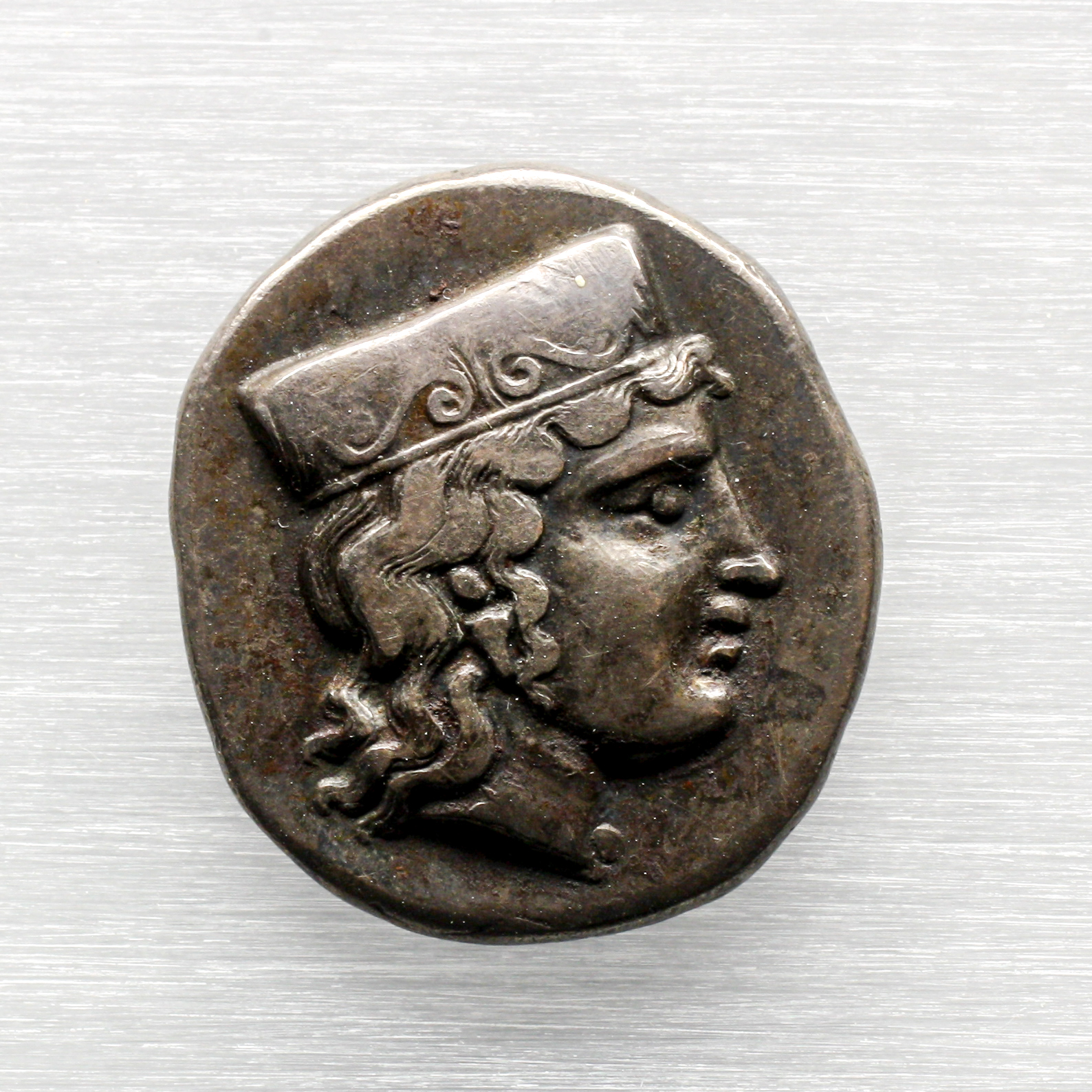
Drachme d'Argos représentant à l'avers Héra de profil. Vers 421-350 av. J.-C. Collections d'Antiquités de l'État bavarois.
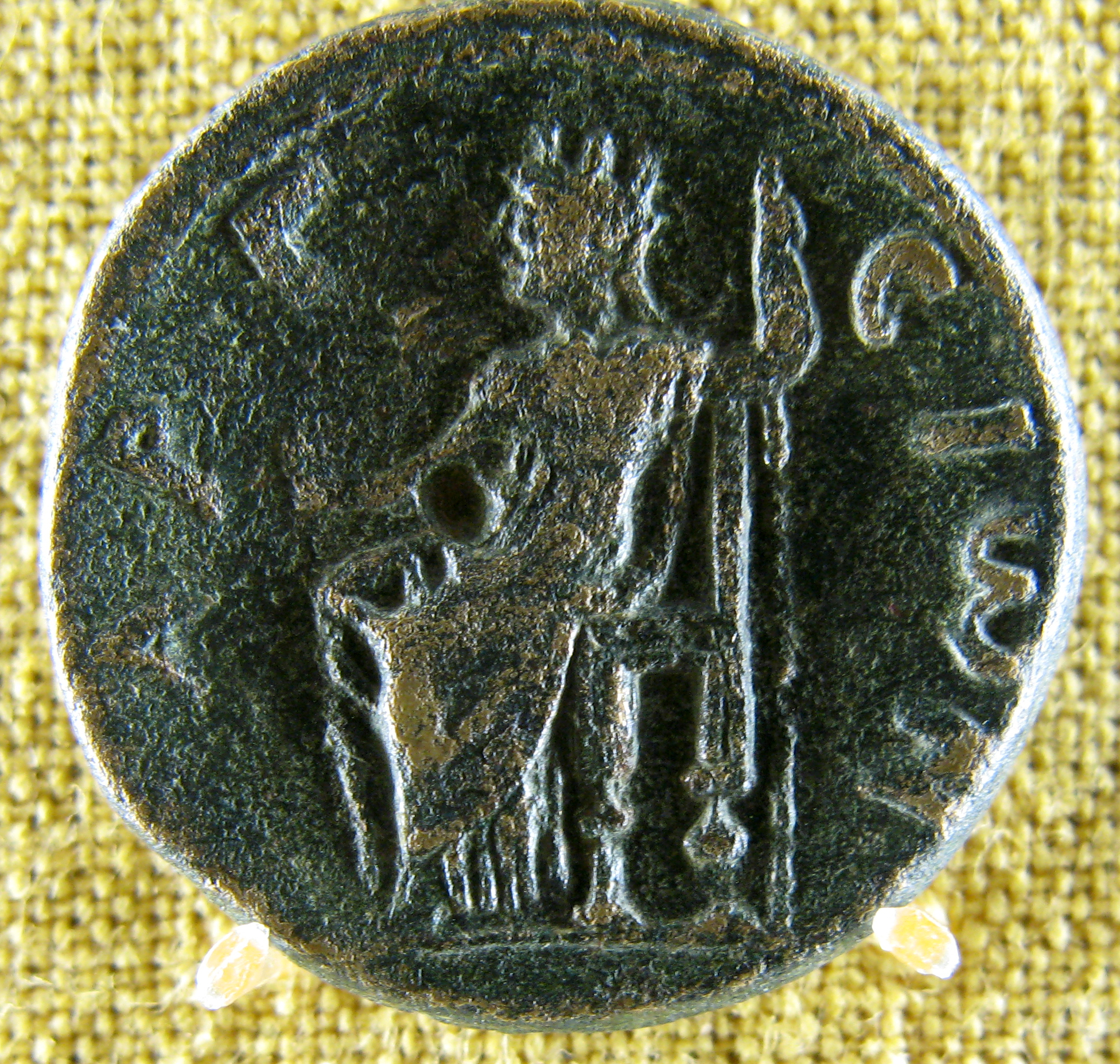
Monnaie d'Argos avec représentation de la statue d'Héra d'Argos de Polyclète. 155-156 ap. J.-C. Musée numismatique d'Athènes.
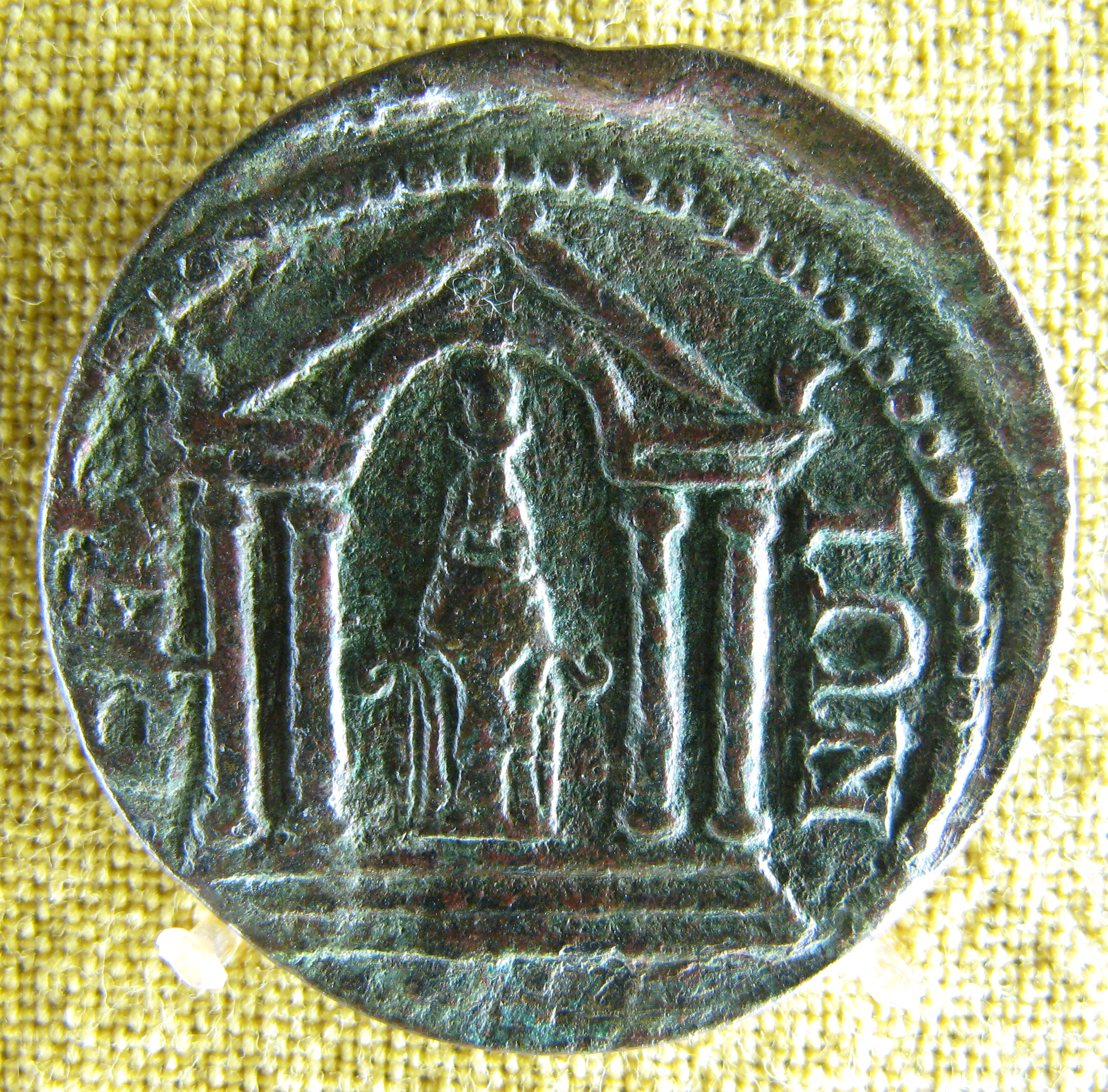
Monnaie de Samos avec représentation du temple et de la statue d'Héra de Samos. 253-260 ap. J.-C. Musée numismatique d'Athènes.

## Mythologie, littérature et philosophie

### Héra et les poètes
Héra devient un personnage de fiction poétique dans l’Iliade d'Homère, qui lui donne un rôle important dans plusieurs passages, en tant que protectrice des intérêts des Achéens contre les Troyens auxquels elle voue une haine tenace. Elle est alors souvent alliée à Athéna et aussi à Poséidon, opposée aux protecteurs des Troyens, notamment Artémis qu'elle humilie lors de la théomachie (combat des dieux) où les dieux des deux camps en viennent aux mains. Sa relation avec Zeus, qui maintient une position de neutralité dans le conflit, est marquée par des tensions, qui indiquent clairement que le dieu craint le courroux de son épouse, et culminent dans la longue scène de la « tromperie de Zeus » (Dios apate) où elle le séduit de manière à permettre à Poséidon d'aider les Achéens.  L’Iliade évoque aussi divers mythes l'impliquant, comme sa première union à Zeus, le moment où elle s'allie à Athéna et à Poséidon pour essayer de le renverser, et le châtiment qu'il lui inflige pour avoir failli causer la mort d'Héraclès. Elle est en revanche très peu présente dans l’Odyssée,.
Dans la Théogonie d'Hésiode, elle apparaît comme la dernière épouse de Zeus, celle qui règne à ses côtés. Ce texte évoque aussi ses enfants et le fait qu'elle suscite des monstres contre Héraclès.
Un hymne homérique — groupe d'hymnes aux divinités grecques que la tradition a attribué à Homère, mais que la critique moderne considère plus tardifs et d'auteurs inconnus — est consacré à Héra et à sa grandeur et son statut royal :

« Je chante la fille de Rhéa, Héra au trône d'or, la reine immortelle à la beauté sans égale, épouse et sœur à la fois de Zeus tonnant, la déesse glorieuse que, dans le vaste Olympe, tous les Bienheureux révèrent et honorent à l'égal de Zeus qui aime la foudre »

— Hymne homérique à Héra (trad. J. Humbert).
Mais sa mythologie est surtout développé dans les hymnes homériques d'autres dieux. Celui consacré à Apollon (305-354) rapporte ainsi la version du mythe de Typhon selon laquelle c'est Héra qui engendre le monstre,. Celui dédié à Aphrodite chante sa beauté (40-44).
On trouve dans les poèmes épiques archaïques l'image de la déesse souveraine, jalouse, colérique et conflictuelle, son rapport avec Zeus marqué par diverses disputes mais aussi un lien qui les rend inséparables dans une relation qui leur permet de réaffirmer leur statut. Les poètes des périodes suivantes reprennent cette vision de la déesse,. Alcée et Sappho, poètes de Lesbos où la déesse dispose d'un important sanctuaire, l'évoquent chacun dans un de leurs poèmes, en lien avec son époux. Eschyle la met en scène dans sa tragédie Sémélé, connue uniquement par des fragments, dans son rôle d'épouse jalouse fomentant la perte d'une amante de son mari.

### De la naissance au mariage
Quelques récits s'intéressent à l'enfance de la déesse, l'identité des personnes qui l'ont élevée variant selon les sources, et aux premiers moments du couple divin, qui aurait scellé son union avant même son mariage. 
À la suite du récit de la Théogonie, il est généralement considéré qu'Héra est, comme ses frères et sœurs à l'exception de Zeus, avalée par Cronos aussitôt après sa naissance. Mais il semble avoir existé des variantes dans lesquelles Cronos n'avale pas ses filles.
L’Iliade (XIV, 295-296) fait allusion à la première fois où Zeus et Héra s'unissent, à l'insu de leurs parents. Deux scholies (notes explicatives, commentaires du texte) ont développé cette histoire. Une première (ΣbT) explique qu'Héra est fiancée à Zeus par Océan et Téthys après que Cronos ait été envoyé au Tartare ; en secret, les deux fiancés s'unissent sur l'île de Samos. Héra donne naissance à Héphaïstos et, pour cacher sa honte, prétend qu'il est né sans père. L'autre scholie (ΣAb) indique qu'Héra est enlevée et violée par le Géant Eurymédon alors qu'elle se trouve encore chez ses parents.
D'autres mythes locaux, qui ont souvent une fonction étiologique (expliquer l'origine d'un rituel), proposent leur version de la première union, pré-nuptiale, d'Héra et de Zeus. Une version rapporte que la déesse aurait été élevée en Eubée par la nymphe Makris, et l'île comprend trois lieux revendiquant d'être l'endroit où le couple aurait consommé son amour pour la première fois. Une autre tradition situe cet événement à Hermione, au sud de l'Argolide. Zeus, pris d'amour à la vue d'Héra, se serait métamorphosé en coucou pour la séduire. Il parvient à s'approcher d'elle et reprend sa forme pour lui faire l'amour. Le lieu, le mont Thornax, a dès lors été surnommé « montagne du coucou ». En Béotie, la tradition locale considère qu'Héra et Zeus ont fait l'amour pour la première fois sur le mont Cithéron, où le dieu aurait emmené la déesse depuis l'Eubée, lieu où se déroule la grande fête des Daidala (voir plus bas). Une légende crétoise rapportée par Diodore de Sicile (Bibliothèque, V, 72) considère en revanche qu'ils se seraient mariés avant de consommer leur union, sur la rivière Théren, près de Cnossos, où se tient un sanctuaire servant de lieu à un rite commémorant ce mariage. D'autres traditions situent leur première union à Samos et à Naxos.
Les noces solennelles d'Héra et de Zeus sont seulement évoquées dans un fragment de Phérécyde de Syros, qui le situe au Jardin des Hespérides. Les dieux y apportent des présents aux mariés, notamment Gaia qui offre l'arbre aux pommes d'or,.

### Disputes conjugales
Les poètes et mythographes rapportent plusieurs récits de disputes entre Héra et Zeus, qui pour plusieurs sont reliés aux remous causés par les infidélités du roi des dieux.
L’Iliade est la plus prolixe en altercations au sein du couple royal et décrit une situation dans lequel le conflit entre Zeus et Héra fait partie de l'ordre des choses. Ce récit est propice aux tensions au sein de la société divine, puisqu'elle se divise en deux camps, l'un soutenant les Achéens, l'autre les Troyens, alors que Zeus maintient une position de neutralité tout en ayant un rôle majeur dans l'issue du conflit et le destin de ses belligérants. Une discussion entre les dieux au début de l’œuvre (I, 535-610) est dominée par un débat entre Zeus et Héra. Cette dernière fait partie avec Athéna et Poséidon des alliés des Achéens, et cherche à ce que son époux lui divulgue ses plans de manière à pouvoir agir pour le mieux, lui remémorant qu'elle est celle qui le connaît le mieux et donc la plus à même de percer ses intentions. Elle apparaît donc sous un jour polémique. Son époux n'est pas dupe, et cherche à contrecarrer ses interventions, lui rappelant qu'elle ne peut avoir connaissance de ses volontés, et la menaçant si besoin, en lui rappelant les punitions qu'il lui a infligées par le passé. Héphaïstos parvient à apaiser sa mère en lui rappelant qu'il ne vaut mieux pas s'opposer au plus puissant des dieux. Son épouse lui sert aussi de conseillère quand il doit accepter la mort de son fils Sarpédon au combat (XVI, 443).
Parmi les épisodes marquants, l'épopée rapporte une rébellion fomentée par Héra (I, 395-406), dont on trouve des développements chez des commentateurs,. Exaspérée des incartades de Zeus, ou en raison de son orgueil, elle décide de demander l'aide des autres dieux et parmi eux les enfants de Zeus pour punir le dieu volage. Ils projettent de ligoter Zeus pendant son sommeil avec des lanières de cuir pour l'empêcher de séduire les mortelles de la Terre, en tout cas, dans l'esprit d'Héra peut-être. De ce complot, participent les dieux Poséidon et Apollon et ajoute-on quelquefois Athéna. Mais la Néréide Thétis envoie l'Hécatonchire Briarée, aux cent mains, ainsi que les hommes venus de Aigaion pour les en dissuader, ils sont plus forts que les dieux. Héra est ligotée par Zeus, tout comme Athéna, alors que Poséidon et Apollon sont envoyés travailler chez le roi Laomédon construire le mur de Troie.
Un long passage de l’Iliade (XIV, 153-360) qui a suscité de nombreux commentaires sur les rapports entre Héra est Zeus est la « tromperie de Zeus » (Dios Apate). Pour braver l'interdiction faite par Zeus aux dieux d'intervenir sur le champ de bataille opposant Achéens et Troyens, la déesse élabore un stratagème qui consiste à le séduire pour détourner son attention et permettre à Poséidon de se rendre sur le lieu des combats. Elle obtient d'Aphrodite un ruban qui détient le pouvoir de charmer quiconque, en utilisant pour prétexte la réconciliation de Téthys et d'Océan. Elle s'assure aussi l'appui du dieu Hypnos, qui doit endormir Zeus une fois qu'elle l'aura charmé. Son plan fonctionne : aussitôt qu'il l'aperçoit alors qu'il est sur le mont Ida, Zeus tombe sous le charme de son épouse, se remémore leurs amours de jeunesse, succombe à son désir. Leur union sexuelle a un pouvoir fertilisateur qui permet à la nature de s'épanouir. Lorsqu'il se réveille, il réalise la tromperie et répète sa menace à l'encontre de ceux qui interviennent sur le champ de bataille, rappelant à Héra le moment où il l'a suspendue dans les airs,. Cet épisode donne en particulier un aspect érotique à la figure d'Héra, qui a suscité des critiques dès l'Antiquité (par Platon et par Plutarque) car la déesse s'éloigne de l'image d'épouse respectable qui est la sienne, pour plutôt ressembler à Aphrodite, et aussi des interprétations allégoriques sur la sexualité du couple royal divin, Zeus s'apaisant une fois qu'il a émit sa semence dans son épouse. Des interprètes modernes y ont vu une allégorie de l'union entre le Ciel et la Terre. On y retrouve assurément les thèmes récurrents dans les relations entre Héra et Zeus : les défis que lance la déesse à l'autorité de son époux par divers stratagèmes, leur union commémorée dans de nombreuses traditions rituelles (la déesse reprenant temporairement son rôle de jeune fille, nymphè), leur réconciliation dans le lit conjugal.
Héra, promptement, parvint au Gargaros, cime 

du haut Ida. Zeus qui rassemble les nuages la vit.

Quand il la vit, l'amour recouvrit ses denses pensées,

comme la première fois qu'ils s'unissaient d'amour,

lorsque, à l'insu de leurs parents, ils se rendaient au lit.
— Homère (trad. P. Judet de La Combe), Iliade, XV, 292-296.
Et le fils de Cronos (Zeus) saisit dans son étreinte celle qui partage son lit.

Pour eux, la terre divine fit pousser l'herbe d'un nouveau printemps,

et le lotus ouvert de rosée et le crocus et la jacinthe 

dense et souple, qui, la couvrant, protège de la terre.

En ce lieu ils couchèrent, revêtus d'une nuée

belle et dorée, d'où, scintillantes, tombaient les gouttes de rosée.

Ainsi, sans bouger, le Père dormait sur la cime extrême du Gargatos, vaincu

par le sommeil et l'amour, étreignant celle qui partage son lit.

L'exquis Sommeil (Hypnos) alla vivement vers les bateaux des Achéens

dire la nouvelle au dieu qui tient la terre et secoue la terre (Poséidon).
— Homère (trad. P. Judet de La Combe), Iliade, XV, 356-355.
Dans le passage qui suit (XV, 18-22), Zeus reproche à sa femme de l'avoir trompé et lui rappelle un châtiment qu'il lui a infligé autrefois alors qu'elle persécutait Héraclès (aussi rapporté par le Pseudo-Apollodore). Le passage est connu des anciens sous le nom de « châtiment d'Héra » et des critiques contemporains sous le nom de « pendaison d'Héra ». Héra, est toujours prête à nuire à Héraclès : aussi, lorsque les Grecs prennent la mer pour leur départ après avoir détrôné Laomédon et pillé sa ville Troie, elle enjoint le sommeil Hypnos d'endormir Zeus de façon à jeter des calamités sur son magnanime fils. Et, sur la mer stérile, elle répand le vent tempétueux de Borée qui pousse Héraclès vers le Sud et l'île très peuplée de Cos. Zeus s'éveillant indigné de cette ruse, dans une colère terrible, disperse tous les dieux et cherche Hypnos pour le précipiter du haut du ciel, celui-ci est sauvé par l'intervention de la nuit, Nyx. Zeus jette néanmoins du haut du ciel Héphaïstos, le fils d'Héra, et, quant à elle, le dieu des dieux la suspend avec une enclume à chaque cheville et des chaînes d'or solides aux mains sous le regard douloureux des autres dieux qui prudemment restent figés. La recherche moderne interprète cet épisode comme une refonte d'une scène de punition mythologique, une relique d'une Titanomachie plus ancienne dans laquelle le mot « enclume » signifiait à l'origine « tonnerre »,. Pour Michael J. Enright et Anthony J. Papalas, le « châtiment d'Héra » est un épisode de « justice cosmique ».
Machine à Mal, Héra l'encombrante, ta ruse

a mis hors de combat le divin Hector et paniqué ses hommes.

Je me demande si tu ne seras pas la première à souffrir

de cette mauvaise intrigue et si tu ne seras pas fouettée.

Tu ne te souviens pas du jour où tu étais pendue là-haut ? À tes pieds,

j'avais mis deux enclumes et jeté de tes mains un lien

d'or, incassable. Et toi, dans l'éther et les nuées,

tu pendais. Les dieux se fâchaient dans le grand Olympe ;

ils ne pouvaient s'approcher et te délivrer. (...)

Souviens-t'en, afin d'arrêter les tromperies,

et de savoir quel profit tu vas tirer de l'amour et du lit

où tu vins loin des dieux t'accoupler pour mieux te tromper.
— Homère (trad. P. Judet de La Combe), Iliade, XV, 14-22 et 31-33.
Hors de l’Iliade, une tradition dont la plus ancienne version se trouve dans l’Hymne homérique à Apollon (305-355) rapporte qu'Héra enfante seule Typhon, monstre que doit affronter Zeus pour maintenir sa souveraineté sur le monde divin. Dans la version rapportée par Hésiode dans sa Théogonie, Typhon est engendré par Gaia. Dans l'hymne à Apollon, cette dernière répond à l'appel d'Héra, qui souhaite se venger du fait que le roi des dieux ait enfanté Athéna tout seul en donnant naissance à un être qui surpassera Zeus. Lorsqu'elle accouche de cet enfant, il ne ressemble ni à un dieu, ni à un homme. Elle décide de le laisser à Python pour qu'il l'élève. Cette version se retrouve chez Stésichore, mais par la suite la version d'Hésiode de la naissance de Typhon s'impose,. On retrouve divers thèmes habituels liés aux rapports houleux entre Zeus et Héra : la colère de la déesse liée à une enfant de Zeus qui n'est pas d'elle étant le point de départ de sa vengeance, qui amène un péril mortel pour l'ordre olympien. La déesse elle-même, et sa séparation temporaire du roi des dieux, est donc une menace cosmique. Zeus parvient néanmoins à vaincre le monstre et à réaffirmer sa position souveraine : la colère d'Héra a contribué au renouvellement de l'ordre de Zeus.
D'autres récits mythiques explorent la thématique de l'enfantement par Héra seule, à la suite de disputes avec Zeus et en défi envers lui, aussi dans une réflexion sur le corps féminin et ses pouvoirs. Les traditions rapportant qu'Héra a enfanté Héphaïstos seule, évoquées plus haut. Dans la littérature tardive, d'autres récits similaires concernent deux autres enfants généralement considérés comme la progéniture du couple divin : Arès, engendré avec une semence provenant de la fleur qui pousse au jardin de Flore ; Hébé, cette fois après avoir mangé une laitue.
Lorsqu'elle se dispute avec Zeus pour savoir qui de l'homme ou de la femme connaît le plus de plaisir lors d'une relation sexuelle, elle accepte que Tirésias, qui avait été femme puis homme, juge la querelle. Mais lorsque celui-ci donne raison à Zeus, elle se venge en le frappant de cécité, que son mari commence en donnant à Tirésias des pouvoirs divinatoires sans pareils et une vie longue.
Lucien de Samosate (IIe siècle ap. J.-C.)  consacre deux de ses Dialogues de dieux à Héra et Zeus : un premier où la déesse reproche à son époux non seulement de s'être épris du jeune Ganymède, mais de l'avoir fait résider dans l'Olympe, à la différence de ses autres conquêtes, pour qu'il lui serve d'échanson, ce à quoi Zeus répond qu'il ne le servira que lui et qu'elle se fasse servir par Héphaïstos ; un second à propos de la passion qu'Ixion éprouve pour la déesse, et de la tromperie que lui réserve Zeus (le faire s'unir à une nuée ressemblant à Héra), qui ne plait guère à la déesse et appelle sur lui un châtiment plus grave encore (évoqué par Pindare, Pythiques II 21-43 et le Pseudo-Apollodore, Épitomé, I, 20).

« ZEUS — Faisons avec une nuée un fantôme qui te ressemble. Quand le festin sera fini et que l'amour, suivant toute apparence, le tiendra éveillé, nous irons le coucher près de lui. Par ce moyen, il cessera de souffrir, en croyant tenir l'objet de ses vœux.

HÉRA — Ah, fi  Je ne veux pas qu'il réalise des désirs qui sont au-dessus de sa condition.

ZEUS — Ne sois pas si intraitable, Héra. Quel mal peux-tu craindre de ce fantôme, puisque c'est une nuée qu'Ixion caressera ?

HÉRA — Mais cette nuée, il croira que c'est moi, et c'est à moi que s'adressera son honteux amour, trompé par la ressemblance.

ZEUS — Ce que tu dis là ne signifie rien ; car la nuée ne sera jamais Héra, ni toi, une nuée. Ixion seul sera trompé.

HÉRA — Mais comme tous les hommes manquent de discrétion, il se vantera sans doute, une fois redescendu sur la terre, et racontera à tout le monde qu'il a possédé Héra et couché dans le lit de Zeus. Peut-être même dira-t-il que je l'aime, et les hommes le croiront, ne sachant pas qu'il n'a possédé qu'une nuée.

ZEUS — Eh bien, s'il tient de tels propos, il sera précipité dans l'Hadès, le misérable, et, attaché à une roue dans laquelle il tournera sans cesse, il sera condamné à un supplice éternel et portera la peine, non de son amour, faute légère, mais de sa vantardise »

— Lucien de Samosate (trad. É. Chambry, É. Marquis et A. Billault), Dialogues des dieux.

### Les rivales et leurs enfants
La majorité des mythes liés à Héra portent sur son attitude vis-à-vis des nombreuses aventures extraconjugales de Zeus : le plus souvent présentée comme une épouse jalouse, qui se plaît à persécuter certaines des maîtresses de Zeus et leur progéniture (principalement Héraclès, Sémélé et Dionysos, Io). 
Héraclès, né de Zeus et de la mortelle Alcmène, est sa principale victime dans les récits mythologiques, bien que son nom signifie de manière paradoxale « Gloire d'Héra » (ce qui était vu comme un incongruité dans l'Antiquité),. Plusieurs récits évoquent les tentatives d'Héra de lui nuire à sa naissance. Le premier est évoqué dans l’Iliade (XIX, 95-125). Zeus souhaitait que son fils devienne roi de Mycènes, et annonce aux autres dieux que le nouveau-né de sa lignée qui naîtra le jour prévu pour la naissance prévue pour Héraclès serait roi. Mais un autre prétendant de la lignée des Perséides, donc aussi un descendant de Zeus doit naître peu après Héraclès. Avec l'aide des Ilithyies qui patronnent aux accouchements, Héra repousse la venue au monde d'Héraclès et avance celle de son concurrent, Eurysthée, pour qu'elle tombe le jour prévu. Zeus, forcé de respecter sa parole, doit s'incliner. Lorsqu'Eurysthée prend le pouvoir, Héraclès est son subordonné, et la haine qu'il éprouve envers lui le force à passer l'essentiel de son temps loin de son pays. 
Ce n'est que le début des tentatives d'Héra de se débarrasser d'Héraclès, qui sont néanmoins toutes contrecarrées. Alors qu'il est encore au berceau, elle dépêche deux serpents pour le tuer, mais il est déjà suffisamment fort pour les étrangler. Un autre récit relate comment Héraclès tète le sein d'Héra étant enfant, connu par divers auteurs (Lycophron, (Pseudo-)Ératosthène, Diodore de Sicile, Pausanias, Hygin) et des images. Dans la version attribuée à Ératosthène, être allaité par la déesse est indispensable à tout fils de Zeus qui souhaite accéder à la divinité. Hermès (Zeus chez Pausanias) place donc l'enfant auprès de la déesse de manière à ce qu'elle l'allaite (la version d'Hygin ajoute qu'elle est alors endormie). Quand elle remarque cela, la déesse repousse le bébé, le lait projeté devient la Voie lactée. Diodore de Sicile donne une autre version : Alcmène abandonne son enfant par crainte d'Héra, mais par hasard celle-ci et Athéna tombent sur le nouveau-né, dont elles ignorent alors l'identité, Athéna persuade Héra de l'allaiter. Héraclès tète avec tellement de force que la déesse le repousse, et Athéna le ramène à sa mère. Cet épisode est représenté sur plusieurs vases et miroirs, dans certains cas le demi-dieu est déjà adulte et Héra consentante. L'allaitement par Héra sert manifestement à justifier la future entrée d'Héraclès dans l'Olympe. La rivalité se poursuit lorsqu'Héraclès est devenu adulte : Héra envoie encore Lyssa, fille de la Nuit, déesse de la Folie furieuse, afin d'inspirer une folie sanguinaire à Héraclès, qui tue ses enfants puis sa femme en les prenant pour ceux de ses ennemis (Euripide, Héraclès, 868-873 ; aussi chez Pseudo-Apollodore et Diodore). Selon Diodore, c'est après avoir fait le deuil de sa femme et de ses enfants qu'Héraclès se lance dans ses Douze Travaux. Il subit encore l'hostilité d'Héra après cela. Hésiode dit que la déesse élève l'Hydre de Lerne et le Lion de Némée pour qu'ils soient un danger à Héraclès. 
Dans l’Iliade (V, 392-394), Homère fait mention par la bouche de Dioné, d'un tir de flèche à trois pointes décochée par Héraclès blessant Héra au sein droit. Cet épisode a lieu lors d'un siège de Pylos si on suit le poète Panyasis (fr. 6), durant lequel Héraclès blesse d'autres divinités} ; d'autres sources disent qu'Héra a été blessée (avec un arc ?) quand elle refuse de nourrir Héraclès alors qu'il est enfant,. Toujours selon l’Iliade (XV, 24-30), la punition d'Héra, suspendue dans le vide par Zeus, est la conséquence d'une tempête provoquée par Héra pour détourner le bateau d'Héraclès de Troie vers l'île de Cos,,. L'art rapporte un épisode atypique des relations entre Héra et Héraclès, dans lequel le second vient au secours de la première, absent des sources textuelles : le héros aurait sauvé la déesse lorsque des Silènes tentent de la violer.
La réconciliation entre Héra et Héraclès se produit après que celui-ci est devenu immortel et est admis dans la société olympienne. Pour sceller son intégration, il obtient la main de la déesse Hébé, fille de Zeus et d'Héra. Ces noces sont représentées dans l'art,. Diodore de Sicile (IV, 39, 2) ajoute que la déesse adopte Héraclès,. 

« Il nous faut ajouter aux récits déjà faits qu'après son apothéose, Zeus persuada Héra d'adopter comme fils Héraclès et de lui montrer une affection maternelle pour la suite de tous les temps ; cette adoption se fit, dissent-ils, ainsi : Héra montée sur un lit, prit contre son corps Héraclès et, à travers ses vêtements, le laissa tomber sur le sol. C’ est ce que font de nos jours les barbares, quand ils veulent adopter un fils. Après cette adoption, Héra, content les mythes, maria Héraclès à Hébé, que le poète représente aussi dans la « Nékya » : « Ombre, mais lui, parmi les dieux immortels, séjourne dans la joie des festins et il a Hébé aux belles chevilles. » »

— Diodore de Sicile, Bibliothèque historique, IV, 39, 2-3.
Selon V. Pirenne-Delforge et G. Pironti, cela renverrait au rôle intégrateur d'Héra : sa colère aurait une fonction probatoire, les épreuves qu'elle fait passer à Héraclès lui permettant de prouver sa légitimité et d'être accepté par la reine de l'Olympe. « Elle n'est pas qu'une épouse jalouse poursuivant les « bâtards » de son époux, mais elle est la gardienne du seuil de la maison de Zeus et garante de l'identité pleinement immortelle et olympienne de ceux qui le franchissent. Quand ce profil est acquis par les fils de son époux, elle les « aime » pour le reste des temps. »
Le sort de Dionysos lors de sa venue au monde rappelle par bien des aspects celui d'Héraclès. Fils de Zeus et de la mortelle Sémélé, la mort de sa mère avant même sa naissance est généralement attribuée aux manigances d'Héra. Cela est probablement déjà le cas dans la tragédie Sémélé d'Eschyle, mais elle n'est connue que par des fragments qui ne permettent pas de trancher. C'est assurément le cas chez Diodore, Apollodore, Hygin et Ovide. Héra prend l'apparence d'une proche de Sémélé (sa nourrice Béroé chez Hygin et Ovide) pour lui suggérer de demander à Zeus de lui apparaître dans toute sa majesté divine, ce qui est fatal aux mortels,. Selon Apollodore (III, 4, 3), Hermès confie Dionysos à Ino, la sœur de Sémélé, et à son mari Athamas. En représailles, Héra les rend fous.
Héra intervient aussi dans la naissance d'Apollon et d'Artémis. Dans l’Hymne homérique à Apollon, elle retient la déesse Ilithyie sur l'Olympe pour que leur mère Létô ne puisse accoucher, avant que les autres déesses n'interviennent pour la faire venir à son insu. Dans la version plus courante, Héra fait en sorte que Létô ne puisse s'établir à aucun endroit pour accoucher, avant de pouvoir le faire sur la petite île de Délos.
Parmi ses autres victimes, la nymphe Io. Elle est faite prêtresse d'Héra à Argos, et suscite le désir de Zeus qui parvient à ses fins. Plusieurs versions du récit existe, dans lesquels Io est transformée en vache, soit par Zeus pour la soustraire à Héra, soit par Héra pour la soustraire à Zeus. Dans tous les cas Héra la place sous la garde d'Argos Panoptès, gardien de troupeau sans pareil puisqu'il ne dort jamais et a des yeux sur tout son corps. Zeus charge Hermès de s'en débarrasser, et il parvient à le tuer par ruse. Selon le poète Moschos, Héra aurait alors transféré les yeux de la victime sur le plumage du paon, son animal fétiche. Quant à Io toujours sous la forme d'une vache, Héra envoie un taon qui la harcèle de manière à l'empêcher de rester au même endroit, la contraignant à une longue errance. Eschyle a donné dans son Prométhée enchaîné une description pathétique de l'errance d'Io, subissant les actes de Zeus et d'Héra. Finalement elle s'établit en Égypte où Zeus lui rend sa forme d'origine, et où elle lui donne un enfant, Épaphos. Selon un mythe rapporté par le Pseudo-Apollodore (II, 1, 3), manifestement inspiré du mythe égyptien d'Isis et d'Osiris, Héra ordonne aux Courètes de dérober l'enfant, contraignant Io à de nouveaux voyages pour le retrouver. Zeus tue les Courètes en les foudroyant, la mère et l'enfant sont réunis. 

« PROMÉTHÉE : Comment ne pas prêter l'oreille à la jeune fille qui tournoie sous le vol du taon, à l'enfant d'Inachos, qui naguère échauffa d'amour le cœur de Zeus et qui aujourd'hui, par la haine d'Héra, est contrainte aux longues courses qui la brisent ?

IO : Où donc as-tu appris le nom que tu prononces, le nom de mon père ? Réponds à l'infortunée : qui donc es-tu, misérable, pour saluer la misérable en termes si vrais, pour donner son nom au mal issu des dieux qui me consume et me taraude d'un aiguillon de folie vagabonde, hélas ! Dans l'infamie des bonds affamés dont la fougue m'emporte, j'arrive, victime des volontés rancunières d'Héra. Qui donc parmi les malheureux endure maux pareils, pareils, hélas ! à ceux qui sont les miens ? Est-il une issue, un remède à mon mal ? Montre-le-moi, si tu le sais. »

— Eschyle (trad. Paul Mazon), Prométhée enchaîné.
Une autre nymphe qui a suscité le désir de Zeus, Callisto, trouve la mort à la suite de manigances d'Héra (de manière différente selon les récits antiques). La nymphe Égine cause aussi la colère de la déesse après sa relation avec Zeus : les habitants de l'île sur laquelle Zeus l'a installée, qui a pris son nom (Égine), meurent tous, soit par une peste provoquée par la déesse (chez Ovide), ou bien par le poison d'un serpent que la déesse fait rependre dans leurs sources (chez Hygin).

### Autres interventions
Lors de la Gigantomachie, le Géant Porphyrion, atteint d'une flèche d'Éros à la demande de Zeus qui souhaitait le distraire, tente de violer Héra. Zeus le foudroie alors, et il est achevé d'un trait empoisonné lancé par Héraclès.

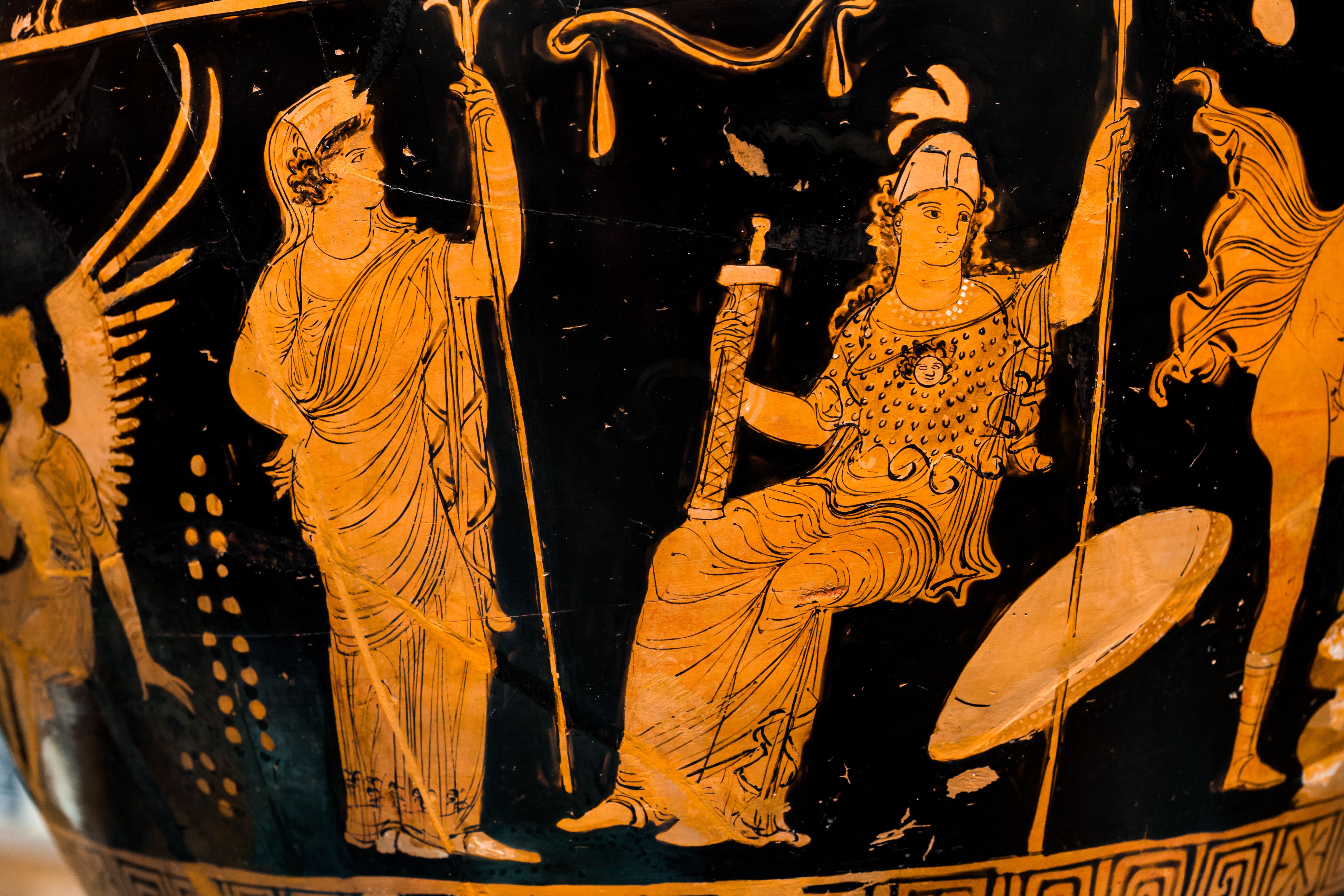
Héra et Athéna dans une représentation du jugement de Pâris. Vase apulien à figures rouges, Antikensammlung Berlin.

Héra, avec Aphrodite et Athéna, est l'une des trois déesses dont la querelle provoque la guerre de Troie : offensée tout comme Athéna par le jugement de Pâris, qui leur préfère Aphrodite en lui accordant la pomme d'or d'Éris, elle se montre une farouche ennemie des Troyens pendant la guerre de Troie. Dès après l'enlèvement d'Hélène par Pâris, elle provoque une tempête faisant dévier leur navire de leur route vers Troie. Durant la guerre, elle est une protectrice des guerriers achéens, rôle mis en évidence dans l’Iliade. Son soutien se porte principalement vers Achille (dont la mère Thétis l'avait élevée selon certaines traditions), et vers Ménélas qu'elle immortalise plus tard.
Héra est, avec Athéna, la protectrice du héros Jason. Après l’Iliade, la composition mythologique dans laquelle elle a un rôle important est Les Argonautiques d'Apollonios de Rhodes, qui raconte les aventures de Jason et de l'équipage de l'Argo. Elle voue une hostilité à l'oncle et ennemi de Jason, le tyran Pélias régnant à Iolcos, qui a oublié de sacrifier en son honneur. La colère de la déesse est l'origine des malheurs de ce dernier et des exploits de Jason. Pélias a reçu une prophétie lui disant qu'il serait menacé par un homme se présentant avec une seule sandale. Jason perd sa sandale en traversant le fleuve Anauros pour rejoindre un sacrifice à Poséidon réalisé par Pélias, qui réalise alors l'identité de la menace. La perte de la sandale est probablement provoquée par Héra, qui s'est métamorphosée en vieille femme pour mettre à l'épreuve les hommes qui voulaient traverser le fleuve, seul Jason acceptant de la porter pour la faire traverser. Elle lui inspire également l'idée d'aller chercher la Toison d'or en Colchide, et lui assure l'amour et le soutien de Médée, la princesse de ce pays. Elle apporte également son secours aux Argonautes à plusieurs reprises lors de leur voyage de retour,,.
D'autres récits la présentent sous son jour vengeur pour préserver son honneur et l'ordre : elle est la cause de la folie des filles de Proétos, roi d'Argos, dans certaines versions de l'histoire (d'autres fois c'est Dionysos), parce qu'elles ont moqué son temple d'Argos et prétendu que le palais de leur père était plus luxueux ; elle envoie aux Enfers l'épouse d'Orion, Sidé, parce qu'elle s'était prétendue aussi belle qu'elle ; elle est une des causes évoquées dans la littérature pour la présence du sphinx devant les murailles de Thèbes, parce que le roi de cette cité, Laïos, avait causé la mort du jeune Chrysippe duquel il s'était épris et qui s'était suicidé, et n'avait pas été puni par les habitants de la cité. 
D'autres fois elle apparaît sous un jour bienfaisant, comme dans le mythe du roi Mérops de Cos rapporté par Hygin (Astronomie II, 16) : cet homme se languissait de son épouse la nymphe Echemeia, tuée par Artémis parce qu'elle avait cessé de l'honorer, et voulait mettre fin à ses jours, mais Héra, sans doute par reconnaissance envers son amour marital, le transforme en aigle et le transfère au ciel, où il devient la constellation de l'aigle.
Hérodote (I, 31) rapporte quant à lui son rôle dans la mort de Cléobis et Biton, deux jumeaux d'Argos qui avaient conduit leur mère, prêtresse de la déesse, à l'Héraion d'Argos en tirant eux-mêmes le char sur 45 stades, pour qu'elle arrive à temps pour les festivités de la déesse. La mère demande alors à Héra de leur accorder la plus grande faveur d'un mortel pouvait recevoir. La déesse leur donne alors une mort paisible le jour même, dans leur sommeil alors qu'ils se reposaient après le banquet sacrificiel. Ils partent donc au sommet de leur piété. Le sage Solon, dont les paroles sont rapportées par l'historien, leur donne alors le second rang parmi les plus heureux des hommes.

### Interprétations allégoriques
Dans certaines interprétations philosophiques, Héra est perçue comme une allégorie de l'air. Empédocle, Platon dans le Cratyle (par la bouche de Socrate) puis les Stoïciens ont souligné la forte ressemblance de son nom avec celui de l'air (aer), ce qui ouvre la voie à une conception de l'identité entre Héra et l'air, voire un lien entre la déesse et l'atmosphère. Le Pseudo-Héraclite (Allégories d'Homère, 40) conforte cette approche par une interprétation allégorique du châtiment d'Héra par Zeus décrit dans l’Iliade : elle est suspendue depuis le ciel, symbolisant l'éther, par une chaîne en or, avec aux pieds deux enclumes, symbolisant l'eau et la terre,.

## Sanctuaires et cultes

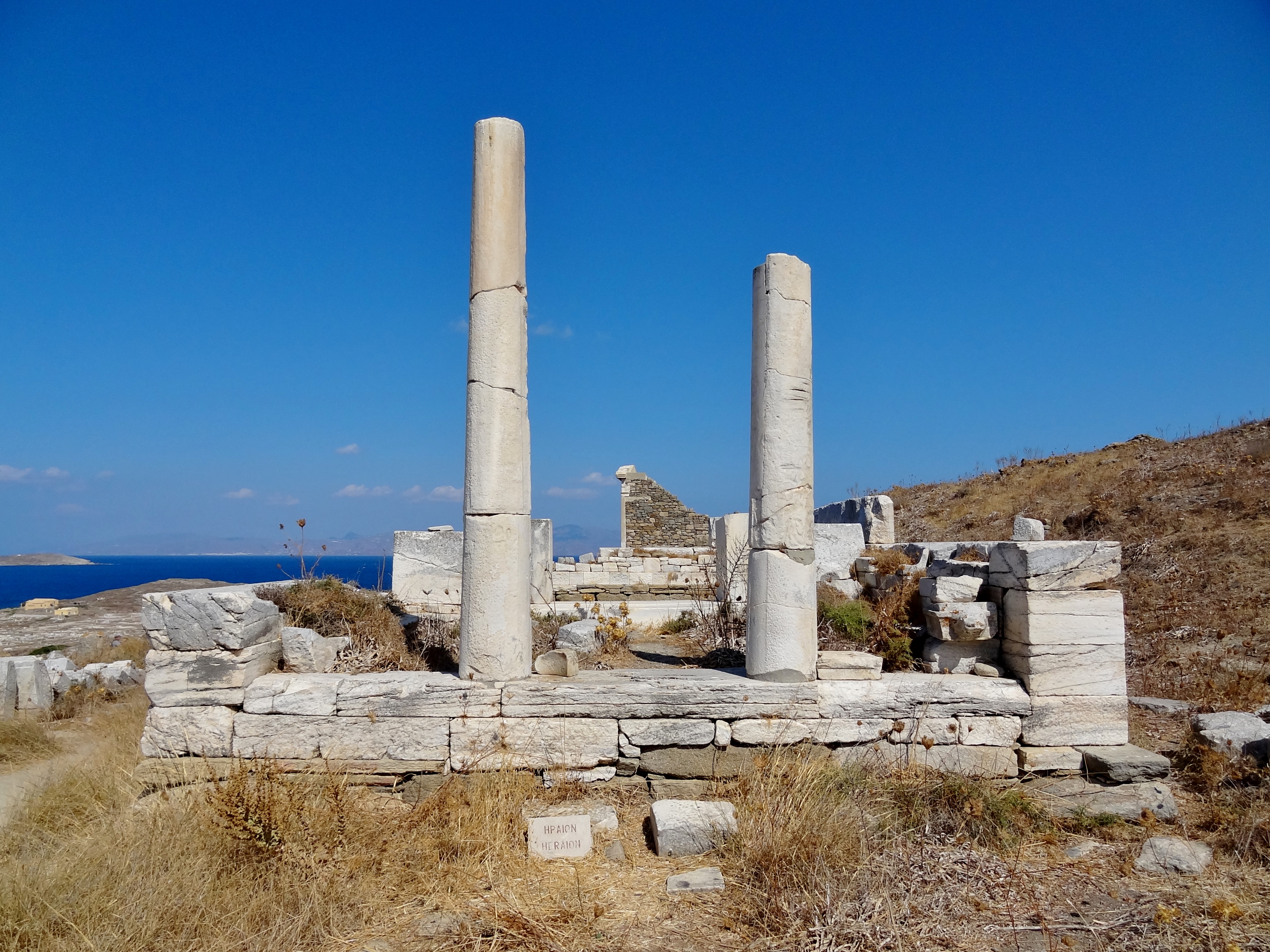
Ruines du temple d'Héra à Délos.

Héra dispose de sanctuaires dans plusieurs cités du monde grec, dénommés Héraion. Ils occupent une place importante dans plusieurs localités à l'époque archaïque (776-480 av. J.-C.), ce qui donne l'impression que la déesse a eu une position majeure au moment de la formation des cités grecques. Elle est en particulier la divinité majeure de deux grandes cités des débuts de l'histoire grecque, Argos et Samos. Homère l'associe surtout à Argos, aussi à Mycènes et à Sparte (Iliade, IV, 51 et sq.), bien qu'on ne lui connaisse pas de sanctuaire majeur dans ces deux dernières aux époques historiques. En tout cas son implantation semble plus forte dans le Péloponnèse, notamment en Argolide et dans la région de Corinthe (Pérachora). Elle a aussi un sanctuaire important sur l'île de Lesbos. Plusieurs fondations coloniales d'Italie lui accordent également une place de premier ordre dès leur création,. En revanche à Athènes son rôle est réduit à celui de déesse du mariage, sans doute parce que la divinité tutélaire Athéna y occupe (avec l'appui de Zeus) les fonctions principales de souveraineté et de protection de la cité, empêchant Héra de jouer un rôle dans ces domaines comme elle le fait à Argos et à Samos.
Une particularité des cultes archaïques d'Héra est qu'on lui érige des grands temples, parmi les plus monumentaux des premiers temples connus du monde grec. Ce lien entre Héra et les temples se retrouve à Olympie, où elle semble disposer d'un tel édifice avant Zeus, le dieu principal du sanctuaire (ce type de construction n'étant de toute manière pas indispensable au culte, à la différence d'un autel),. L'étude des offrandes mises au jour lors de fouilles archéologiques de ces sites peuvent fournir des informations sur la nature d'Héra et ses attributions au moins au niveau local, mais il n'est pas forcément évident d'en tirer des généralités.

### Argos

Plan du site de l'Héraion d'Argos : 1. Temple archaïque d'Héra ; 2. Portique nord ; 3. Portique nord-est ; 4. Bâtiment ouest ; 5. Temple classique d'Héra ; 6. Salle hypostyle ; 7. Portique sud ; 8. Escalier monumental ; 9. Bâtiment nord-ouest ; 10. Gymnase et portique inférieur hellénistiques ; 11. Thermes romains.

Héra est dite « d'Argos », Argeia, dès l’Iliade (par exemple IV, 8),,. Son implantation en Argolide semble forte dès l'époque archaïque, quand elle dispose aussi de sanctuaires à Mycènes et à Tyrinthe. Les origines du sanctuaire d'Argos, situé en rase campagne dans la plaine voisinant la ville du même nom, sont difficiles à tracer : une terrasse monumentale est érigée au VIIIe siècle av. J.-C., peut-être à l'initiative de plusieurs communautés des environs qui en font un point de ralliement. Un temple périptère est ensuite érigé, et le site passe sous le contrôle d'Argos après les destructions de Mycènes et de Tyrinthe. Une reconstruction a ensuite lieu enfin d'en faire un symbole de la puissance d'Argos et de sa suprématie régionale. D'après ce qui a été retrouvé par les archéologues, son décor ne fait pas référence aux mythes d'Héra, mais à la naissance de Zeus, à la Gigantomachie, à la Guerre de Troie et aux aventures du héros local Oreste,.
Les principales fêtes d'Héra d'Argolide sont les Héraia ou Hekatombaia, le second nom faisant référence aux cent vaches sacrifiées durant leur rite majeur. Ce sacrifice est précédé d'une grande procession depuis la ville d'Argos, conduite par la grande prêtresse de la déesse montée sur un char tiré par des bovins, comprenant aussi des jeunes hommes portant le bouclier sacré de la déesse, qui lui aurait été dédié par Danaos, le fondateur légendaire d'Argos. Le poète lyrique Pindare (Ve siècle av. J.-C.) évoque des processions et concours d'Héra d'Argos (Néméennes X, 21-22 ; Olympiques VII, 84). Euripide (Électre, 171-174) évoque un rituel argien durant lequel des jeunes filles (parthenos) se rendent au sanctuaire d'Héra. Des tablettes de bronze du début du IVe siècle av. J.-C. mises au jour dans le temple d'Athéna d'Argos documentent les activités économiques de ce sanctuaire et de celui d'Héra, indiquant que cette dernière est une riche propriétaire possédant d'importants fonds sacrés, notamment des pâtures et des troupeaux. À la fin du même siècle ou au début du suivant, les grandes fêtes et concours honorant Zeus de Némée, gérés par Argos, sont transférés à l'Héraion d'Argos et associés aux grandes fêtes de la déesse et à leurs concours.
Il faut attendre la description de Pausanias à l'époque romaine (IIe siècle ap. J.-C.) pour avoir plus d'informations sur les cultes d'Héra en Argolide, qui complètent des sources éparses plus anciennes. Il décrit le sanctuaire d'Héra d'Argos, dont l'entrée comprend des statues de ses grandes prêtresses (kleidouchoi, les « porte-clefs ») et sa grande statue de culte réalisée par Polyclète à l'époque classique. Celle-ci est jouxtée par une ancienne effigie en bois de poirier, prise de son sanctuaire de Tyrinthe et installée sur un pilier, et par une autre statue représentant sa fille Hébé, déesse de la jeunesse. Le temple comprend aussi la couche d'Héra, renvoyant à son rôle d'épouse de Zeus et de déesse du mariage. Pausanias évoque deux autres cultes de la déesse à Argos : celui d’Anthéia « la fleurie », dans la ville basse, et celui d’Akraia « de la hauteur » ou « de l'éperon rocheux » dans la ville haute. Cet auteur décrit la mythologie locale, qui veut qu'Héra soit née à Argos et ait eu pour nourrice les trois filles d'Astérion, le dieu-fleuve local,. La version locale du mythe de l'union d'Héra avec Zeus indique que ce dernier aurait exercé sa séduction en prenant la forme d'un coucou. Cela aurait eu lieu sur le mont Thornax, qui a pris le nom de montagne du coucou, où se trouve un sanctuaire de Zeus. Le dieu est représenté sous la forme de cet oiseau sur la statue de culte de la déesse. 
Pausanias évoque aussi un rituel ayant lieu dans une source de la ville voisine de Nauplie, une cérémonie secrète au cours de laquelle la déesse regagne sa virginité en se baignant, ce qui pourrait renvoyer au mythes et rites de séparation de la déesse avec Zeus. Des cérémonies secrètes à Héra sont également évoquées par d'autres auteurs, notamment Callimaque (Aitia, 4), mais il ne s'agit pas forcément de cultes à mystères comme cela a pu être proposé. L'eau semble jouer un rôle dans des rites de purification associés à Héra d'Argos, dans le sanctuaire de laquelle des vases à eau (hydries) ont été mis au jour en grand nombre.
D'autres récits rapportent comment Héra a obtenu la souveraineté sur Argos face à Poséidon, à la suite de l'arbitrage du roi local Phoronée, aidé par les dieux-fleuves Inachos, Céphise et Astérion. Le perdant cherche à faire payer la cité qui l'a éconduit. Dans une version du récit, il provoque l'assèchement des sources de son territoire une partie de l'année, mais par amour pour la Danaïde Amymoné il lui crée une source pérenne à Lerne. Dans une autre version, rapportée par Pausanias (II, 22, 4) comme à Athènes il inonde la plaine d'Argos, jusqu'à ce que Héra ne parviennent à le dissuader de le faire,,,.

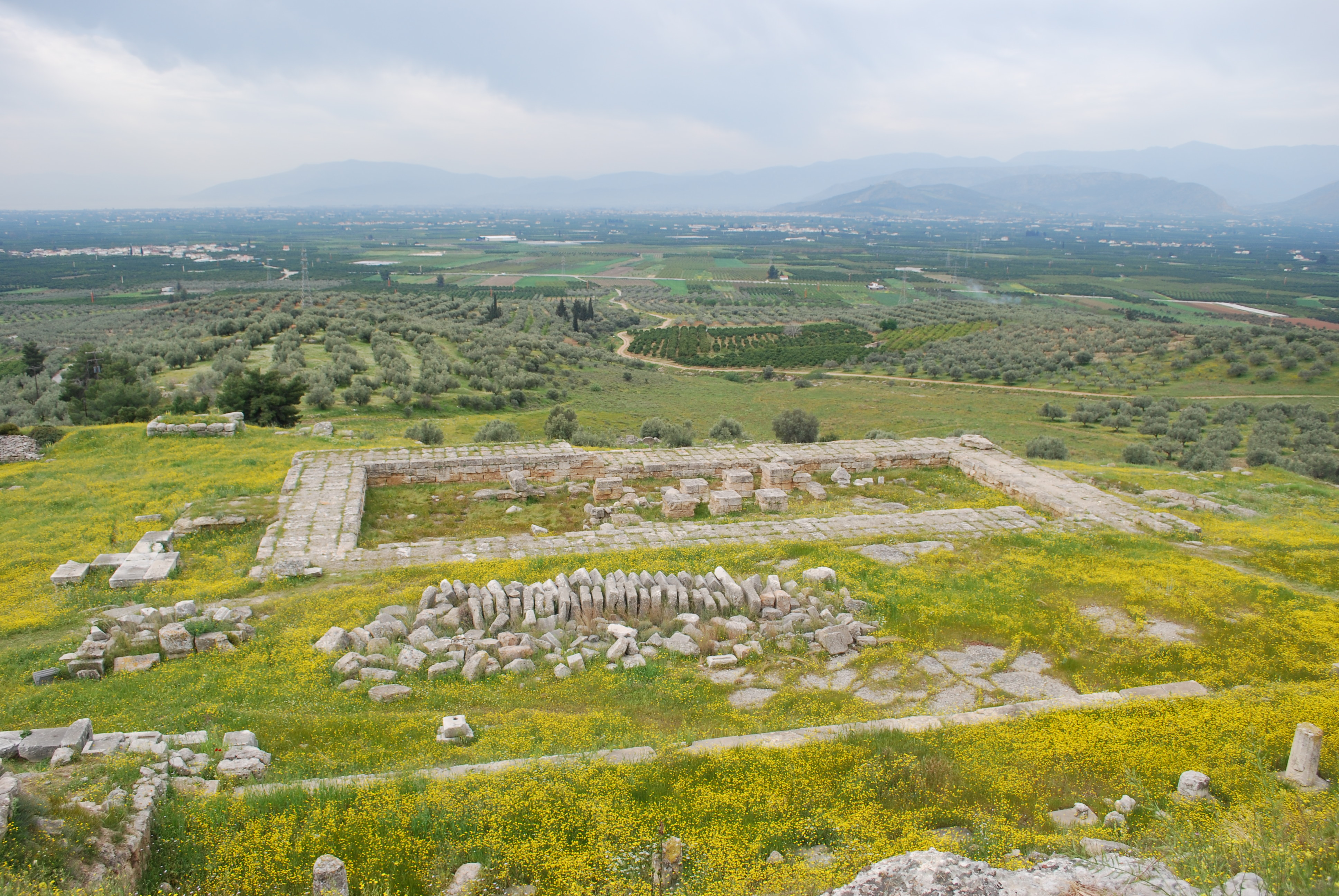
Le site de l'Héraion d'Argos.
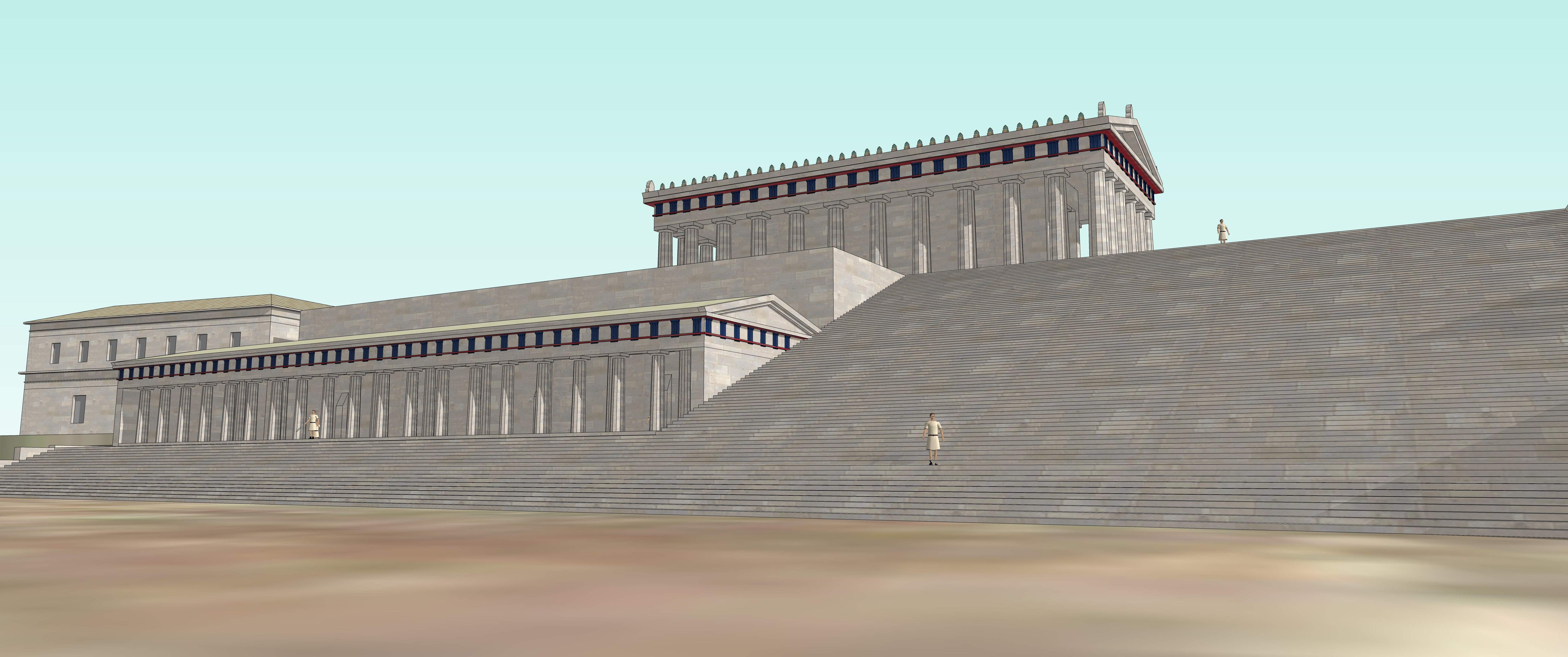
Essai de reconstitution de l'Héraion d'Argos à l'époque classique.
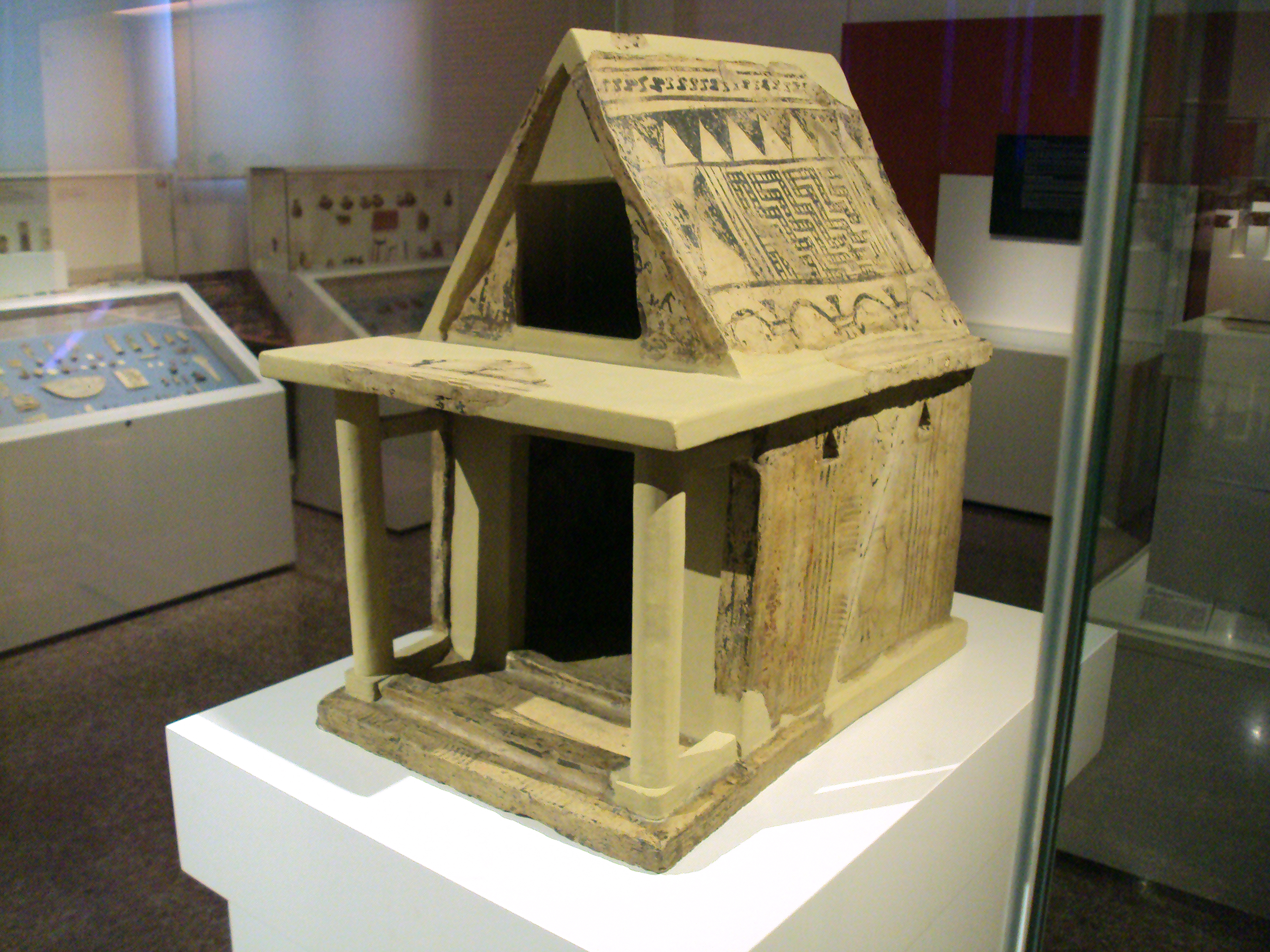
Modèle de bâtiment en terre cuite, début VIIe siècle av. J.-C. Musée national archéologique d'Athènes.
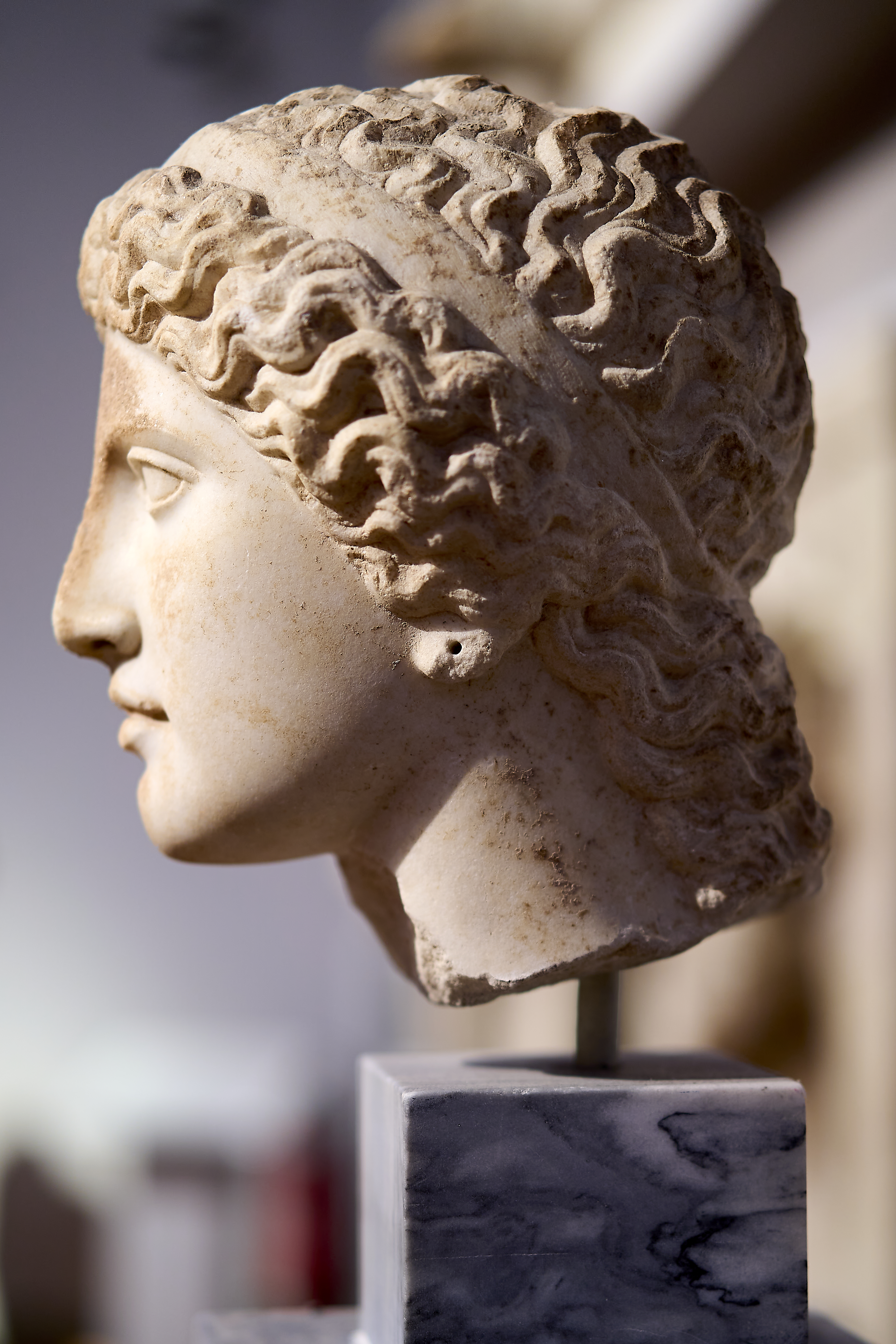
Tête d'Héra, v. 420 av. J.-C. Musée national archéologique d'Athènes.

### Samos

Plan du site de l'Héraion de Samos. 1. Temple d'Héra, dit de Polycrate ; 2. Temple d'Héra, par Rhoikos ; 3. Temple monoptère ; 4. Temple archaïque de cent pieds (Hécatompédon) ; 5. Temple romain périptère ; 6. Temple corinthien ; 7. Autel archaïque ; 8. Bâtiment nord ; 9. Stoa du nord-ouest ; 10. Bâtiment ou temple sud ; 11. Stoa sud ; 12. Petits temples A, B, C, D, E ; 13. Rotonde ; 14. Trésors ; 15. Voie sacrée ; 16. Bâtiment hellénistique ; 17. Monument de Cicéros ; 18. Navire de Kolaios.

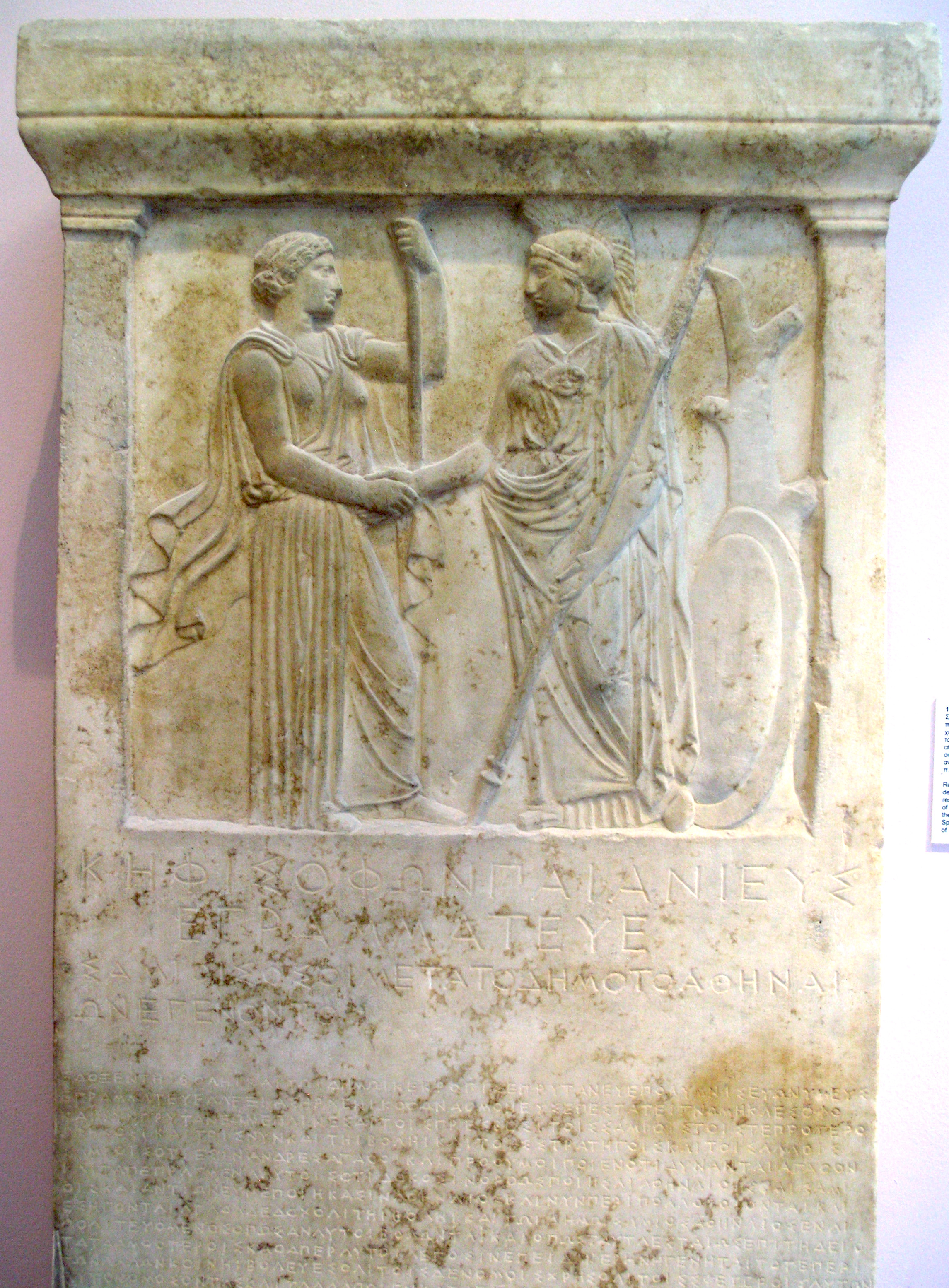
Stèle commémorant la loyauté de Samos envers Athènes après la défaite de la seconde face aux Spartiates à Aigos Potamos (405). Les deux cités sont symbolisées sur le bas-relief par leurs déesses tutélaires respectives, Héra et Athéna, se serrant la main. Musée de l'Acropole d'Athènes.

L'autre sanctuaire majeur d'Héra qui se développe à l'époque archaïque est celui situé sur l'île de Samos, et elle est parfois désignée par l'épithète Samia « Samienne » (surtout dans des sources littéraires). Il est situé sur un site marécageux en bord de mer. Son autel semble remonter au Xe siècle av. J.-C., et connaît plusieurs phases d'extension, jusqu'à atteindre une quarantaine de mètres de longueur aux époques tardives. Le sanctuaire est doté d'un temple de cent pieds de long, hécatompédon, traditionnellement daté des alentours de 800 av. J.-C., mais plus probablement construit au début du VIIe siècle av. J.-C. Il connaît des reconstructions vers 630 puis après 570, et enfin sous la tyrannie de Polycrate de Samos (538-522). Il est relié à la ville de Samos par une voie sacrée. Hérodote (III, 60) le considère comme le plus grand temple de son temps. Ses fouilles ont livré une grande quantité d'offrandes, notamment des objets provenant d’Égypte et de Mésopotamie, attestant de sa popularité et de la prospérité de Samos à l'époque archaïque,. Le premier historien (IV, 152) rapporte aussi l'offrande faite à la déesse par l'équipage du marchand Colæos au retour de l'expédition lucrative qui l'a conduit au lointain pays occidental de Tartessos, un chaudron en bronze de six talents (un dixième de leurs gains) décoré avec des têtes de griffons (rappelant des chaudrons dont des exemplaires ont été retrouvés lors de fouilles à Samos, Argos et Olympie, ce qui pourrait indiquer qu'ils ont un lien spécifique avec le culte d'Héra).
Plusieurs récits de fondation existent. Pausanias rapporte que ce sont les Argonautes qui l'auraient établi lors de leur passage sur l'île, avec la statue de culte d'Argos. Une autre légende fait du site le lieu de naissance de la déesse, à l'ombre d'un gattilier (lygos), qui se trouve au centre du sanctuaire,. Une autre légende locale sert d'explication à la principale fête d'Héra de Samos, les Tonaia (les « liens »). Elle rapporte que des pirates cariens s'emparent de la statue de la déesse lors d'un raid sur le temple, mais que leur navire est immobilisé dès qu'ils la montent à bord. Ils décident alors de laisser la statue sur la plage avec des offrandes, et elle est récupérée par les gens de Samos, attachée au gattilier (d'où les « liens ») puis purifiée. La fête des Tonaia culmine dans un rite de purification de la statue d'Héra, qui a lieu sur la plage, et durant laquelle les participants portent des couronnes de gattilier et s'allongent sur des banquettes faites de branches de cet arbuste. Ce rite a pu être interprété comme renvoyant au cycle de la nature et à la fertilité, ou bien au mariage,,.

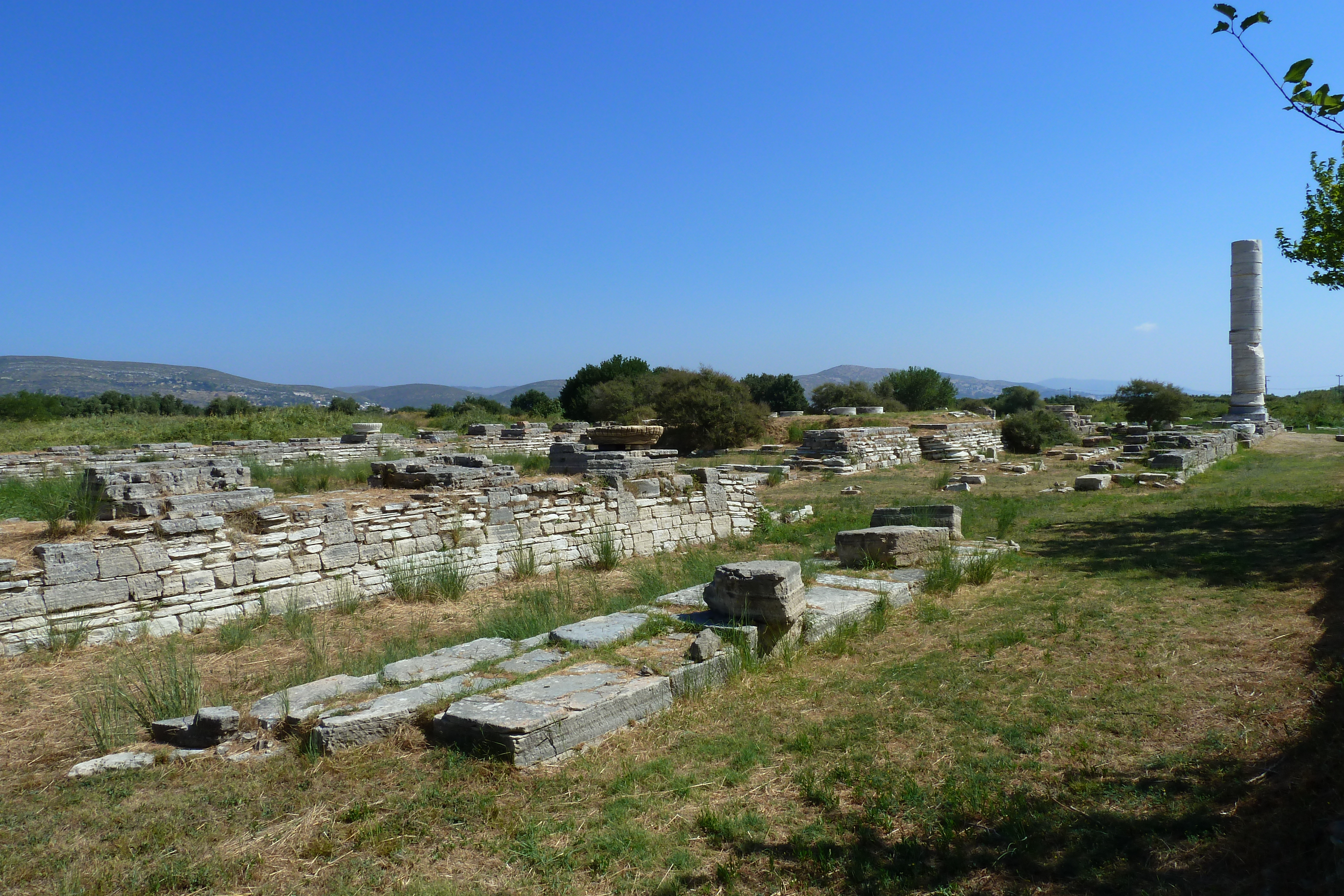
Le site de l'Héraion de Samos.
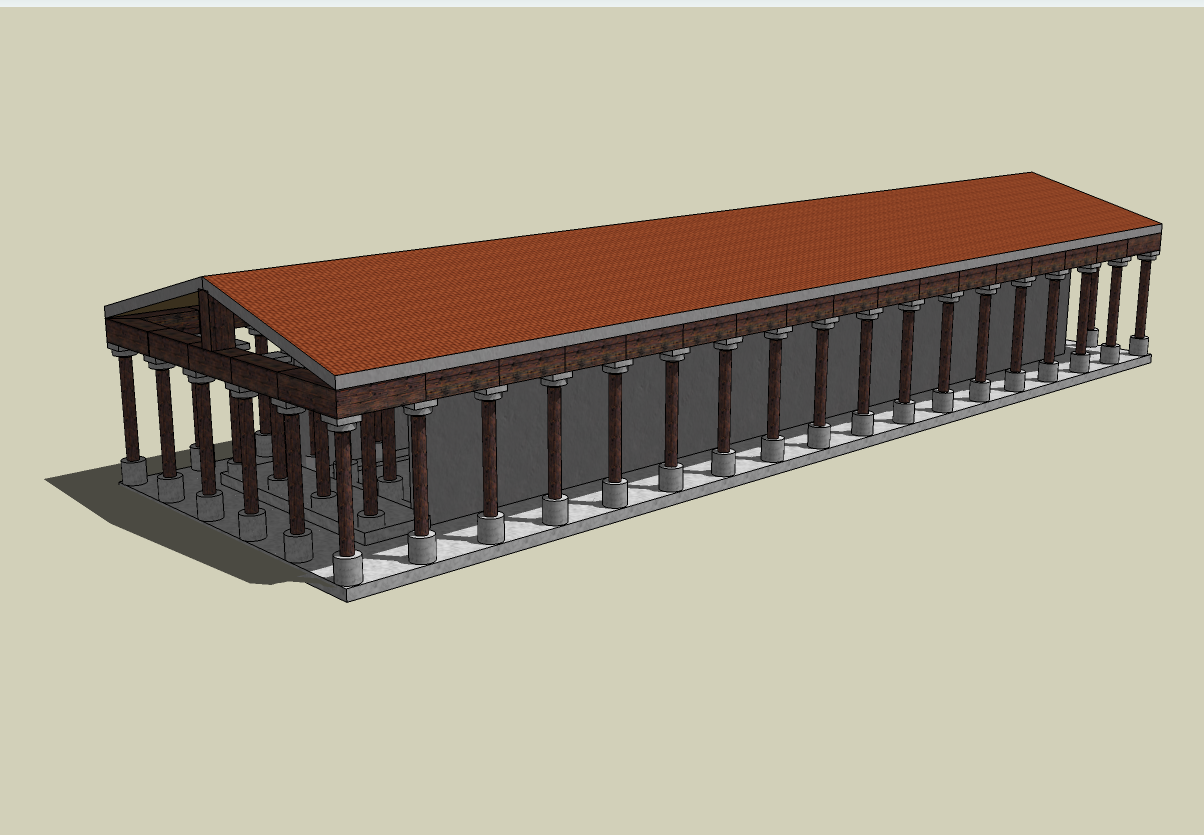
Essai de reconstitution de l'Héraion de Samos.
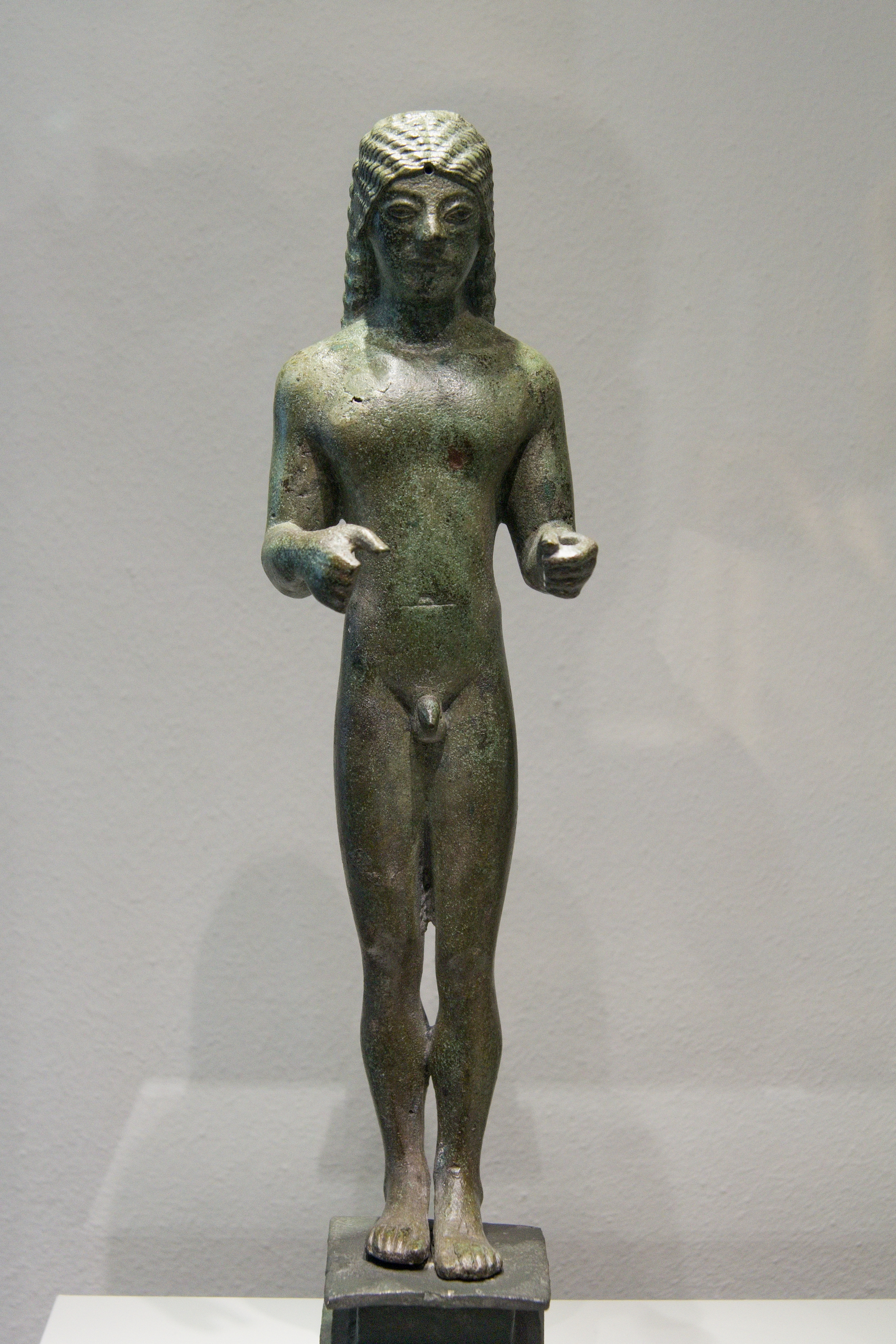
Statuette en bronze de porteur d'offrande, v. 540-520 av. J.-C. Altes Museum, Berlin.

### Pérachora

Plan du site de l'Héraion de Pérachora : 1. Cour ouest ; 2. Maison romaine ; 3. Structure à abside ; 4. Temple dorique ; 5. Autel ; 6. Stoa en L ; 7. Citerne à abside ; 8. Salles à manger ; 9. Canalisations ; 10. Bassin sacré ; 11. Temple d'Héra Liménia ; 12. Murs ; 13. Jetée moderne ; 14. Chapelle moderne ; 15. Sentier moderne.

Un sanctuaire archaïque important dédié à Héra s'est développé à Pérachora, au nord-ouest de la ville de Corinthe, à l'extrémité d'une péninsule donnant sur le golfe de Corinthe. Il est essentiellement connu par l'archéologie, car il est quasiment ignoré dans la littérature antique, qui rapporte à plusieurs reprises des cultes à Héra autour de Corinthe mais n'est pas précise sur leur localisation (il se pourrait que la déesse ait des lieux de culte à Corinthe même et sur l'Acrocorinthe). Il est probable que Pérachora soit le lieu où est vénérée une Héra Akraia, « de la hauteur », évoquée notamment par Euripide et Strabon, épiclèse qui ferait référence au promontoire dominant le site. Les trouvailles épigraphiques locales comportent des dédicaces à deux aspects de la déesse : Leukolenos « aux bras blancs » et Limenia « du rivage », « du port ». La plus ancienne construction identifiée sur le site est un édifice absidial du VIIIe siècle av. J.-C. La phase suivante, du VIIe siècle av. J.-C., est peu documentée, puis autour de 525 est érigé un long temple de style dorique. Le site est remanié au IVe siècle av. J.-C. puis abandonné peu après. Les offrandes mises au jour sur le site renvoient au monde des femmes : figurines féminines en terre cuite, matériel de tissage. Les sources littéraires fournissent quelques indications sur les spécificités du culte local, notamment Hérodote (V, 92) qui mentionne une procession féminine en direction du sanctuaire et Strabon (VII, 6, 22) qui rapporte qu'on y trouvait un oracle de la déesse. D'autres traditions, notamment rapportées par Euripide (Scholie à Médée, v. 1378-1383) sont liées à Médée et ses fils qui auraient un culte à Corinthe (après avoir été mis à mort par leur mère) dans le sanctuaire d'Héra Akraia, même si on ne sait pas si ce culte avait lieu à Pérachora. Encore en lien avec les jeunes gens et leur initiation, Pausanias (II, 3, 7) rapporte que chaque année sept filles et sept garçons de familles nobles corinthiennes doivent être enfermés dans un sanctuaire de la déesse Héra Akraia,,. 

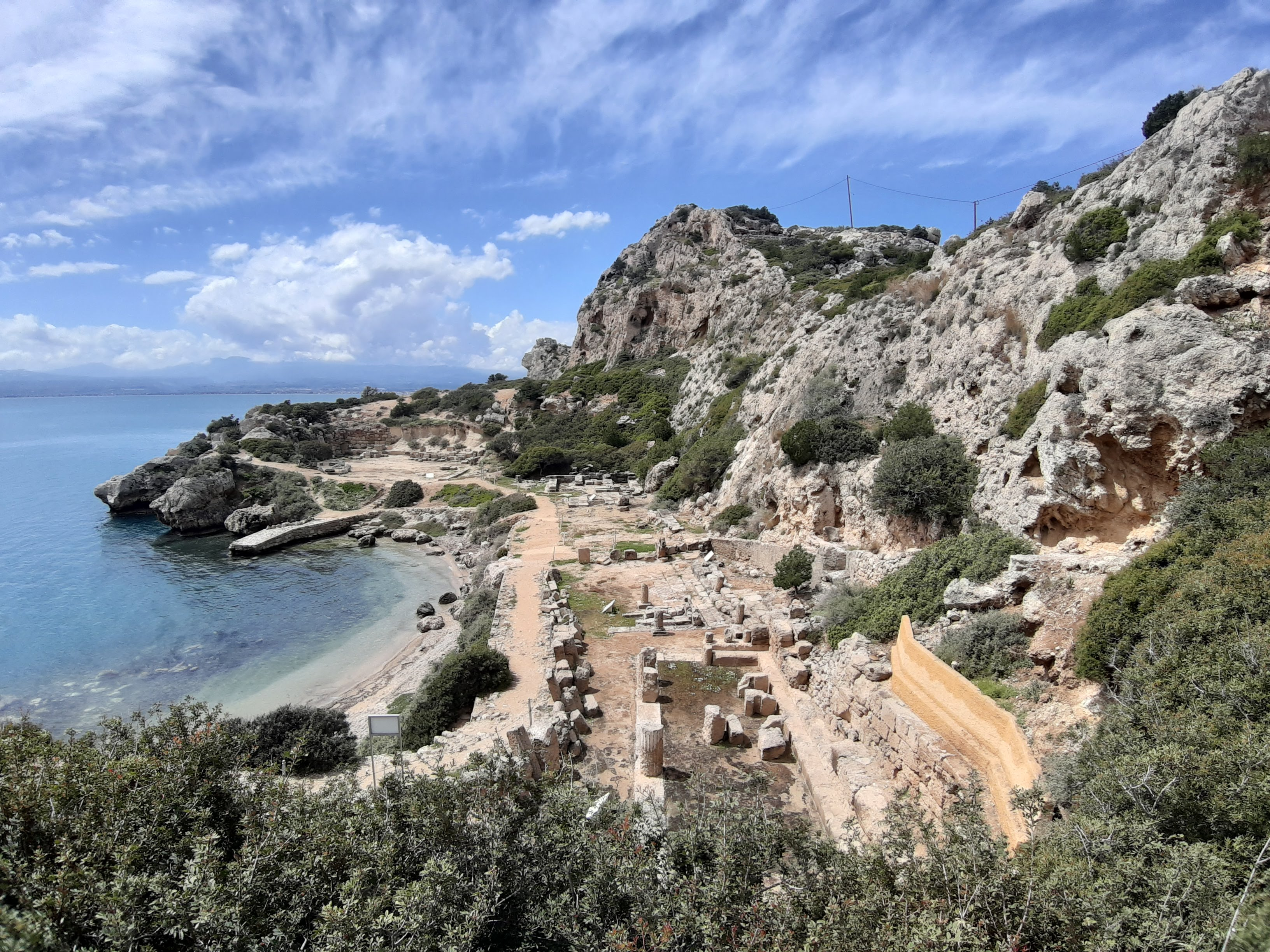
Le site de l'Héraion de Pérachora.
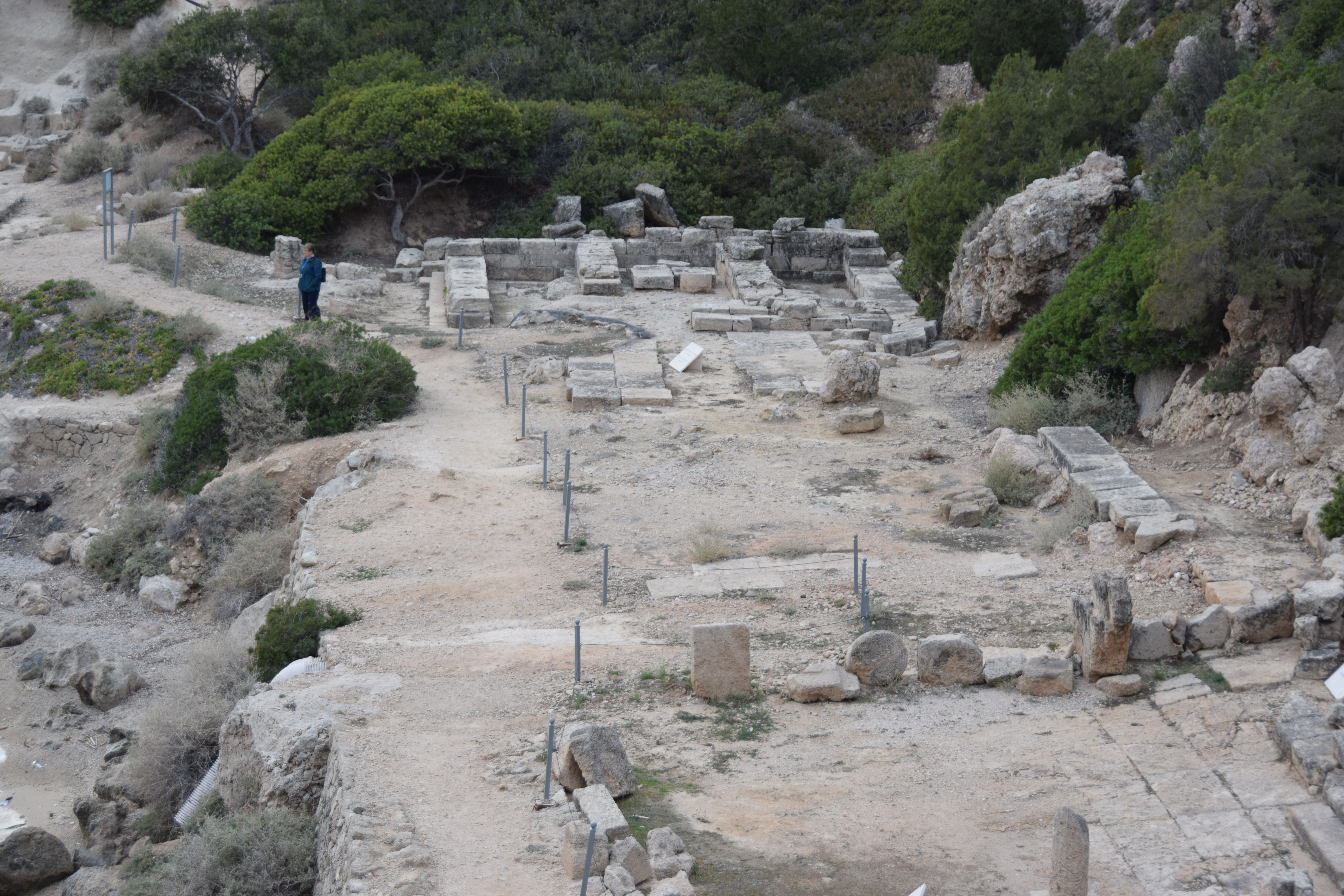
Ruines du temple dorique
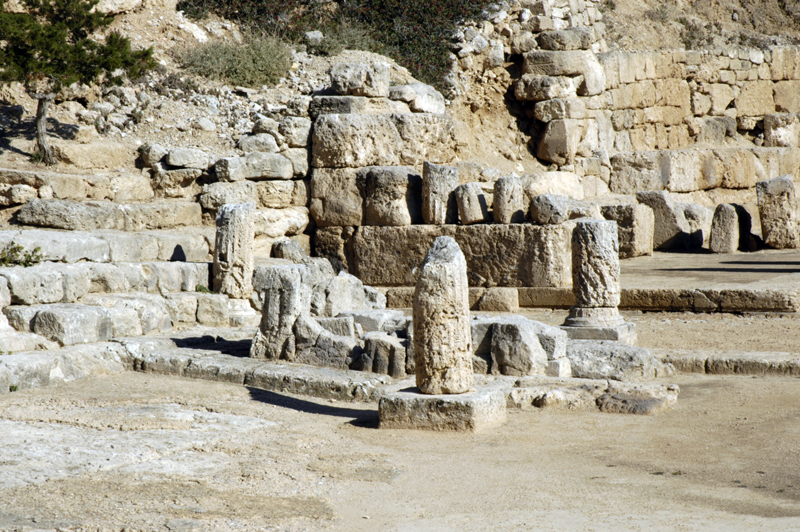
Vestiges de l'autel d'Héra, de base rectangulaire.
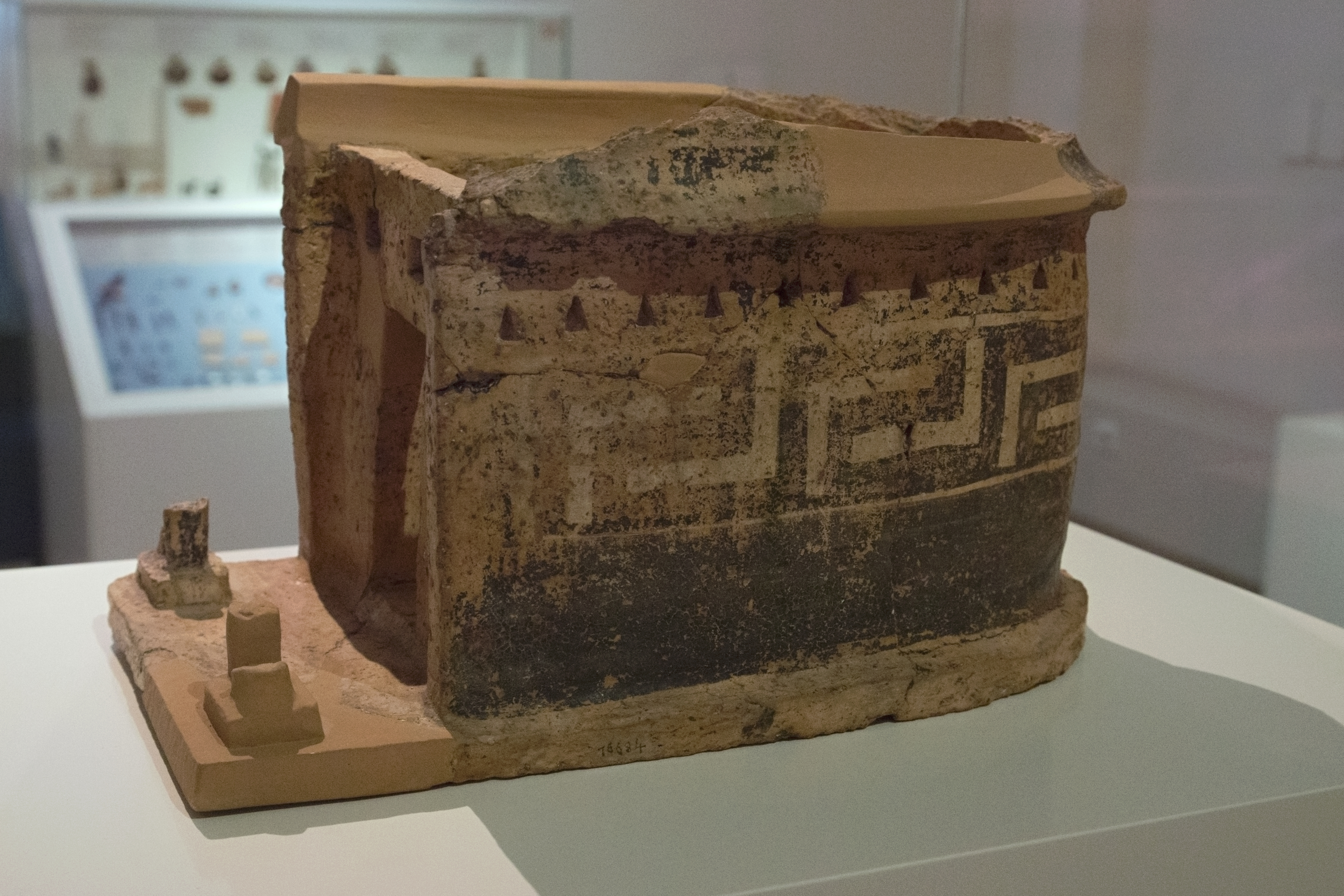
Modèle d'édifice absidial en terre cuite, milieu VIIIe siècle av. J.-C. Musée national archéologique d'Athènes.
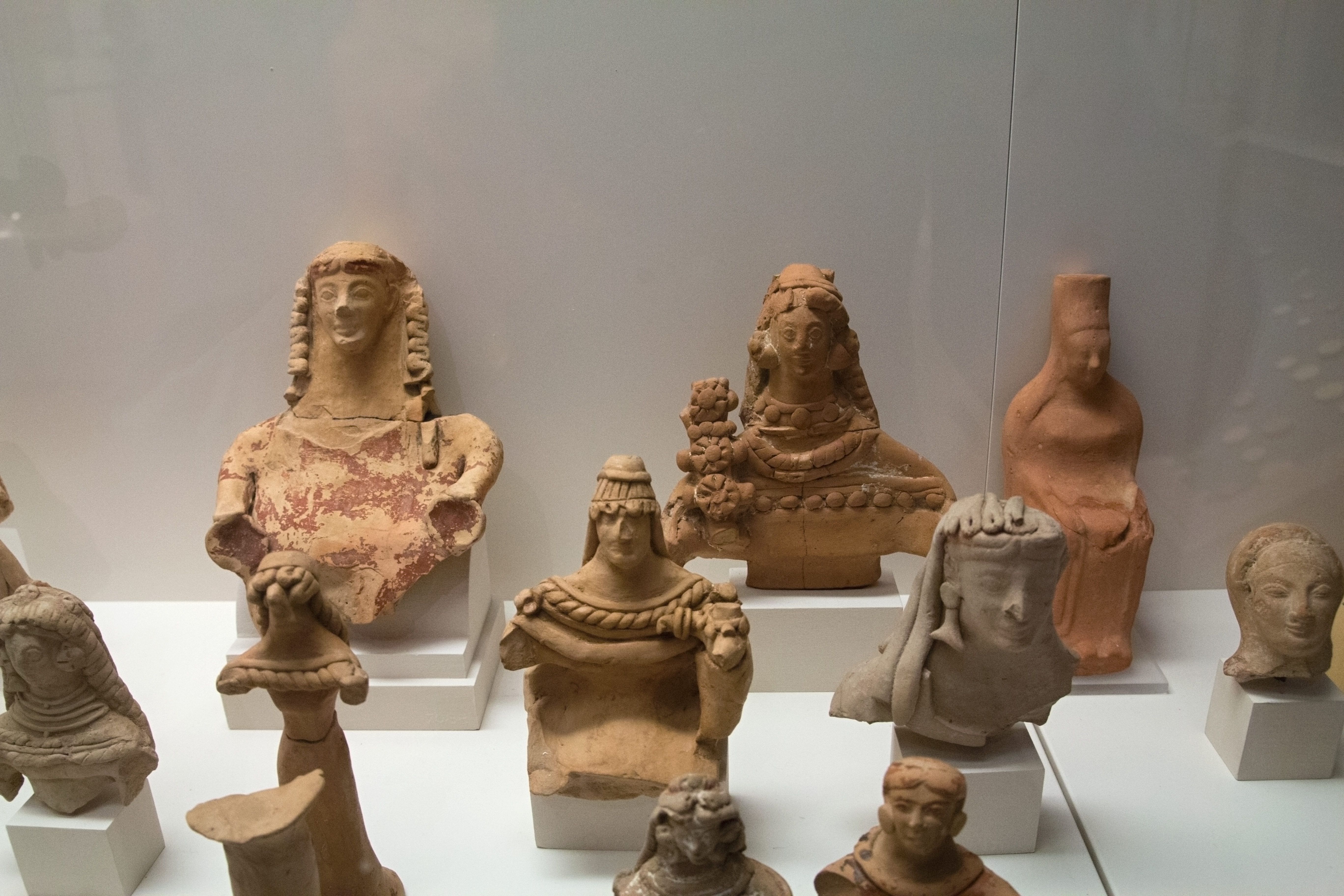
Figurines féminines, VIe siècle av. J.-C. Musée national archéologique d'Athènes.

### Olympie
Le sanctuaire panhellénique d'Olympie en Élide est dédié au dieu Zeus, et son épouse Héra y trouve sa place à ses côtés avec son propre temple. L'édifice semble érigé vers 600 av. J.-C., ce qui en ferait le plus ancien temple du site. Mais une date plus tardive, autour de 420, a aussi été proposée,. La principale description du culte d'Héra à Olympie est donnée par Pausanias à l'époque romaine (V, 16, 1 à 20, 5). Le temple comprend une statue d'Héra trônant, placée devant une statue de Zeus casqué. L'édifice comprend aussi un petit lit, des statues d'autres divinités et d'autres objets luxueux. Le culte de la déesse est géré par seize femmes mariées, qui organisent ses fêtes, les Héraia, qui ont lieu tous les quatre ans. Elles tissent une tunique, peplos, pour la déesse, qui lui est remise lors des festivités, et organisent des chœurs en l'honneur d'héroïnes locales, Physkoa et Hippodamie. Les concours qui ont lieu lors des Héraia d'Olympie sont des courses de jeunes filles non mariées, organisées en trois classes d'âge, qui courent sur une distance d'1/6e du stade utilisé par les hommes. Leur récompense est une couronne de laurier, une part de vache du sacrifice destiné à Héra, et la possibilité de laisser leur portrait avec une inscription dans le sanctuaire. Ces célébrations ont sans doute plus un caractère local que panhellénique, à la différence des fêtes de Zeus d'Olympie,.

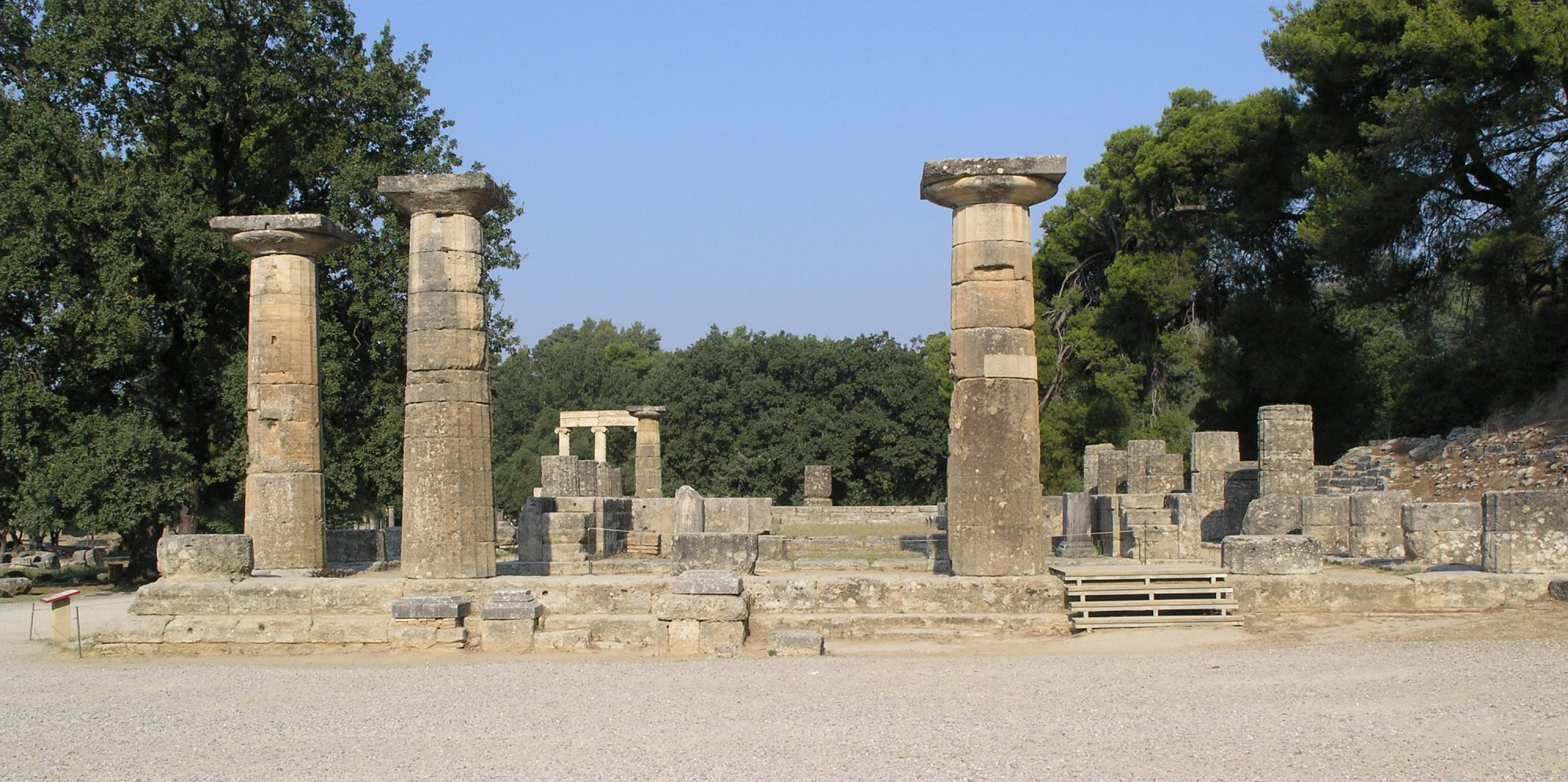
Vestiges du temple d'Héra à Olympie.
Plan du temple d'Héra à Olympie.

### Platées

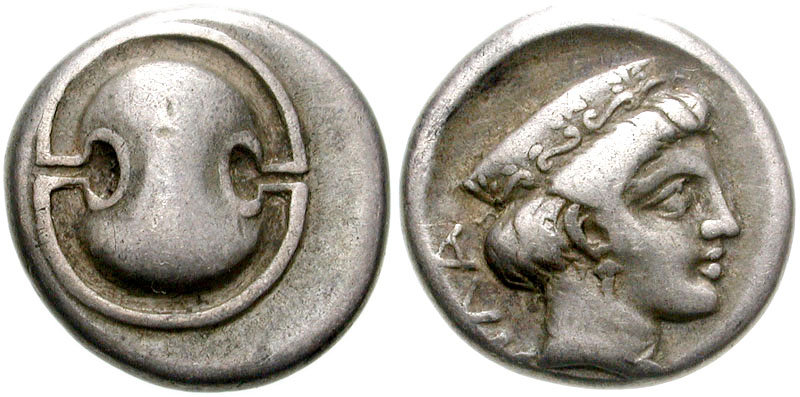
Monnaie de Platées représentant au revers la tête d'Héra de profil. Vers 387-372 av. J.-C.

L'Héraion de Platées, en Béotie, est situé sur les pentes du mont Cithéron. L'ancienneté du sanctuaire est difficile à estimer. Un grand temple de cent pieds (hécatompédon) s'y trouve à l'époque classique, construit par les Thébains après la destruction de Platées en 427. Y est adjointe une hôtellerie. Cette reconstruction a probablement des visées politiques, pour faciliter l'intégration de Platées dans la confédération béotienne que dirige alors Thèbes. La déesse y est présente sous deux épithètes renvoyant au cycle de la féminité en lien avec la mariage : Nympheuomene « fiancée conduite au mariage » et Teleia l'« accomplie », qui dispose d'une grande statue sculptée par Praxitèle. La principale fête de ce sanctuaire, les Daidala, renvoie à son statut d'épouse de Zeus et à la thématique de leur séparation et de leur réconciliation. Elle est surtout documentée pour l'époque romaine par Plutarque transmis par Eusèbe de Césarée et par Pausanias (IX, 2, 5 à 3, 4), et son origine reste énigmatique : ce pourrait être une reformulation d'époque hellénistique d'une fête plus ancienne. Plutarque rapporte un récit selon lequel Héra est élevée dans sa jeunesse sur l'île d'Eubée, enlevée par Zeus, et leur première union a lieu à l'abri des regards dans une grotte du mont Cithéron. Le rituel des Daidala est justifié par une crise dans le couple divin : Héra est partie pour une raison indéterminée, et se retire dans un lieu à l'écart, au mont Cithéron selon Plutarque, en Eubée selon Pausanias. Zeus doit alors élaborer un stratagème pour la faire revenir, qui a lieu à Platées et consiste en feindre son mariage avec une autre femme afin de susciter la jalousie de son épouse et de la faire revenir. Les versions de Plutarque et de Pausanias diffèrent mais dans tous les cas il s'agit de se servir d'une statue de bois pour représenter la fausse mariée. Une fois qu'Héra se rend compte de la duperie, les époux se réconcilient, la mariée fictive devant être détruite pour cela. Pausanias décrit le rituel, distinguant des Petites Daidala qui ont lieu tous les six ans et des Grandes Daidala qui ont lieu tous les 59 ans. Des statues de bois, appelées daidala, sont confectionnées et conduites en procession vers le lieu de sacrifice, un autel érigé au sommet du mont Cithéron, vers lequel convergent aussi Zeus et Héra sur leurs chars nuptiaux. Les statues sont brûlées en même temps que les victimes, des taureaux pour Zeus et des vaches pour Héra, concluant la résolution de la dispute. Ce rituel mêle divers aspects : une fête du feu et des sommets, la fécondité et le cycle des saisons, un mariage sacré, aussi un sacrifice expiatoire, propitiatoire ou juratoire,,,.

### Italie
Le culte d'Héra est implanté en Italie quand les colons grecs y fondent plusieurs cités à l'époque archaïque, à la fin du VIIIe et durant le VIIe siècle av. J.-C. (colonisation grecque). Dès les débuts, la déesse est dotée d'importants sanctuaires, notamment dans les fondations achéennes de Crotone, Métaponte et Poseidonia (Paestum). Elle est aussi vénérée à Sybaris, à Cumes, à Élée, à Géla, à Léontinoi et à Sélinonte (le temple E). Son culte sert notamment à marquer le territoire colonisé. Cela pourrait avoir un lien avec le rôle souverain de la déesse, voire sa faculté « intégrative », bien que les offrandes qui y ont été mises au jour renvoient surtout à la sphère du mariage, d'autres aussi à un possible rôle martial (elle a l'épiclèse Hoplosmia « en armes », et elle reçoit des offrandes d'armures et de boucliers en terre cuite à Poseidonia) et dans la navigation et les échanges (des modèles de bateaux). Plusieurs sanctuaires d'Héra sont situés en dehors des espaces urbains. C'est le cas de celui du cap Lakinion (actuel cap Colonna) à Crotone, dédié à Héra Lakinia, un des plus importants sanctuaires de l'Italie méridionale, qui reçoit de riches offrandes dès ses débuts, sert de lieu de réunion aux ligues achéennes et italiotes à l'époque classique et fonctionne aussi comme un lieu d'asile. Un autre sanctuaire d'Héra est fondé sur le territoire de Crotone, sur le site de Vigna Nuova, près de la ville. Poseidonia possède également deux sanctuaires d'Héra : dans le centre urbain, doté de deux grands temples, un érigé au VIe siècle av. J.-C. et un autre au siècle suivant ; dans son arrière-pays au nord de la ville, sur le site de Foce del Sele, dont le fondateur légendaire est Jason (selon Strabon, VI, 1, 1). Sur ce dernier site ont été mis au jour des métopes provenant du premier état du temple (v. 560),.

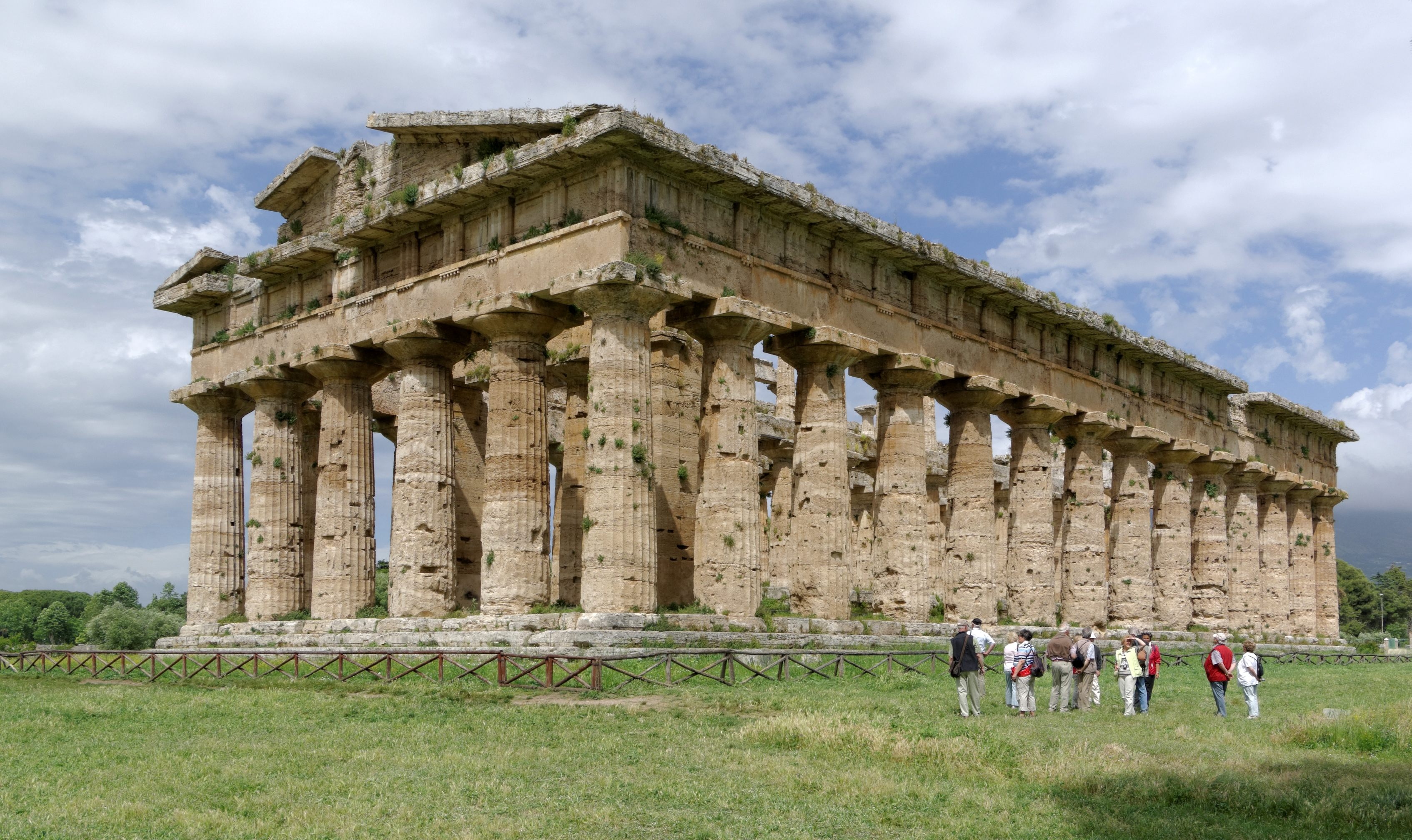
Second temple d'Héra à Paestum.
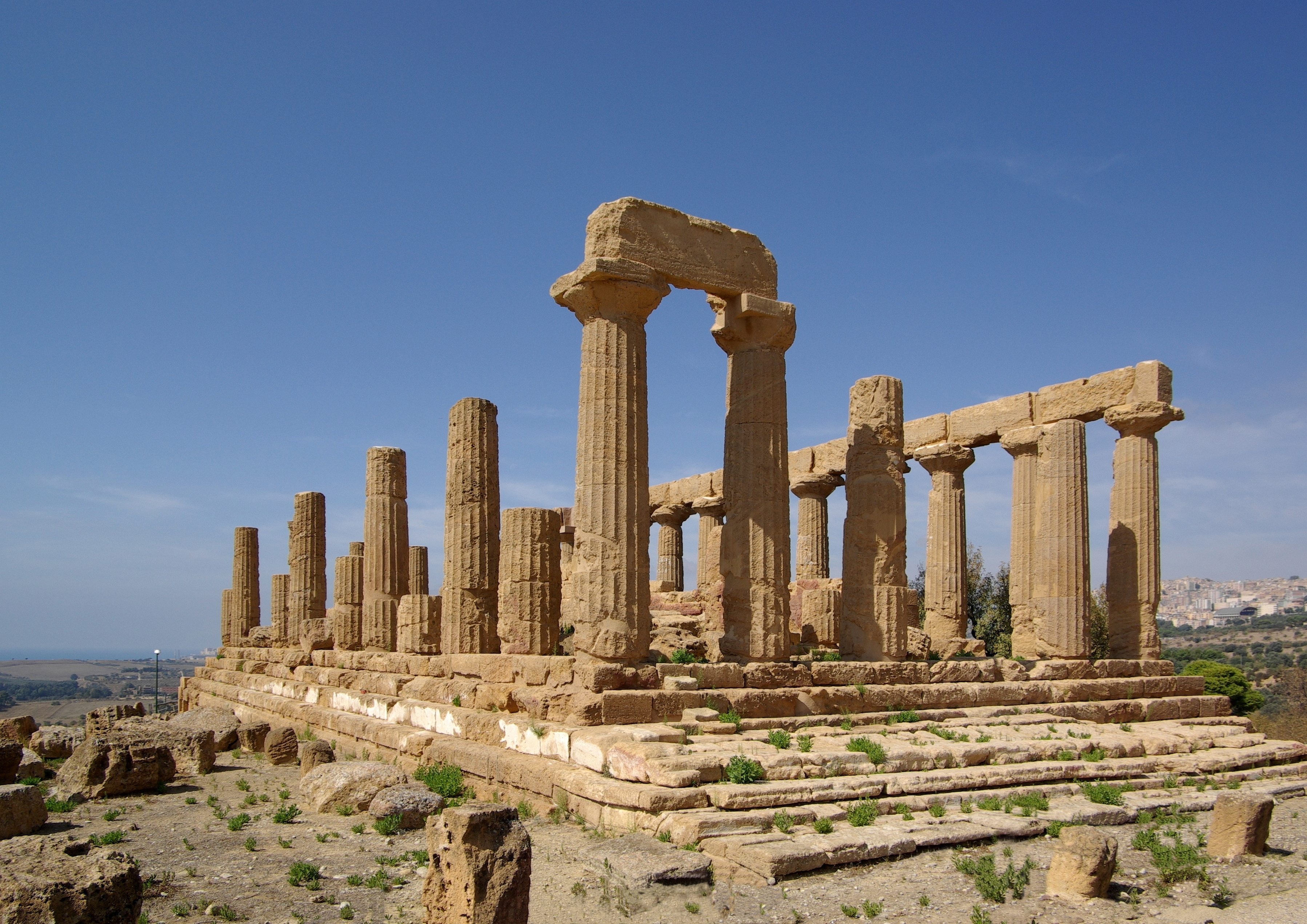
Temple d'Héra Lacinia (en) à Agrigente.
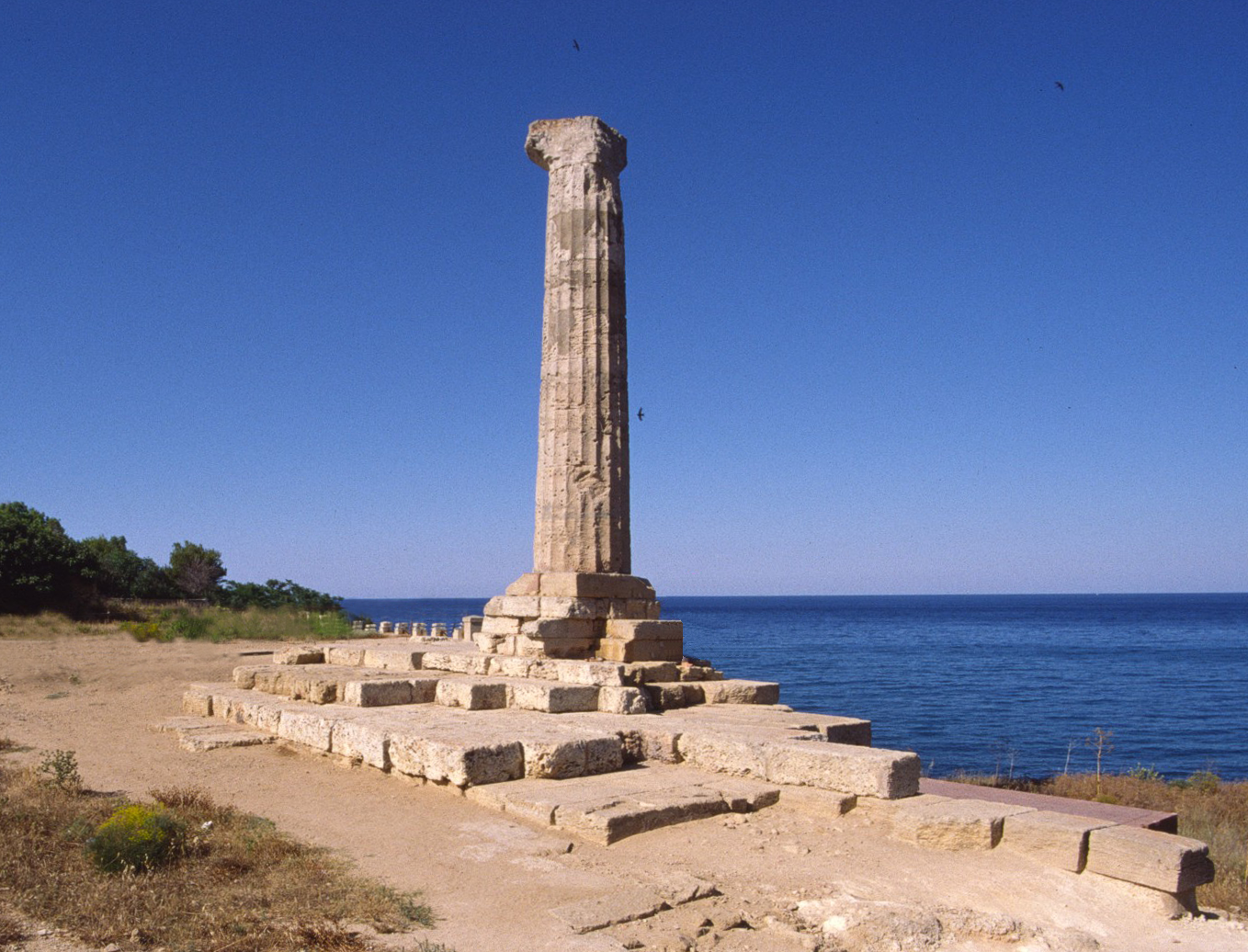
Vestiges du temple d'Héra au cap Colonna à Crotone.
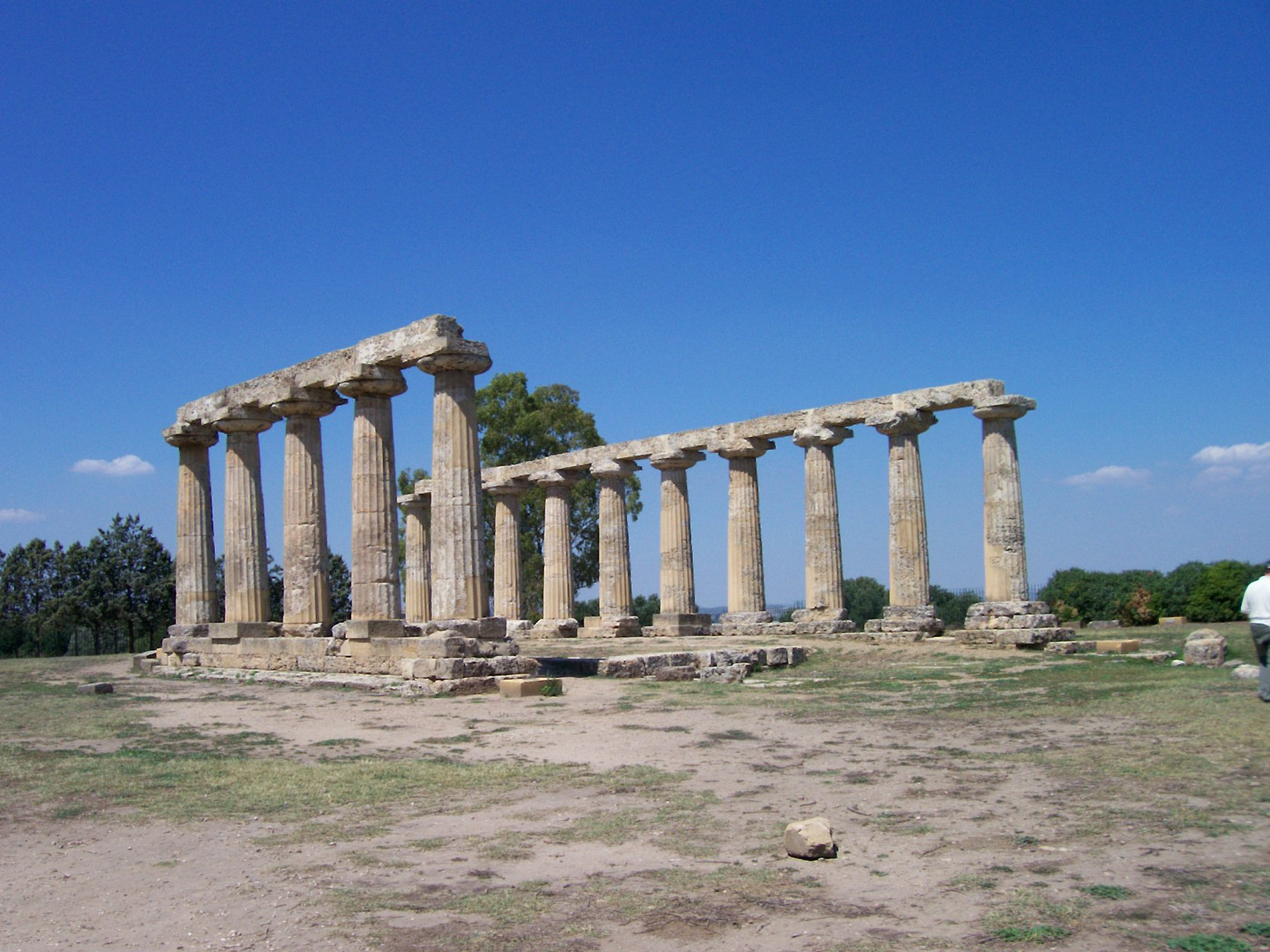
Temple d'Héra (en) à Métaponte.

## Postérité et réceptions

### Monde romain latin

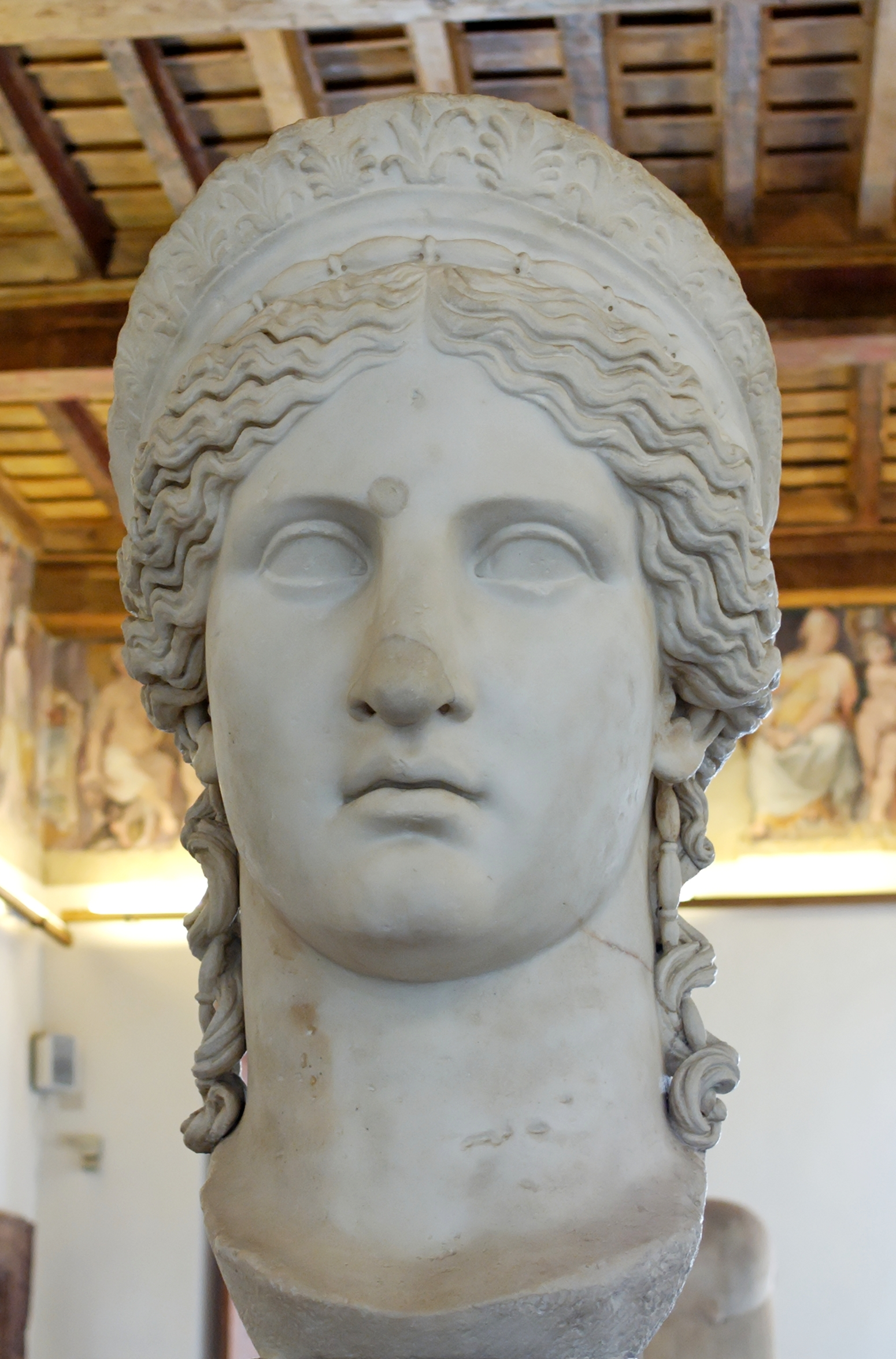
Junon Ludovisi (ou Héra Ludovisi). I. Palais Altemps.

Pour les Romains, Héra est interprétée comme l'équivalent de leur déesse Junon, qui joue comme elle un rôle important en lien avec la vie féminine, mais aussi dans la vie civique puisqu'elle fait partie de la Triade capitoline aux côtés de Jupiter et de Minerve. Comme Héra, Junon capitoline est appelée « Reine ». L'assimilation de Junon à Héra a un grand impact sur son évolution, puisqu'elle reprend sa mythologie. C'est peut-être pour cela qu'elle est considérée comme l'épouse de Jupiter, l'équivalent romain de Zeus, et également une déesse du mariage. 
Les écrivains latins s'emparent de sa figure en reprenant pour l'essentiel les traits de l'Héra grecque : Ovide et Hygin rapportent plusieurs des mythes la mettant en scène ; Virgile en fait un personnage de l’Énéide, persécutant le héros parce qu'il fait partie des Troyens dont elle est l'ennemie comme dans l’Iliade (même si son rôle dans cette épopée a surtout été comparé à celui de Poséidon dans l’Odyssée) ; Sénèque la fait monter sur scène dans sa tragédie Hercule furieux, où elle reprend là aussi un des rôles habituels de l'Héra des poètes grecs,.

### Jusqu'à l'époque moderne
La figure d'Héra passe dans la tradition occidentale surtout par l'intermédiaire de sa contrepartie romaine Junon, qui lui reprend une bonne partie de ses caractéristiques.
Avec la christianisation, Héra fait, comme les autres divinités païennes, l'objet d'un rejet et de critiques portant notamment sur l'immoralité des mythes. Grégoire de Nazianze critique le passage de l’Iliade dans lequel elle séduit Zeus, tandis qu'Augustin lui oppose la figure vertueuse d’Énée. D'autres adoptent une lecture evhémériste, faisant de Junon une ancienne figure historique, aux côtés de Jupiter (Martin de Braga, Isidore de Séville). Dans le registre des continuités entre paganisme et christianisme, la déesse pourrait avoir servi de modèle à la Vierge Marie.
Se développent aussi des lectures allégoriques, reprises des philosophes grecs. Fulgence le Mythographe adopte une telle approche à partir du jugement de Pâris, dans laquelle chacune des trois déesses représente un stade de la vie, Junon/Héra étant la vita activa, vue sous un jour négatif. Il a une grande influence durant le Moyen-Âge et inspire d'autres lectures allégoriques négatives de la déesse (Guillaume de Conches, John Ridewall). Vers la fin du Moyen-Âge et durant la Renaissance se développe une autre interprétation de la déesse, vue comme une incarnation de la richesse (Boccace, Christine de Pizan), son animal attribut, le paon, étant vu comme un symbole d'opulence et de vanité. Durant la Renaissance et la première époque moderne, elle reprend aussi son rôle antique de protectrice du mariage ; dans La Tempête de Shakespeare (1611), Junon bénit l'union de deux personnages, Miranda et Ferdinand.

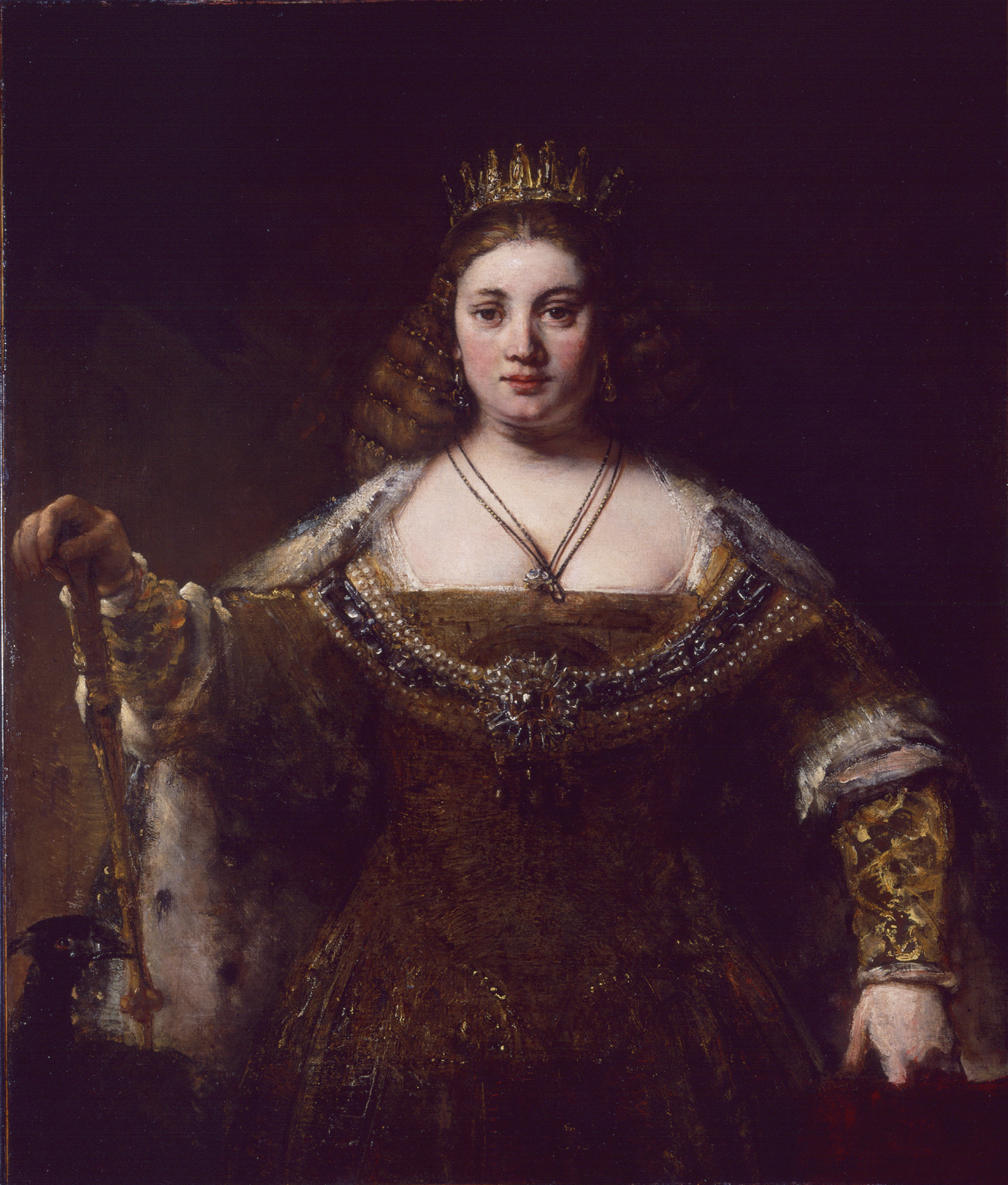
Junon, de Rembrandt, v. 1662-1665.

Dans l'art médiéval occidental, la déesse apparaît surtout dans des représentations du jugement de Pâris, ou des illustrations des Métamorphoses d'Ovide et de l’Énéide de Virgile, puisque seule la littérature en latin est alors répandue. À partir de la Renaissance la figure de Junon sert d'inspiration à divers artistes, à partir de modèles antiques. Junon est représentée dans le Palazzo Vecchio de Florence sur une fontaine de Bartolomeo Ammannati (1556-1561), et des fresques de Giorgio Vasari (1560 et 1570-1572), accompagnée de paons. Rembrandt la peint en déesse de la monnaie et reine des dieux. Le sculpteur Mathieu Jacquet et le peintre Pierre Paul Rubens s'inspirent de sa figure pour représenter Marie de Médicis. Sinon, la déesse est surtout représentée en tant que personnage secondaire de l'histoire des amours de Jupiter/Zeus, comme dans Junon et Argos de Rubens (v. 1611) qui reprend le mythe antique relatif à l'origine des « yeux » sur la queue des paons. 

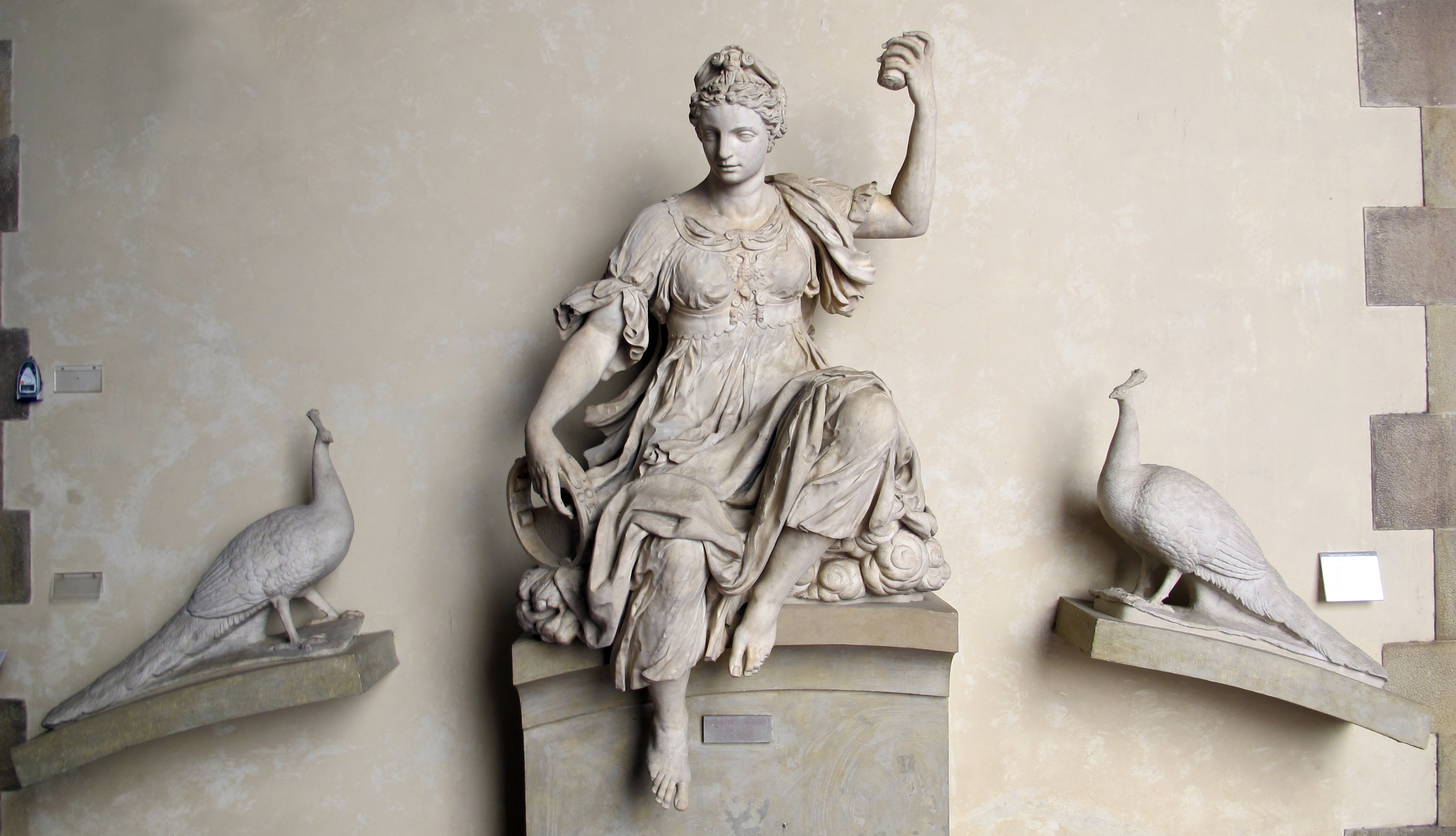
Junon et deux paons, ancienne fontaine du Palazzo Vecchio de Florence. Bartolomeo Ammannati, 1556-1561.

Sa figure de déesse du mariage réapparaît dans des opéras : Emilio de' Cavalieri fait représenter une œuvre la mettant en scène au mariage d'Henri IV et de Marie de Médicis (La contesa fra Giunone e Minerva, 1600) et Benedetto Giacomo Marcello compose une sérénade sur ses noces avec Jupiter (Le nozze di Giove e Giunone, 1725). Le dramaturge Jacques Autreau et le compositeur Jean-Philippe Rameau élaborent le ballet bouffon Platée ou Junon jalouse (1745) qui s'inspire du mythe rapporté par Pausanias expliquant l'origine des Daidala de Platées. Le poète anglais Henry Fielding utilise la figure de la déesse dans une guerre des sexes qui l'oppose à son époux Jupiter (An Interlude Between Jupiter, Juno, Apollo, and Mercury, 1743).

### Interprétations savantes
Héra/Junon fait l'objet d'un certain intérêt dans les milieux savants du XIXe siècle Sa représentation antique la plus célèbre est la Junon Ludovisi, tête colossale en marbre la représentant dans sa majesté royale, avec un diadème, suscite l'admiration de Goethe, qui en installe un moulage chez lui, et de Friedrich Schiller. L'antiquaire/historien de l'art Johann Joachim Winckelmann voit en Junon une déesse royale, fière plus élevée que les autres. Le développement des études religieuses dans la seconde moitié du XIXe siècle donne lieu à un retour à des interprétations allégoriques, sur les aspects célestes de la déesse, son identification à l'air, par exemple chez Ludwig Preller. Friedrich Gottlieb Welcker l'analyse plutôt comme une ancienne déesse chthonienne, proposition qui connaît un grand succès. Wilhelm Heinrich Roscher en fait quant à lui une divinité lunaire, comme d'autres grandes déesses grecques (Artémis, Aphrodite). La figure de la reine de l'Olympe devient donc de plus en plus complexe dans ces travaux érudits. Au XXe siècle, elle perd en stature : Walter F. Otto ne lui consacre pas un chapitre dans sa synthèse sur les dieux grecs parue en 1929 (Die Götter Griechenlands), tandis que Martin P. Nilsson dans son œuvre majeure, Geschichte der griechischen Religion (1941-1950), considère qu'elle se définit fondamentalement comme l'épouse de Zeus.

### Culture contemporaine

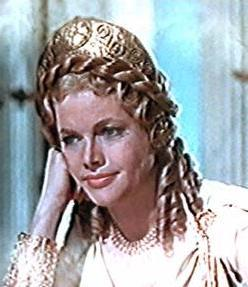
Honor Blackman interprétant Héra dans Jason et les Argonautes (1963).

La littérature contemporaine reprend la figure d'Héra en tant qu'incarnation d'une féminité. Paul Valéry en fait une grande dame frustrée dans un conte de ses Histoires brisées (Histoire de Héra, 1950). Dans les œuvres féministes, la poétesse Carolyn Kizer compose Hera, Hung From the Sky (1971) dans laquelle elle fait une relecture de la punition d'Héra par Zeus, vu comme un mari trop fort pour son épouse, qui est donc à sa merci. L'écrivaine Caroline Gordon relit l'opposition entre Héra et Héraclès dans une veine tragicomique avec The Glory of Hera (1972).
L'art contemporain s'intéresse beaucoup moins à la figure de Junon/Héra que l'art de l'époque moderne.
Héra est l’un des personnages principaux du film Jason et les Argonautes sorti en 1963. La déesse, incarnée par Honor Blackman, y occupe une place centrale, intervenant à plusieurs reprises afin d'aider Jason dans sa quête de la Toison d'or.
Dans Xena, la guerrière, Héra est l'ennemie de Xena et Gabrielle dans le dernier épisode de la saison 5.
Dans le manga One Piece d'Eichiro Oda, elle est un petit nuage qui accompagne Big Mom et est le compagnon du soleil Prométhée étant donné qu'elle remplace Zeus.
Héra est l'une des 1 038 femmes dont le nom figure sur le socle de l'œuvre contemporaine The Dinner Party de Judy Chicago. Elle y est associée à la Déesse de la fertilité, deuxième convive de l'aile I de la table.
En 2016, le rappeur parisien Georgio sort un album intitulé Héra, dans lequel se trouve un single du même nom. Une réédition intitulée Ἥρα, le nom en grec ancien de la déesse, sort l’année suivante.

### Sources
- Hésiode (trad. du grec ancien par Annie Bonnafé, préf. Jean-Pierre Vernant), Théogonie, Paris, Payot & Rivages, coll. « La Petite Bibliothèque », 1993, 184 p. (ISBN 978-2-7436-2138-4).
- Iliade (trad. Robert Flacelière), Éditions Gallimard, 1993 (1re éd. 1956) (ISBN 2-07-010261-0).
- Pseudo-Apollodore, Bibliothèque [détail des éditions] [lire en ligne].
- Hélène Monsacré (dir.), Tout Homère, Paris, Albin Michel/Les Belles Lettres, 2019

### Religion et mythologie grecques
- Pierre Lévêque et Louis Séchan, Les grandes divinités de la Grèce, Paris, Armand Collin, 1990 (1re éd. 1966)
- Pierre Grimal, Dictionnaire de la mythologie grecque et romaine, Paris, Presses universitaires de France, 2002, 15e éd. (1re éd. 1951)
- Timothy Gantz, Mythes de la Grèce archaïque, Belin, 2004 (ISBN 978-2-7011-3067-5)
- (en) Robin Hard, The Routledge Handbook of Greek Mythology : Based on H.J. Rose's "Handbook of Greek Mythology", Psychology Press (en), 2004
- (en) Jennifer Larson, Ancient Greek Cults : A Guide, New York, Routledge, 2007, p. 29-40.
- Walter Burkert (trad. Pierre Bonnechere), La Religion grecque à l'époque archaïque et classique, Paris, Picard, 2011 (1re éd. 1977), p. 186-192.
- (en) Erika Simon, The Gods of the Greeks, Madison, University of Wisconsin Press, 2021 (1re éd. 1969).

### Synthèses
- (de) Fritz Graf et Anne Ley, « Hera », dans Hubert Cancik et Helmuth Schneider (dir.), Der Neue Pauly, Altertum, vol. 5 : Gru–Iug, Stuttgart, J. B. Metzler, 1998, col. 357-361
- (en) Fritz Graf, « Hera », dans Margalit Finkelberg (dir.), The Homer Encyclopedia, Blackwell, 2011, 2 p. (DOI 10.1002/9781444350302.wbhe0573)
- (de) Gunther Martin, « Hera », dans Maria Moog-Grünewald (dir.), Mythenrezeption: Die antike Mythologie in Literatur, Musik und Kunst von den Anfängen bis zur Gegenwart, Stuttgart, J. B. Metzler, coll. « Der Neue Pauly. Supplemente » (no 5), 2008, p. 322-324
- (en) André Motte et Vinciane Pirenne-Delforge, « Hera », dans Simon Hornblower, Antony Spawforth et Esther Eidinow (dir.), The Oxford Classical Dictionary, Oxford, Oxford University Press, 2012, 4e éd., p. 661-662.

### Études sur Héra
- Marcel Detienne, « Mariage (puissances du) », dans Yves Bonnefoy (dir.), Dictionnaire des mythologies et des religions des sociétés traditionnelles et du monde antique, Paris, Flammarion, 1981, p. 65-69
- (de) Anneliese Kossatz-Deissmann, « Hera », dans Lexicon Iconographicum Mythologiae Classicae (LIMC), vol. IV, Zürich et Munich, Artemis, 1988, p. 659-719 (t. 1)
- (en) Joan V. O'Brien, The transformation of Hera. A study of ritual, hero, and the goddess in the „Iliad“, Lanham, Md., Rowman & Littlefield, 1993 (ISBN 0-8476-7807-5).
- (de) Walter Pötscher, Hera. Eine Strukturanalyse im Vergleich mit Athena, Wissenschaftliche Buchgesellschaft, Darmstadt 1987,  (ISBN 3-534-03131-8).
- Juliette de La Genière (dir.), Héra : Images, espaces, cultes, Naples, Publications du Centre Jean Bérard, 1997 (lire en ligne).
- Vinciane Pirenne-Delforge et Gabriella Pironti, « La féminité des déesses à l’épreuve des épiclèses : le cas d’Héra », dans Lydie Bodiou et Véronique Mehl (dir.), La religion des femmes en Grèce ancienne, Rennes, Presses universitaires de Rennes, 2009 (lire en ligne), p. 95-109
- Vinciane Pirenne-Delforge et Gabriella Pironti, L'Héra de Zeus : Ennemie intime, épouse définitive, Paris, Les Belles Lettres, 2016